# Choristodera
Choristodera is een orde van uitgestorven semi-aquatische reptielen die leefden van het Laat-Trias tot het Vroeg-Mioceen. Leden als Champsosaurus en Simoedosaurus leken in de verte op krokodillen. Soorten uit de orde Choristodera zijn gevonden in Noord-Amerika, Europa en Azië. In 1997 zijn zelfs fossielen van soorten uit deze orde gevonden in het Arctische deel van Canada. Fossielen zijn het meest algemeen in gesteentes uit het Laat-Krijt tot Vroeg-Eoceen. De fylogenetische positie van de Choristodera is nog onzeker, maar de orde werd meestal geplaatst tussen de basale diapside reptielen en de basale Archosauromorpha.
Lange tijd werd verondersteld dat de Choristodera leefden van het Midden-Jura tot Laat-Eoceen. Recentelijk zijn echter vondsten gedaan die de periode waaruit fossielen bekend zijn sterk in lengte doen toenemen: Pachystropheus rhaeticus uit het Laat-Trias van Engeland en Lazarussuchus inexpectatus uit het Oligoceen van Frankrijk. In 2005 werden in de Tsjechische Bohemen zelfs de fossiele resten gevonden van Lazarussuchus dvoraki uit het Vroeg-Mioceen.

## Definitie
De Choristodera werden in 1884 door Edward Drinker Cope benoemd. Sommige bronnen geven ten onrechte aan dat de benoeming in 1876 zou hebben plaatsgevonden.
In 1998 gaf David Dilkes een definitie als klade: de groep bestaande uit de laatste gemeenschappelijke voorouder van Lazarussuchus, Cteniogenys en Champsosaurus en al zijn afstammelingen.

## De vroege evolutie van de Choristodera
Tchoiria behoort tot de onderorde Neochoristodera van de orde Choristodera. De Neochoristodera waren krokodilachtige dieren met lange, dunne kaken. Deze onderorde omvat twee families: 
- Champsosauridae (Cope, 1876)
- Simoedosauridae (Lemone, 1884)

Het is mogelijk dat ook het geslacht Pachystropheus tot de Neochoristodera gerekend moet worden. Dit zou dan een basale positie in de Neochoristodera innemen en zijn positie zou dicht bij de gezamenlijke voorouder van zowel de familie der Simoedosauridae als de familie der Champsosauridae zijn. Waarschijnlijker is echter dat Pachystropheus niet tot de Neochoristodera gerekend moet worden, aangezien dit geslacht het oudste lid van de orde der Choristodera was en de Neochoristodera als laatsten evolueerden en de meest geavanceerde leden van de orde Choristodera waren. Champsosaurus en Simoedosaurus leefden tot in het Midden-Eoceen, mogelijk nog tot in het Laat-Eoceen of zelfs tot in het Vroeg-Oligoceen.
Aan het eind van het Midden-Eoceen begon het klimaat koeler en droger te worden en de grote tropische regenwouden die tot in Denemarken reikten in het Vroeg-Paleoceen tot het Midden-Eoceen slonken drastisch. De leden van de onderorde waren aangepast aan een nat klimaat met veel bos en zoet water als rivieren en meren en toen de tropische regenwouden snel begonnen te verdwijnen konden zij ze niet volgen en zich niet snel genoeg aanpassen om in een droger klimaat te leven. Lazarussuchus was aangepast aan een droger klimaat en overleefde daardoor nog een tijdje, nog tot in het Vroeg-Mioceen. Het is mogelijk dat Lazarussuchus of een verwante soort het nog tot in het Laat-Plioceen uithield. De aanhoudende koude, een voorbode van de komende ijstijd, begon toen pas. Omdat de leden van de onderorde der Neochoristodera de meest geavanceerde leden van de orde der Choristodera waren en Pachystropheus zo'n 217 miljoen jaar geleden leefde, zou dit betekenen dat andere takken van de orde der Choristodera al eerder waren geëvolueerd. Dit wil zeggen dat er een tak met Lazarussuchus, een tak met Irenosaurus en Khurendukhosaurus, een tak met Cteniogenys en eventuele andere leden van de familie der Cteniogenidae, een tak met de families der Hyphalosauridae en Monjurosuchidae en de tak met alle leden van de onderorde der Neochoristodera al in het Trias geëvolueerd was. Pachystropheus, hoewel hij waarschijnlijk niet tot de onderorde der Neochoristodera gerekend moet worden, stond er in ieder geval wel dicht bij wat dus wil zeggen dat er takken met basale leden van de orde der Choristodera waren die al in het Laat-Trias geëvolueerd waren. Dit zouden dan de eerste drie takken geweest zijn, de tak met Lazarussuchus, Irenosaurus en Khurendukhosaurus en de tak met Cteniogenys en eventuele andere leden van de familie der Cteniogenidae. Mogelijk was er zelfs al de vierde tak, de tak met de families der Hyphalosauridae en Monjurosuchidae. Het zou echter ook kunnen dat deze tak nauwer verwant was met de tak van Cteniogenys en eventuele andere leden van de familie der Cteniogenidae. Deze zouden dan samen één grote tak kunnen vormen. Dit zou Pachystropheus echter alleen een hogere plaats in de stamboom van de orde der Choristodera geven, en zou hij wellicht toch een kans maken om tot de onderorde der Neochoristodera gerekend te worden. Het zou dan echter ook kunnen dat hij tot de tak van de families der Cteniogenidae, Monjurosuchidae en Hyphalosauridae gerekend zou moeten worden. Dit zou hem en de rest van de tak dan de zustergroep maken van de onderorde der Neochoristodera. Dit zou dan betekenen dat ook de tak van de onderorde der Neochoristodera al in het Trias geëvolueerd zou zijn. Deze diversiteit op zo'n vroege tijd zou betekenen dat de orde der Choristodera nog zeker zo'n tien miljoen jaar ouder was dan Pachystropheus zelf, dit geldt zeker voor de tak met Lazarussuchus, die er misschien al rond 230 miljoen jaar geleden was. Het is echter niet zeker of Lazarussuchus tot de orde der Choristodera gerekend moet worden (zie later in deze paragraaf).
De Choristodera omvat vijf families:
- Cteniogenidae
- Simoedosauridae
- Champsosauridae
- Monjurosuchidae
- Hyphalosauridae

Naast de families waren er nog vier geslachten die niet in een van deze families thuisgebracht kunnen worden:
- Lazarussuchus
- Khurendukhosaurus
- Irenosaurus
- Pachystropheus

## Stamboom

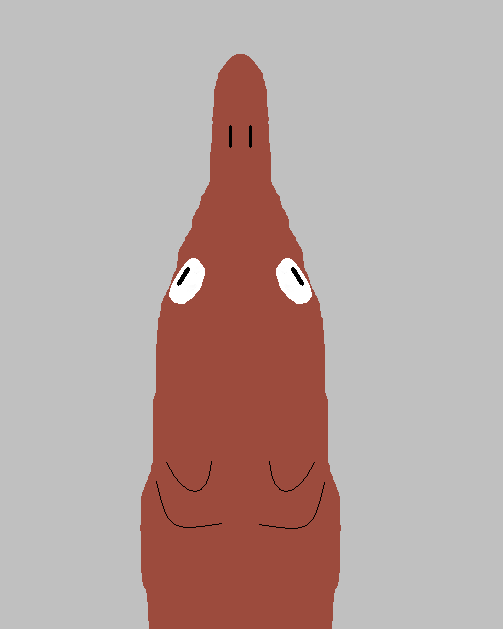
Lazurussuchus inexpectatus

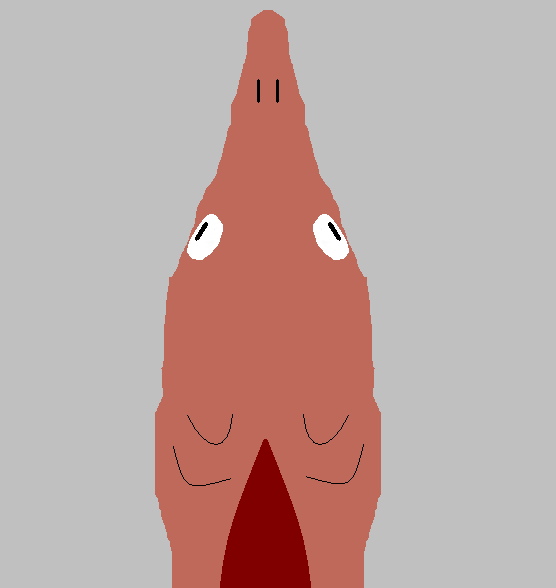
Lazurussuchus dvoraki

Een vermoedelijke stamboom van de Choristodera:
|  | Hyphalosaurus |
|  |               |
|  | Shokawa       |
|  |               |

|  | Monjurosuchus  |
|  |                |
|  | Philydrosaurus |
|  |                |

|  | Champsosaurus |
|  |               |
|  | Eotomistoma   |
|  |               |

|         | Liaoxisaurus                                                   |
|         |                                                                |
|         | Tchoiria                                                       |
|         |                                                                |
| unnamed | \| \| Ikechosaurus \| \| \| \| \| \| Simoedosaurus \| \| \| \| |
|         | \| \| Ikechosaurus \| \| \| \| \| \| Simoedosaurus \| \| \| \| |
|         | Ikechosaurus                                                   |
|         |                                                                |
|         | Simoedosaurus                                                  |
|         |                                                                |

|  | Ikechosaurus  |
|  |               |
|  | Simoedosaurus |
|  |               |

|  | Champsosaurus |
|  |               |
|  | Eotomistoma   |
|  |               |

|         | Liaoxisaurus                                                   |
|         |                                                                |
|         | Tchoiria                                                       |
|         |                                                                |
| unnamed | \| \| Ikechosaurus \| \| \| \| \| \| Simoedosaurus \| \| \| \| |
|         | \| \| Ikechosaurus \| \| \| \| \| \| Simoedosaurus \| \| \| \| |
|         | Ikechosaurus                                                   |
|         |                                                                |
|         | Simoedosaurus                                                  |
|         |                                                                |

|  | Ikechosaurus  |
|  |               |
|  | Simoedosaurus |
|  |               |

|  | Hyphalosaurus |
|  |               |
|  | Shokawa       |
|  |               |

|  | Monjurosuchus  |
|  |                |
|  | Philydrosaurus |
|  |                |

|  | Champsosaurus |
|  |               |
|  | Eotomistoma   |
|  |               |

|         | Liaoxisaurus                                                   |
|         |                                                                |
|         | Tchoiria                                                       |
|         |                                                                |
| unnamed | \| \| Ikechosaurus \| \| \| \| \| \| Simoedosaurus \| \| \| \| |
|         | \| \| Ikechosaurus \| \| \| \| \| \| Simoedosaurus \| \| \| \| |
|         | Ikechosaurus                                                   |
|         |                                                                |
|         | Simoedosaurus                                                  |
|         |                                                                |

|  | Ikechosaurus  |
|  |               |
|  | Simoedosaurus |
|  |               |

|  | Champsosaurus |
|  |               |
|  | Eotomistoma   |
|  |               |

|         | Liaoxisaurus                                                   |
|         |                                                                |
|         | Tchoiria                                                       |
|         |                                                                |
| unnamed | \| \| Ikechosaurus \| \| \| \| \| \| Simoedosaurus \| \| \| \| |
|         | \| \| Ikechosaurus \| \| \| \| \| \| Simoedosaurus \| \| \| \| |
|         | Ikechosaurus                                                   |
|         |                                                                |
|         | Simoedosaurus                                                  |
|         |                                                                |

|  | Ikechosaurus  |
|  |               |
|  | Simoedosaurus |
|  |               |

|  | Hyphalosaurus |
|  |               |
|  | Shokawa       |
|  |               |

|  | Monjurosuchus  |
|  |                |
|  | Philydrosaurus |
|  |                |

|  | Champsosaurus |
|  |               |
|  | Eotomistoma   |
|  |               |

|         | Liaoxisaurus                                                   |
|         |                                                                |
|         | Tchoiria                                                       |
|         |                                                                |
| unnamed | \| \| Ikechosaurus \| \| \| \| \| \| Simoedosaurus \| \| \| \| |
|         | \| \| Ikechosaurus \| \| \| \| \| \| Simoedosaurus \| \| \| \| |
|         | Ikechosaurus                                                   |
|         |                                                                |
|         | Simoedosaurus                                                  |
|         |                                                                |

|  | Ikechosaurus  |
|  |               |
|  | Simoedosaurus |
|  |               |

|  | Champsosaurus |
|  |               |
|  | Eotomistoma   |
|  |               |

|         | Liaoxisaurus                                                   |
|         |                                                                |
|         | Tchoiria                                                       |
|         |                                                                |
| unnamed | \| \| Ikechosaurus \| \| \| \| \| \| Simoedosaurus \| \| \| \| |
|         | \| \| Ikechosaurus \| \| \| \| \| \| Simoedosaurus \| \| \| \| |
|         | Ikechosaurus                                                   |
|         |                                                                |
|         | Simoedosaurus                                                  |
|         |                                                                |

|  | Ikechosaurus  |
|  |               |
|  | Simoedosaurus |
|  |               |

|  | Hyphalosaurus |
|  |               |
|  | Shokawa       |
|  |               |

|  | Monjurosuchus  |
|  |                |
|  | Philydrosaurus |
|  |                |

|  | Champsosaurus |
|  |               |
|  | Eotomistoma   |
|  |               |

|         | Liaoxisaurus                                                   |
|         |                                                                |
|         | Tchoiria                                                       |
|         |                                                                |
| unnamed | \| \| Ikechosaurus \| \| \| \| \| \| Simoedosaurus \| \| \| \| |
|         | \| \| Ikechosaurus \| \| \| \| \| \| Simoedosaurus \| \| \| \| |
|         | Ikechosaurus                                                   |
|         |                                                                |
|         | Simoedosaurus                                                  |
|         |                                                                |

|  | Ikechosaurus  |
|  |               |
|  | Simoedosaurus |
|  |               |

|  | Champsosaurus |
|  |               |
|  | Eotomistoma   |
|  |               |

|         | Liaoxisaurus                                                   |
|         |                                                                |
|         | Tchoiria                                                       |
|         |                                                                |
| unnamed | \| \| Ikechosaurus \| \| \| \| \| \| Simoedosaurus \| \| \| \| |
|         | \| \| Ikechosaurus \| \| \| \| \| \| Simoedosaurus \| \| \| \| |
|         | Ikechosaurus                                                   |
|         |                                                                |
|         | Simoedosaurus                                                  |
|         |                                                                |

|  | Ikechosaurus  |
|  |               |
|  | Simoedosaurus |
|  |               |

|  | Hyphalosaurus |
|  |               |
|  | Shokawa       |
|  |               |

|  | Monjurosuchus  |
|  |                |
|  | Philydrosaurus |
|  |                |

|  | Champsosaurus |
|  |               |
|  | Eotomistoma   |
|  |               |

|         | Liaoxisaurus                                                   |
|         |                                                                |
|         | Tchoiria                                                       |
|         |                                                                |
| unnamed | \| \| Ikechosaurus \| \| \| \| \| \| Simoedosaurus \| \| \| \| |
|         | \| \| Ikechosaurus \| \| \| \| \| \| Simoedosaurus \| \| \| \| |
|         | Ikechosaurus                                                   |
|         |                                                                |
|         | Simoedosaurus                                                  |
|         |                                                                |

|  | Ikechosaurus  |
|  |               |
|  | Simoedosaurus |
|  |               |

|  | Champsosaurus |
|  |               |
|  | Eotomistoma   |
|  |               |

|         | Liaoxisaurus                                                   |
|         |                                                                |
|         | Tchoiria                                                       |
|         |                                                                |
| unnamed | \| \| Ikechosaurus \| \| \| \| \| \| Simoedosaurus \| \| \| \| |
|         | \| \| Ikechosaurus \| \| \| \| \| \| Simoedosaurus \| \| \| \| |
|         | Ikechosaurus                                                   |
|         |                                                                |
|         | Simoedosaurus                                                  |
|         |                                                                |

|  | Ikechosaurus  |
|  |               |
|  | Simoedosaurus |
|  |               |

|  | Hyphalosaurus |
|  |               |
|  | Shokawa       |
|  |               |

|  | Monjurosuchus  |
|  |                |
|  | Philydrosaurus |
|  |                |

|  | Champsosaurus |
|  |               |
|  | Eotomistoma   |
|  |               |

|         | Liaoxisaurus                                                   |
|         |                                                                |
|         | Tchoiria                                                       |
|         |                                                                |
| unnamed | \| \| Ikechosaurus \| \| \| \| \| \| Simoedosaurus \| \| \| \| |
|         | \| \| Ikechosaurus \| \| \| \| \| \| Simoedosaurus \| \| \| \| |
|         | Ikechosaurus                                                   |
|         |                                                                |
|         | Simoedosaurus                                                  |
|         |                                                                |

|  | Ikechosaurus  |
|  |               |
|  | Simoedosaurus |
|  |               |

|  | Champsosaurus |
|  |               |
|  | Eotomistoma   |
|  |               |

|         | Liaoxisaurus                                                   |
|         |                                                                |
|         | Tchoiria                                                       |
|         |                                                                |
| unnamed | \| \| Ikechosaurus \| \| \| \| \| \| Simoedosaurus \| \| \| \| |
|         | \| \| Ikechosaurus \| \| \| \| \| \| Simoedosaurus \| \| \| \| |
|         | Ikechosaurus                                                   |
|         |                                                                |
|         | Simoedosaurus                                                  |
|         |                                                                |

|  | Ikechosaurus  |
|  |               |
|  | Simoedosaurus |
|  |               |

|  | Hyphalosaurus |
|  |               |
|  | Shokawa       |
|  |               |

|  | Monjurosuchus  |
|  |                |
|  | Philydrosaurus |
|  |                |

|  | Champsosaurus |
|  |               |
|  | Eotomistoma   |
|  |               |

|         | Liaoxisaurus                                                   |
|         |                                                                |
|         | Tchoiria                                                       |
|         |                                                                |
| unnamed | \| \| Ikechosaurus \| \| \| \| \| \| Simoedosaurus \| \| \| \| |
|         | \| \| Ikechosaurus \| \| \| \| \| \| Simoedosaurus \| \| \| \| |
|         | Ikechosaurus                                                   |
|         |                                                                |
|         | Simoedosaurus                                                  |
|         |                                                                |

|  | Ikechosaurus  |
|  |               |
|  | Simoedosaurus |
|  |               |

|  | Champsosaurus |
|  |               |
|  | Eotomistoma   |
|  |               |

|         | Liaoxisaurus                                                   |
|         |                                                                |
|         | Tchoiria                                                       |
|         |                                                                |
| unnamed | \| \| Ikechosaurus \| \| \| \| \| \| Simoedosaurus \| \| \| \| |
|         | \| \| Ikechosaurus \| \| \| \| \| \| Simoedosaurus \| \| \| \| |
|         | Ikechosaurus                                                   |
|         |                                                                |
|         | Simoedosaurus                                                  |
|         |                                                                |

|  | Ikechosaurus  |
|  |               |
|  | Simoedosaurus |
|  |               |

|  | Hyphalosaurus |
|  |               |
|  | Shokawa       |
|  |               |

|  | Monjurosuchus  |
|  |                |
|  | Philydrosaurus |
|  |                |

|  | Champsosaurus |
|  |               |
|  | Eotomistoma   |
|  |               |

|         | Liaoxisaurus                                                   |
|         |                                                                |
|         | Tchoiria                                                       |
|         |                                                                |
| unnamed | \| \| Ikechosaurus \| \| \| \| \| \| Simoedosaurus \| \| \| \| |
|         | \| \| Ikechosaurus \| \| \| \| \| \| Simoedosaurus \| \| \| \| |
|         | Ikechosaurus                                                   |
|         |                                                                |
|         | Simoedosaurus                                                  |
|         |                                                                |

|  | Ikechosaurus  |
|  |               |
|  | Simoedosaurus |
|  |               |

|  | Champsosaurus |
|  |               |
|  | Eotomistoma   |
|  |               |

|         | Liaoxisaurus                                                   |
|         |                                                                |
|         | Tchoiria                                                       |
|         |                                                                |
| unnamed | \| \| Ikechosaurus \| \| \| \| \| \| Simoedosaurus \| \| \| \| |
|         | \| \| Ikechosaurus \| \| \| \| \| \| Simoedosaurus \| \| \| \| |
|         | Ikechosaurus                                                   |
|         |                                                                |
|         | Simoedosaurus                                                  |
|         |                                                                |

|  | Ikechosaurus  |
|  |               |
|  | Simoedosaurus |
|  |               |

|  | Hyphalosaurus |
|  |               |
|  | Shokawa       |
|  |               |

|  | Monjurosuchus  |
|  |                |
|  | Philydrosaurus |
|  |                |

|  | Champsosaurus |
|  |               |
|  | Eotomistoma   |
|  |               |

|         | Liaoxisaurus                                                   |
|         |                                                                |
|         | Tchoiria                                                       |
|         |                                                                |
| unnamed | \| \| Ikechosaurus \| \| \| \| \| \| Simoedosaurus \| \| \| \| |
|         | \| \| Ikechosaurus \| \| \| \| \| \| Simoedosaurus \| \| \| \| |
|         | Ikechosaurus                                                   |
|         |                                                                |
|         | Simoedosaurus                                                  |
|         |                                                                |

|  | Ikechosaurus  |
|  |               |
|  | Simoedosaurus |
|  |               |

|  | Champsosaurus |
|  |               |
|  | Eotomistoma   |
|  |               |

|         | Liaoxisaurus                                                   |
|         |                                                                |
|         | Tchoiria                                                       |
|         |                                                                |
| unnamed | \| \| Ikechosaurus \| \| \| \| \| \| Simoedosaurus \| \| \| \| |
|         | \| \| Ikechosaurus \| \| \| \| \| \| Simoedosaurus \| \| \| \| |
|         | Ikechosaurus                                                   |
|         |                                                                |
|         | Simoedosaurus                                                  |
|         |                                                                |

|  | Ikechosaurus  |
|  |               |
|  | Simoedosaurus |
|  |               |

|  | Hyphalosaurus |
|  |               |
|  | Shokawa       |
|  |               |

|  | Monjurosuchus  |
|  |                |
|  | Philydrosaurus |
|  |                |

|  | Champsosaurus |
|  |               |
|  | Eotomistoma   |
|  |               |

|         | Liaoxisaurus                                                   |
|         |                                                                |
|         | Tchoiria                                                       |
|         |                                                                |
| unnamed | \| \| Ikechosaurus \| \| \| \| \| \| Simoedosaurus \| \| \| \| |
|         | \| \| Ikechosaurus \| \| \| \| \| \| Simoedosaurus \| \| \| \| |
|         | Ikechosaurus                                                   |
|         |                                                                |
|         | Simoedosaurus                                                  |
|         |                                                                |

|  | Ikechosaurus  |
|  |               |
|  | Simoedosaurus |
|  |               |

|  | Champsosaurus |
|  |               |
|  | Eotomistoma   |
|  |               |

|         | Liaoxisaurus                                                   |
|         |                                                                |
|         | Tchoiria                                                       |
|         |                                                                |
| unnamed | \| \| Ikechosaurus \| \| \| \| \| \| Simoedosaurus \| \| \| \| |
|         | \| \| Ikechosaurus \| \| \| \| \| \| Simoedosaurus \| \| \| \| |
|         | Ikechosaurus                                                   |
|         |                                                                |
|         | Simoedosaurus                                                  |
|         |                                                                |

|  | Ikechosaurus  |
|  |               |
|  | Simoedosaurus |
|  |               |

|  | Hyphalosaurus |
|  |               |
|  | Shokawa       |
|  |               |

|  | Monjurosuchus  |
|  |                |
|  | Philydrosaurus |
|  |                |

|  | Champsosaurus |
|  |               |
|  | Eotomistoma   |
|  |               |

|         | Liaoxisaurus                                                   |
|         |                                                                |
|         | Tchoiria                                                       |
|         |                                                                |
| unnamed | \| \| Ikechosaurus \| \| \| \| \| \| Simoedosaurus \| \| \| \| |
|         | \| \| Ikechosaurus \| \| \| \| \| \| Simoedosaurus \| \| \| \| |
|         | Ikechosaurus                                                   |
|         |                                                                |
|         | Simoedosaurus                                                  |
|         |                                                                |

|  | Ikechosaurus  |
|  |               |
|  | Simoedosaurus |
|  |               |

|  | Champsosaurus |
|  |               |
|  | Eotomistoma   |
|  |               |

|         | Liaoxisaurus                                                   |
|         |                                                                |
|         | Tchoiria                                                       |
|         |                                                                |
| unnamed | \| \| Ikechosaurus \| \| \| \| \| \| Simoedosaurus \| \| \| \| |
|         | \| \| Ikechosaurus \| \| \| \| \| \| Simoedosaurus \| \| \| \| |
|         | Ikechosaurus                                                   |
|         |                                                                |
|         | Simoedosaurus                                                  |
|         |                                                                |

|  | Ikechosaurus  |
|  |               |
|  | Simoedosaurus |
|  |               |

|  | Hyphalosaurus |
|  |               |
|  | Shokawa       |
|  |               |

|  | Monjurosuchus  |
|  |                |
|  | Philydrosaurus |
|  |                |

|  | Champsosaurus |
|  |               |
|  | Eotomistoma   |
|  |               |

|         | Liaoxisaurus                                                   |
|         |                                                                |
|         | Tchoiria                                                       |
|         |                                                                |
| unnamed | \| \| Ikechosaurus \| \| \| \| \| \| Simoedosaurus \| \| \| \| |
|         | \| \| Ikechosaurus \| \| \| \| \| \| Simoedosaurus \| \| \| \| |
|         | Ikechosaurus                                                   |
|         |                                                                |
|         | Simoedosaurus                                                  |
|         |                                                                |

|  | Ikechosaurus  |
|  |               |
|  | Simoedosaurus |
|  |               |

|  | Champsosaurus |
|  |               |
|  | Eotomistoma   |
|  |               |

|         | Liaoxisaurus                                                   |
|         |                                                                |
|         | Tchoiria                                                       |
|         |                                                                |
| unnamed | \| \| Ikechosaurus \| \| \| \| \| \| Simoedosaurus \| \| \| \| |
|         | \| \| Ikechosaurus \| \| \| \| \| \| Simoedosaurus \| \| \| \| |
|         | Ikechosaurus                                                   |
|         |                                                                |
|         | Simoedosaurus                                                  |
|         |                                                                |

|  | Ikechosaurus  |
|  |               |
|  | Simoedosaurus |
|  |               |

|  | Hyphalosaurus |
|  |               |
|  | Shokawa       |
|  |               |

|  | Monjurosuchus  |
|  |                |
|  | Philydrosaurus |
|  |                |

|  | Champsosaurus |
|  |               |
|  | Eotomistoma   |
|  |               |

|         | Liaoxisaurus                                                   |
|         |                                                                |
|         | Tchoiria                                                       |
|         |                                                                |
| unnamed | \| \| Ikechosaurus \| \| \| \| \| \| Simoedosaurus \| \| \| \| |
|         | \| \| Ikechosaurus \| \| \| \| \| \| Simoedosaurus \| \| \| \| |
|         | Ikechosaurus                                                   |
|         |                                                                |
|         | Simoedosaurus                                                  |
|         |                                                                |

|  | Ikechosaurus  |
|  |               |
|  | Simoedosaurus |
|  |               |

|  | Champsosaurus |
|  |               |
|  | Eotomistoma   |
|  |               |

|         | Liaoxisaurus                                                   |
|         |                                                                |
|         | Tchoiria                                                       |
|         |                                                                |
| unnamed | \| \| Ikechosaurus \| \| \| \| \| \| Simoedosaurus \| \| \| \| |
|         | \| \| Ikechosaurus \| \| \| \| \| \| Simoedosaurus \| \| \| \| |
|         | Ikechosaurus                                                   |
|         |                                                                |
|         | Simoedosaurus                                                  |
|         |                                                                |

|  | Ikechosaurus  |
|  |               |
|  | Simoedosaurus |
|  |               |

|  | Hyphalosaurus |
|  |               |
|  | Shokawa       |
|  |               |

|  | Monjurosuchus  |
|  |                |
|  | Philydrosaurus |
|  |                |

|  | Champsosaurus |
|  |               |
|  | Eotomistoma   |
|  |               |

|         | Liaoxisaurus                                                   |
|         |                                                                |
|         | Tchoiria                                                       |
|         |                                                                |
| unnamed | \| \| Ikechosaurus \| \| \| \| \| \| Simoedosaurus \| \| \| \| |
|         | \| \| Ikechosaurus \| \| \| \| \| \| Simoedosaurus \| \| \| \| |
|         | Ikechosaurus                                                   |
|         |                                                                |
|         | Simoedosaurus                                                  |
|         |                                                                |

|  | Ikechosaurus  |
|  |               |
|  | Simoedosaurus |
|  |               |

|  | Champsosaurus |
|  |               |
|  | Eotomistoma   |
|  |               |

|         | Liaoxisaurus                                                   |
|         |                                                                |
|         | Tchoiria                                                       |
|         |                                                                |
| unnamed | \| \| Ikechosaurus \| \| \| \| \| \| Simoedosaurus \| \| \| \| |
|         | \| \| Ikechosaurus \| \| \| \| \| \| Simoedosaurus \| \| \| \| |
|         | Ikechosaurus                                                   |
|         |                                                                |
|         | Simoedosaurus                                                  |
|         |                                                                |

|  | Ikechosaurus  |
|  |               |
|  | Simoedosaurus |
|  |               |

|  | Hyphalosaurus |
|  |               |
|  | Shokawa       |
|  |               |

|  | Monjurosuchus  |
|  |                |
|  | Philydrosaurus |
|  |                |

|  | Champsosaurus |
|  |               |
|  | Eotomistoma   |
|  |               |

|         | Liaoxisaurus                                                   |
|         |                                                                |
|         | Tchoiria                                                       |
|         |                                                                |
| unnamed | \| \| Ikechosaurus \| \| \| \| \| \| Simoedosaurus \| \| \| \| |
|         | \| \| Ikechosaurus \| \| \| \| \| \| Simoedosaurus \| \| \| \| |
|         | Ikechosaurus                                                   |
|         |                                                                |
|         | Simoedosaurus                                                  |
|         |                                                                |

|  | Ikechosaurus  |
|  |               |
|  | Simoedosaurus |
|  |               |

|  | Champsosaurus |
|  |               |
|  | Eotomistoma   |
|  |               |

|         | Liaoxisaurus                                                   |
|         |                                                                |
|         | Tchoiria                                                       |
|         |                                                                |
| unnamed | \| \| Ikechosaurus \| \| \| \| \| \| Simoedosaurus \| \| \| \| |
|         | \| \| Ikechosaurus \| \| \| \| \| \| Simoedosaurus \| \| \| \| |
|         | Ikechosaurus                                                   |
|         |                                                                |
|         | Simoedosaurus                                                  |
|         |                                                                |

|  | Ikechosaurus  |
|  |               |
|  | Simoedosaurus |
|  |               |

|  | Hyphalosaurus |
|  |               |
|  | Shokawa       |
|  |               |

|  | Monjurosuchus  |
|  |                |
|  | Philydrosaurus |
|  |                |

|  | Champsosaurus |
|  |               |
|  | Eotomistoma   |
|  |               |

|         | Liaoxisaurus                                                   |
|         |                                                                |
|         | Tchoiria                                                       |
|         |                                                                |
| unnamed | \| \| Ikechosaurus \| \| \| \| \| \| Simoedosaurus \| \| \| \| |
|         | \| \| Ikechosaurus \| \| \| \| \| \| Simoedosaurus \| \| \| \| |
|         | Ikechosaurus                                                   |
|         |                                                                |
|         | Simoedosaurus                                                  |
|         |                                                                |

|  | Ikechosaurus  |
|  |               |
|  | Simoedosaurus |
|  |               |

|  | Champsosaurus |
|  |               |
|  | Eotomistoma   |
|  |               |

|         | Liaoxisaurus                                                   |
|         |                                                                |
|         | Tchoiria                                                       |
|         |                                                                |
| unnamed | \| \| Ikechosaurus \| \| \| \| \| \| Simoedosaurus \| \| \| \| |
|         | \| \| Ikechosaurus \| \| \| \| \| \| Simoedosaurus \| \| \| \| |
|         | Ikechosaurus                                                   |
|         |                                                                |
|         | Simoedosaurus                                                  |
|         |                                                                |

|  | Ikechosaurus  |
|  |               |
|  | Simoedosaurus |
|  |               |

De vermoedelijke plaats van de Choristodera in de Archosauromorpha:
|  | Rhynchosauria                                                    |
|  |                                                                  |
|  | Choristodera                                                     |
|  |                                                                  |
|  | \| \| ?Teraterpeton \| \| \| \| \| \| Trilophosauria \| \| \| \| |
|  |                                                                  |
|  | ?Teraterpeton                                                    |
|  |                                                                  |
|  | Trilophosauria                                                   |
|  |                                                                  |

|  | ?Teraterpeton  |
|  |                |
|  | Trilophosauria |
|  |                |

|             | Yonghesuchus |
|             | |
| Archosauria | \| \| Crurotarsi (krokodilachtigen en verwanten) \| \| \| \| \| \| Avemetatarsalia (dinosauriërs, pterosauriërs, vogels en verwanten) \| \| \| \| |
|             | \| \| Crurotarsi (krokodilachtigen en verwanten) \| \| \| \| \| \| Avemetatarsalia (dinosauriërs, pterosauriërs, vogels en verwanten) \| \| \| \| |
|             | Crurotarsi (krokodilachtigen en verwanten) |
|             | |
|             | Avemetatarsalia (dinosauriërs, pterosauriërs, vogels en verwanten)                                                                                |
|             | |

|  | Crurotarsi (krokodilachtigen en verwanten)                         |
|  |                                                                    |
|  | Avemetatarsalia (dinosauriërs, pterosauriërs, vogels en verwanten) |
|  |                                                                    |

|             | Yonghesuchus |
|             | |
| Archosauria | \| \| Crurotarsi (krokodilachtigen en verwanten) \| \| \| \| \| \| Avemetatarsalia (dinosauriërs, pterosauriërs, vogels en verwanten) \| \| \| \| |
|             | \| \| Crurotarsi (krokodilachtigen en verwanten) \| \| \| \| \| \| Avemetatarsalia (dinosauriërs, pterosauriërs, vogels en verwanten) \| \| \| \| |
|             | Crurotarsi (krokodilachtigen en verwanten) |
|             | |
|             | Avemetatarsalia (dinosauriërs, pterosauriërs, vogels en verwanten)                                                                                |
|             | |

|  | Crurotarsi (krokodilachtigen en verwanten)                         |
|  |                                                                    |
|  | Avemetatarsalia (dinosauriërs, pterosauriërs, vogels en verwanten) |
|  |                                                                    |

|             | Yonghesuchus |
|             | |
| Archosauria | \| \| Crurotarsi (krokodilachtigen en verwanten) \| \| \| \| \| \| Avemetatarsalia (dinosauriërs, pterosauriërs, vogels en verwanten) \| \| \| \| |
|             | \| \| Crurotarsi (krokodilachtigen en verwanten) \| \| \| \| \| \| Avemetatarsalia (dinosauriërs, pterosauriërs, vogels en verwanten) \| \| \| \| |
|             | Crurotarsi (krokodilachtigen en verwanten) |
|             | |
|             | Avemetatarsalia (dinosauriërs, pterosauriërs, vogels en verwanten)                                                                                |
|             | |

|  | Crurotarsi (krokodilachtigen en verwanten)                         |
|  |                                                                    |
|  | Avemetatarsalia (dinosauriërs, pterosauriërs, vogels en verwanten) |
|  |                                                                    |

|             | Yonghesuchus |
|             | |
| Archosauria | \| \| Crurotarsi (krokodilachtigen en verwanten) \| \| \| \| \| \| Avemetatarsalia (dinosauriërs, pterosauriërs, vogels en verwanten) \| \| \| \| |
|             | \| \| Crurotarsi (krokodilachtigen en verwanten) \| \| \| \| \| \| Avemetatarsalia (dinosauriërs, pterosauriërs, vogels en verwanten) \| \| \| \| |
|             | Crurotarsi (krokodilachtigen en verwanten) |
|             | |
|             | Avemetatarsalia (dinosauriërs, pterosauriërs, vogels en verwanten)                                                                                |
|             | |

|  | Crurotarsi (krokodilachtigen en verwanten)                         |
|  |                                                                    |
|  | Avemetatarsalia (dinosauriërs, pterosauriërs, vogels en verwanten) |
|  |                                                                    |

|             | Yonghesuchus |
|             | |
| Archosauria | \| \| Crurotarsi (krokodilachtigen en verwanten) \| \| \| \| \| \| Avemetatarsalia (dinosauriërs, pterosauriërs, vogels en verwanten) \| \| \| \| |
|             | \| \| Crurotarsi (krokodilachtigen en verwanten) \| \| \| \| \| \| Avemetatarsalia (dinosauriërs, pterosauriërs, vogels en verwanten) \| \| \| \| |
|             | Crurotarsi (krokodilachtigen en verwanten) |
|             | |
|             | Avemetatarsalia (dinosauriërs, pterosauriërs, vogels en verwanten)                                                                                |
|             | |

|  | Crurotarsi (krokodilachtigen en verwanten)                         |
|  |                                                                    |
|  | Avemetatarsalia (dinosauriërs, pterosauriërs, vogels en verwanten) |
|  |                                                                    |

|             | Yonghesuchus |
|             | |
| Archosauria | \| \| Crurotarsi (krokodilachtigen en verwanten) \| \| \| \| \| \| Avemetatarsalia (dinosauriërs, pterosauriërs, vogels en verwanten) \| \| \| \| |
|             | \| \| Crurotarsi (krokodilachtigen en verwanten) \| \| \| \| \| \| Avemetatarsalia (dinosauriërs, pterosauriërs, vogels en verwanten) \| \| \| \| |
|             | Crurotarsi (krokodilachtigen en verwanten) |
|             | |
|             | Avemetatarsalia (dinosauriërs, pterosauriërs, vogels en verwanten)                                                                                |
|             | |

|  | Crurotarsi (krokodilachtigen en verwanten)                         |
|  |                                                                    |
|  | Avemetatarsalia (dinosauriërs, pterosauriërs, vogels en verwanten) |
|  |                                                                    |

|             | Yonghesuchus |
|             | |
| Archosauria | \| \| Crurotarsi (krokodilachtigen en verwanten) \| \| \| \| \| \| Avemetatarsalia (dinosauriërs, pterosauriërs, vogels en verwanten) \| \| \| \| |
|             | \| \| Crurotarsi (krokodilachtigen en verwanten) \| \| \| \| \| \| Avemetatarsalia (dinosauriërs, pterosauriërs, vogels en verwanten) \| \| \| \| |
|             | Crurotarsi (krokodilachtigen en verwanten) |
|             | |
|             | Avemetatarsalia (dinosauriërs, pterosauriërs, vogels en verwanten)                                                                                |
|             | |

|  | Crurotarsi (krokodilachtigen en verwanten)                         |
|  |                                                                    |
|  | Avemetatarsalia (dinosauriërs, pterosauriërs, vogels en verwanten) |
|  |                                                                    |

|             | Yonghesuchus |
|             | |
| Archosauria | \| \| Crurotarsi (krokodilachtigen en verwanten) \| \| \| \| \| \| Avemetatarsalia (dinosauriërs, pterosauriërs, vogels en verwanten) \| \| \| \| |
|             | \| \| Crurotarsi (krokodilachtigen en verwanten) \| \| \| \| \| \| Avemetatarsalia (dinosauriërs, pterosauriërs, vogels en verwanten) \| \| \| \| |
|             | Crurotarsi (krokodilachtigen en verwanten) |
|             | |
|             | Avemetatarsalia (dinosauriërs, pterosauriërs, vogels en verwanten)                                                                                |
|             | |

|  | Crurotarsi (krokodilachtigen en verwanten)                         |
|  |                                                                    |
|  | Avemetatarsalia (dinosauriërs, pterosauriërs, vogels en verwanten) |
|  |                                                                    |

|             | Yonghesuchus |
|             | |
| Archosauria | \| \| Crurotarsi (krokodilachtigen en verwanten) \| \| \| \| \| \| Avemetatarsalia (dinosauriërs, pterosauriërs, vogels en verwanten) \| \| \| \| |
|             | \| \| Crurotarsi (krokodilachtigen en verwanten) \| \| \| \| \| \| Avemetatarsalia (dinosauriërs, pterosauriërs, vogels en verwanten) \| \| \| \| |
|             | Crurotarsi (krokodilachtigen en verwanten) |
|             | |
|             | Avemetatarsalia (dinosauriërs, pterosauriërs, vogels en verwanten)                                                                                |
|             | |

|  | Crurotarsi (krokodilachtigen en verwanten)                         |
|  |                                                                    |
|  | Avemetatarsalia (dinosauriërs, pterosauriërs, vogels en verwanten) |
|  |                                                                    |

|             | Yonghesuchus |
|             | |
| Archosauria | \| \| Crurotarsi (krokodilachtigen en verwanten) \| \| \| \| \| \| Avemetatarsalia (dinosauriërs, pterosauriërs, vogels en verwanten) \| \| \| \| |
|             | \| \| Crurotarsi (krokodilachtigen en verwanten) \| \| \| \| \| \| Avemetatarsalia (dinosauriërs, pterosauriërs, vogels en verwanten) \| \| \| \| |
|             | Crurotarsi (krokodilachtigen en verwanten) |
|             | |
|             | Avemetatarsalia (dinosauriërs, pterosauriërs, vogels en verwanten)                                                                                |
|             | |

|  | Crurotarsi (krokodilachtigen en verwanten)                         |
|  |                                                                    |
|  | Avemetatarsalia (dinosauriërs, pterosauriërs, vogels en verwanten) |
|  |                                                                    |

|             | Yonghesuchus |
|             | |
| Archosauria | \| \| Crurotarsi (krokodilachtigen en verwanten) \| \| \| \| \| \| Avemetatarsalia (dinosauriërs, pterosauriërs, vogels en verwanten) \| \| \| \| |
|             | \| \| Crurotarsi (krokodilachtigen en verwanten) \| \| \| \| \| \| Avemetatarsalia (dinosauriërs, pterosauriërs, vogels en verwanten) \| \| \| \| |
|             | Crurotarsi (krokodilachtigen en verwanten) |
|             | |
|             | Avemetatarsalia (dinosauriërs, pterosauriërs, vogels en verwanten)                                                                                |
|             | |

|  | Crurotarsi (krokodilachtigen en verwanten)                         |
|  |                                                                    |
|  | Avemetatarsalia (dinosauriërs, pterosauriërs, vogels en verwanten) |
|  |                                                                    |

|             | Yonghesuchus |
|             | |
| Archosauria | \| \| Crurotarsi (krokodilachtigen en verwanten) \| \| \| \| \| \| Avemetatarsalia (dinosauriërs, pterosauriërs, vogels en verwanten) \| \| \| \| |
|             | \| \| Crurotarsi (krokodilachtigen en verwanten) \| \| \| \| \| \| Avemetatarsalia (dinosauriërs, pterosauriërs, vogels en verwanten) \| \| \| \| |
|             | Crurotarsi (krokodilachtigen en verwanten) |
|             | |
|             | Avemetatarsalia (dinosauriërs, pterosauriërs, vogels en verwanten)                                                                                |
|             | |

|  | Crurotarsi (krokodilachtigen en verwanten)                         |
|  |                                                                    |
|  | Avemetatarsalia (dinosauriërs, pterosauriërs, vogels en verwanten) |
|  |                                                                    |

|             | Yonghesuchus |
|             | |
| Archosauria | \| \| Crurotarsi (krokodilachtigen en verwanten) \| \| \| \| \| \| Avemetatarsalia (dinosauriërs, pterosauriërs, vogels en verwanten) \| \| \| \| |
|             | \| \| Crurotarsi (krokodilachtigen en verwanten) \| \| \| \| \| \| Avemetatarsalia (dinosauriërs, pterosauriërs, vogels en verwanten) \| \| \| \| |
|             | Crurotarsi (krokodilachtigen en verwanten) |
|             | |
|             | Avemetatarsalia (dinosauriërs, pterosauriërs, vogels en verwanten)                                                                                |
|             | |

|  | Crurotarsi (krokodilachtigen en verwanten)                         |
|  |                                                                    |
|  | Avemetatarsalia (dinosauriërs, pterosauriërs, vogels en verwanten) |
|  |                                                                    |

|             | Yonghesuchus |
|             | |
| Archosauria | \| \| Crurotarsi (krokodilachtigen en verwanten) \| \| \| \| \| \| Avemetatarsalia (dinosauriërs, pterosauriërs, vogels en verwanten) \| \| \| \| |
|             | \| \| Crurotarsi (krokodilachtigen en verwanten) \| \| \| \| \| \| Avemetatarsalia (dinosauriërs, pterosauriërs, vogels en verwanten) \| \| \| \| |
|             | Crurotarsi (krokodilachtigen en verwanten) |
|             | |
|             | Avemetatarsalia (dinosauriërs, pterosauriërs, vogels en verwanten)                                                                                |
|             | |

|  | Crurotarsi (krokodilachtigen en verwanten)                         |
|  |                                                                    |
|  | Avemetatarsalia (dinosauriërs, pterosauriërs, vogels en verwanten) |
|  |                                                                    |

|             | Yonghesuchus |
|             | |
| Archosauria | \| \| Crurotarsi (krokodilachtigen en verwanten) \| \| \| \| \| \| Avemetatarsalia (dinosauriërs, pterosauriërs, vogels en verwanten) \| \| \| \| |
|             | \| \| Crurotarsi (krokodilachtigen en verwanten) \| \| \| \| \| \| Avemetatarsalia (dinosauriërs, pterosauriërs, vogels en verwanten) \| \| \| \| |
|             | Crurotarsi (krokodilachtigen en verwanten) |
|             | |
|             | Avemetatarsalia (dinosauriërs, pterosauriërs, vogels en verwanten)                                                                                |
|             | |

|  | Crurotarsi (krokodilachtigen en verwanten)                         |
|  |                                                                    |
|  | Avemetatarsalia (dinosauriërs, pterosauriërs, vogels en verwanten) |
|  |                                                                    |

|             | Yonghesuchus |
|             | |
| Archosauria | \| \| Crurotarsi (krokodilachtigen en verwanten) \| \| \| \| \| \| Avemetatarsalia (dinosauriërs, pterosauriërs, vogels en verwanten) \| \| \| \| |
|             | \| \| Crurotarsi (krokodilachtigen en verwanten) \| \| \| \| \| \| Avemetatarsalia (dinosauriërs, pterosauriërs, vogels en verwanten) \| \| \| \| |
|             | Crurotarsi (krokodilachtigen en verwanten) |
|             | |
|             | Avemetatarsalia (dinosauriërs, pterosauriërs, vogels en verwanten)                                                                                |
|             | |

|  | Crurotarsi (krokodilachtigen en verwanten)                         |
|  |                                                                    |
|  | Avemetatarsalia (dinosauriërs, pterosauriërs, vogels en verwanten) |
|  |                                                                    |

|             | Yonghesuchus |
|             | |
| Archosauria | \| \| Crurotarsi (krokodilachtigen en verwanten) \| \| \| \| \| \| Avemetatarsalia (dinosauriërs, pterosauriërs, vogels en verwanten) \| \| \| \| |
|             | \| \| Crurotarsi (krokodilachtigen en verwanten) \| \| \| \| \| \| Avemetatarsalia (dinosauriërs, pterosauriërs, vogels en verwanten) \| \| \| \| |
|             | Crurotarsi (krokodilachtigen en verwanten) |
|             | |
|             | Avemetatarsalia (dinosauriërs, pterosauriërs, vogels en verwanten)                                                                                |
|             | |

|  | Crurotarsi (krokodilachtigen en verwanten)                         |
|  |                                                                    |
|  | Avemetatarsalia (dinosauriërs, pterosauriërs, vogels en verwanten) |
|  |                                                                    |

|             | Yonghesuchus |
|             | |
| Archosauria | \| \| Crurotarsi (krokodilachtigen en verwanten) \| \| \| \| \| \| Avemetatarsalia (dinosauriërs, pterosauriërs, vogels en verwanten) \| \| \| \| |
|             | \| \| Crurotarsi (krokodilachtigen en verwanten) \| \| \| \| \| \| Avemetatarsalia (dinosauriërs, pterosauriërs, vogels en verwanten) \| \| \| \| |
|             | Crurotarsi (krokodilachtigen en verwanten) |
|             | |
|             | Avemetatarsalia (dinosauriërs, pterosauriërs, vogels en verwanten)                                                                                |
|             | |

|  | Crurotarsi (krokodilachtigen en verwanten)                         |
|  |                                                                    |
|  | Avemetatarsalia (dinosauriërs, pterosauriërs, vogels en verwanten) |
|  |                                                                    |

|             | Yonghesuchus |
|             | |
| Archosauria | \| \| Crurotarsi (krokodilachtigen en verwanten) \| \| \| \| \| \| Avemetatarsalia (dinosauriërs, pterosauriërs, vogels en verwanten) \| \| \| \| |
|             | \| \| Crurotarsi (krokodilachtigen en verwanten) \| \| \| \| \| \| Avemetatarsalia (dinosauriërs, pterosauriërs, vogels en verwanten) \| \| \| \| |
|             | Crurotarsi (krokodilachtigen en verwanten) |
|             | |
|             | Avemetatarsalia (dinosauriërs, pterosauriërs, vogels en verwanten)                                                                                |
|             | |

|  | Crurotarsi (krokodilachtigen en verwanten)                         |
|  |                                                                    |
|  | Avemetatarsalia (dinosauriërs, pterosauriërs, vogels en verwanten) |
|  |                                                                    |

|             | Yonghesuchus |
|             | |
| Archosauria | \| \| Crurotarsi (krokodilachtigen en verwanten) \| \| \| \| \| \| Avemetatarsalia (dinosauriërs, pterosauriërs, vogels en verwanten) \| \| \| \| |
|             | \| \| Crurotarsi (krokodilachtigen en verwanten) \| \| \| \| \| \| Avemetatarsalia (dinosauriërs, pterosauriërs, vogels en verwanten) \| \| \| \| |
|             | Crurotarsi (krokodilachtigen en verwanten) |
|             | |
|             | Avemetatarsalia (dinosauriërs, pterosauriërs, vogels en verwanten)                                                                                |
|             | |

|  | Crurotarsi (krokodilachtigen en verwanten)                         |
|  |                                                                    |
|  | Avemetatarsalia (dinosauriërs, pterosauriërs, vogels en verwanten) |
|  |                                                                    |

|             | Yonghesuchus |
|             | |
| Archosauria | \| \| Crurotarsi (krokodilachtigen en verwanten) \| \| \| \| \| \| Avemetatarsalia (dinosauriërs, pterosauriërs, vogels en verwanten) \| \| \| \| |
|             | \| \| Crurotarsi (krokodilachtigen en verwanten) \| \| \| \| \| \| Avemetatarsalia (dinosauriërs, pterosauriërs, vogels en verwanten) \| \| \| \| |
|             | Crurotarsi (krokodilachtigen en verwanten) |
|             | |
|             | Avemetatarsalia (dinosauriërs, pterosauriërs, vogels en verwanten)                                                                                |
|             | |

|  | Crurotarsi (krokodilachtigen en verwanten)                         |
|  |                                                                    |
|  | Avemetatarsalia (dinosauriërs, pterosauriërs, vogels en verwanten) |
|  |                                                                    |

|             | Yonghesuchus |
|             | |
| Archosauria | \| \| Crurotarsi (krokodilachtigen en verwanten) \| \| \| \| \| \| Avemetatarsalia (dinosauriërs, pterosauriërs, vogels en verwanten) \| \| \| \| |
|             | \| \| Crurotarsi (krokodilachtigen en verwanten) \| \| \| \| \| \| Avemetatarsalia (dinosauriërs, pterosauriërs, vogels en verwanten) \| \| \| \| |
|             | Crurotarsi (krokodilachtigen en verwanten) |
|             | |
|             | Avemetatarsalia (dinosauriërs, pterosauriërs, vogels en verwanten)                                                                                |
|             | |

|  | Crurotarsi (krokodilachtigen en verwanten)                         |
|  |                                                                    |
|  | Avemetatarsalia (dinosauriërs, pterosauriërs, vogels en verwanten) |
|  |                                                                    |

|             | Yonghesuchus |
|             | |
| Archosauria | \| \| Crurotarsi (krokodilachtigen en verwanten) \| \| \| \| \| \| Avemetatarsalia (dinosauriërs, pterosauriërs, vogels en verwanten) \| \| \| \| |
|             | \| \| Crurotarsi (krokodilachtigen en verwanten) \| \| \| \| \| \| Avemetatarsalia (dinosauriërs, pterosauriërs, vogels en verwanten) \| \| \| \| |
|             | Crurotarsi (krokodilachtigen en verwanten) |
|             | |
|             | Avemetatarsalia (dinosauriërs, pterosauriërs, vogels en verwanten)                                                                                |
|             | |

|  | Crurotarsi (krokodilachtigen en verwanten)                         |
|  |                                                                    |
|  | Avemetatarsalia (dinosauriërs, pterosauriërs, vogels en verwanten) |
|  |                                                                    |

|             | Yonghesuchus |
|             | |
| Archosauria | \| \| Crurotarsi (krokodilachtigen en verwanten) \| \| \| \| \| \| Avemetatarsalia (dinosauriërs, pterosauriërs, vogels en verwanten) \| \| \| \| |
|             | \| \| Crurotarsi (krokodilachtigen en verwanten) \| \| \| \| \| \| Avemetatarsalia (dinosauriërs, pterosauriërs, vogels en verwanten) \| \| \| \| |
|             | Crurotarsi (krokodilachtigen en verwanten) |
|             | |
|             | Avemetatarsalia (dinosauriërs, pterosauriërs, vogels en verwanten)                                                                                |
|             | |

|  | Crurotarsi (krokodilachtigen en verwanten)                         |
|  |                                                                    |
|  | Avemetatarsalia (dinosauriërs, pterosauriërs, vogels en verwanten) |
|  |                                                                    |

|             | Yonghesuchus |
|             | |
| Archosauria | \| \| Crurotarsi (krokodilachtigen en verwanten) \| \| \| \| \| \| Avemetatarsalia (dinosauriërs, pterosauriërs, vogels en verwanten) \| \| \| \| |
|             | \| \| Crurotarsi (krokodilachtigen en verwanten) \| \| \| \| \| \| Avemetatarsalia (dinosauriërs, pterosauriërs, vogels en verwanten) \| \| \| \| |
|             | Crurotarsi (krokodilachtigen en verwanten) |
|             | |
|             | Avemetatarsalia (dinosauriërs, pterosauriërs, vogels en verwanten)                                                                                |
|             | |

|  | Crurotarsi (krokodilachtigen en verwanten)                         |
|  |                                                                    |
|  | Avemetatarsalia (dinosauriërs, pterosauriërs, vogels en verwanten) |
|  |                                                                    |

|             | Yonghesuchus |
|             | |
| Archosauria | \| \| Crurotarsi (krokodilachtigen en verwanten) \| \| \| \| \| \| Avemetatarsalia (dinosauriërs, pterosauriërs, vogels en verwanten) \| \| \| \| |
|             | \| \| Crurotarsi (krokodilachtigen en verwanten) \| \| \| \| \| \| Avemetatarsalia (dinosauriërs, pterosauriërs, vogels en verwanten) \| \| \| \| |
|             | Crurotarsi (krokodilachtigen en verwanten) |
|             | |
|             | Avemetatarsalia (dinosauriërs, pterosauriërs, vogels en verwanten)                                                                                |
|             | |

|  | Crurotarsi (krokodilachtigen en verwanten)                         |
|  |                                                                    |
|  | Avemetatarsalia (dinosauriërs, pterosauriërs, vogels en verwanten) |
|  |                                                                    |

|             | Yonghesuchus |
|             | |
| Archosauria | \| \| Crurotarsi (krokodilachtigen en verwanten) \| \| \| \| \| \| Avemetatarsalia (dinosauriërs, pterosauriërs, vogels en verwanten) \| \| \| \| |
|             | \| \| Crurotarsi (krokodilachtigen en verwanten) \| \| \| \| \| \| Avemetatarsalia (dinosauriërs, pterosauriërs, vogels en verwanten) \| \| \| \| |
|             | Crurotarsi (krokodilachtigen en verwanten) |
|             | |
|             | Avemetatarsalia (dinosauriërs, pterosauriërs, vogels en verwanten)                                                                                |
|             | |

|  | Crurotarsi (krokodilachtigen en verwanten)                         |
|  |                                                                    |
|  | Avemetatarsalia (dinosauriërs, pterosauriërs, vogels en verwanten) |
|  |                                                                    |

|             | Yonghesuchus |
|             | |
| Archosauria | \| \| Crurotarsi (krokodilachtigen en verwanten) \| \| \| \| \| \| Avemetatarsalia (dinosauriërs, pterosauriërs, vogels en verwanten) \| \| \| \| |
|             | \| \| Crurotarsi (krokodilachtigen en verwanten) \| \| \| \| \| \| Avemetatarsalia (dinosauriërs, pterosauriërs, vogels en verwanten) \| \| \| \| |
|             | Crurotarsi (krokodilachtigen en verwanten) |
|             | |
|             | Avemetatarsalia (dinosauriërs, pterosauriërs, vogels en verwanten)                                                                                |
|             | |

|  | Crurotarsi (krokodilachtigen en verwanten)                         |
|  |                                                                    |
|  | Avemetatarsalia (dinosauriërs, pterosauriërs, vogels en verwanten) |
|  |                                                                    |

|             | Yonghesuchus |
|             | |
| Archosauria | \| \| Crurotarsi (krokodilachtigen en verwanten) \| \| \| \| \| \| Avemetatarsalia (dinosauriërs, pterosauriërs, vogels en verwanten) \| \| \| \| |
|             | \| \| Crurotarsi (krokodilachtigen en verwanten) \| \| \| \| \| \| Avemetatarsalia (dinosauriërs, pterosauriërs, vogels en verwanten) \| \| \| \| |
|             | Crurotarsi (krokodilachtigen en verwanten) |
|             | |
|             | Avemetatarsalia (dinosauriërs, pterosauriërs, vogels en verwanten)                                                                                |
|             | |

|  | Crurotarsi (krokodilachtigen en verwanten)                         |
|  |                                                                    |
|  | Avemetatarsalia (dinosauriërs, pterosauriërs, vogels en verwanten) |
|  |                                                                    |

|             | Yonghesuchus |
|             | |
| Archosauria | \| \| Crurotarsi (krokodilachtigen en verwanten) \| \| \| \| \| \| Avemetatarsalia (dinosauriërs, pterosauriërs, vogels en verwanten) \| \| \| \| |
|             | \| \| Crurotarsi (krokodilachtigen en verwanten) \| \| \| \| \| \| Avemetatarsalia (dinosauriërs, pterosauriërs, vogels en verwanten) \| \| \| \| |
|             | Crurotarsi (krokodilachtigen en verwanten) |
|             | |
|             | Avemetatarsalia (dinosauriërs, pterosauriërs, vogels en verwanten)                                                                                |
|             | |

|  | Crurotarsi (krokodilachtigen en verwanten)                         |
|  |                                                                    |
|  | Avemetatarsalia (dinosauriërs, pterosauriërs, vogels en verwanten) |
|  |                                                                    |

|             | Yonghesuchus |
|             | |
| Archosauria | \| \| Crurotarsi (krokodilachtigen en verwanten) \| \| \| \| \| \| Avemetatarsalia (dinosauriërs, pterosauriërs, vogels en verwanten) \| \| \| \| |
|             | \| \| Crurotarsi (krokodilachtigen en verwanten) \| \| \| \| \| \| Avemetatarsalia (dinosauriërs, pterosauriërs, vogels en verwanten) \| \| \| \| |
|             | Crurotarsi (krokodilachtigen en verwanten) |
|             | |
|             | Avemetatarsalia (dinosauriërs, pterosauriërs, vogels en verwanten)                                                                                |
|             | |

|  | Crurotarsi (krokodilachtigen en verwanten)                         |
|  |                                                                    |
|  | Avemetatarsalia (dinosauriërs, pterosauriërs, vogels en verwanten) |
|  |                                                                    |

|             | Yonghesuchus |
|             | |
| Archosauria | \| \| Crurotarsi (krokodilachtigen en verwanten) \| \| \| \| \| \| Avemetatarsalia (dinosauriërs, pterosauriërs, vogels en verwanten) \| \| \| \| |
|             | \| \| Crurotarsi (krokodilachtigen en verwanten) \| \| \| \| \| \| Avemetatarsalia (dinosauriërs, pterosauriërs, vogels en verwanten) \| \| \| \| |
|             | Crurotarsi (krokodilachtigen en verwanten) |
|             | |
|             | Avemetatarsalia (dinosauriërs, pterosauriërs, vogels en verwanten)                                                                                |
|             | |

|  | Crurotarsi (krokodilachtigen en verwanten)                         |
|  |                                                                    |
|  | Avemetatarsalia (dinosauriërs, pterosauriërs, vogels en verwanten) |
|  |                                                                    |

|             | Yonghesuchus |
|             | |
| Archosauria | \| \| Crurotarsi (krokodilachtigen en verwanten) \| \| \| \| \| \| Avemetatarsalia (dinosauriërs, pterosauriërs, vogels en verwanten) \| \| \| \| |
|             | \| \| Crurotarsi (krokodilachtigen en verwanten) \| \| \| \| \| \| Avemetatarsalia (dinosauriërs, pterosauriërs, vogels en verwanten) \| \| \| \| |
|             | Crurotarsi (krokodilachtigen en verwanten) |
|             | |
|             | Avemetatarsalia (dinosauriërs, pterosauriërs, vogels en verwanten)                                                                                |
|             | |

|  | Crurotarsi (krokodilachtigen en verwanten)                         |
|  |                                                                    |
|  | Avemetatarsalia (dinosauriërs, pterosauriërs, vogels en verwanten) |
|  |                                                                    |

|             | Yonghesuchus |
|             | |
| Archosauria | \| \| Crurotarsi (krokodilachtigen en verwanten) \| \| \| \| \| \| Avemetatarsalia (dinosauriërs, pterosauriërs, vogels en verwanten) \| \| \| \| |
|             | \| \| Crurotarsi (krokodilachtigen en verwanten) \| \| \| \| \| \| Avemetatarsalia (dinosauriërs, pterosauriërs, vogels en verwanten) \| \| \| \| |
|             | Crurotarsi (krokodilachtigen en verwanten) |
|             | |
|             | Avemetatarsalia (dinosauriërs, pterosauriërs, vogels en verwanten)                                                                                |
|             | |

|  | Crurotarsi (krokodilachtigen en verwanten)                         |
|  |                                                                    |
|  | Avemetatarsalia (dinosauriërs, pterosauriërs, vogels en verwanten) |
|  |                                                                    |

|             | Yonghesuchus |
|             | |
| Archosauria | \| \| Crurotarsi (krokodilachtigen en verwanten) \| \| \| \| \| \| Avemetatarsalia (dinosauriërs, pterosauriërs, vogels en verwanten) \| \| \| \| |
|             | \| \| Crurotarsi (krokodilachtigen en verwanten) \| \| \| \| \| \| Avemetatarsalia (dinosauriërs, pterosauriërs, vogels en verwanten) \| \| \| \| |
|             | Crurotarsi (krokodilachtigen en verwanten) |
|             | |
|             | Avemetatarsalia (dinosauriërs, pterosauriërs, vogels en verwanten)                                                                                |
|             | |

|  | Crurotarsi (krokodilachtigen en verwanten)                         |
|  |                                                                    |
|  | Avemetatarsalia (dinosauriërs, pterosauriërs, vogels en verwanten) |
|  |                                                                    |

|             | Yonghesuchus |
|             | |
| Archosauria | \| \| Crurotarsi (krokodilachtigen en verwanten) \| \| \| \| \| \| Avemetatarsalia (dinosauriërs, pterosauriërs, vogels en verwanten) \| \| \| \| |
|             | \| \| Crurotarsi (krokodilachtigen en verwanten) \| \| \| \| \| \| Avemetatarsalia (dinosauriërs, pterosauriërs, vogels en verwanten) \| \| \| \| |
|             | Crurotarsi (krokodilachtigen en verwanten) |
|             | |
|             | Avemetatarsalia (dinosauriërs, pterosauriërs, vogels en verwanten)                                                                                |
|             | |

|  | Crurotarsi (krokodilachtigen en verwanten)                         |
|  |                                                                    |
|  | Avemetatarsalia (dinosauriërs, pterosauriërs, vogels en verwanten) |
|  |                                                                    |

|             | Yonghesuchus |
|             | |
| Archosauria | \| \| Crurotarsi (krokodilachtigen en verwanten) \| \| \| \| \| \| Avemetatarsalia (dinosauriërs, pterosauriërs, vogels en verwanten) \| \| \| \| |
|             | \| \| Crurotarsi (krokodilachtigen en verwanten) \| \| \| \| \| \| Avemetatarsalia (dinosauriërs, pterosauriërs, vogels en verwanten) \| \| \| \| |
|             | Crurotarsi (krokodilachtigen en verwanten) |
|             | |
|             | Avemetatarsalia (dinosauriërs, pterosauriërs, vogels en verwanten)                                                                                |
|             | |

|  | Crurotarsi (krokodilachtigen en verwanten)                         |
|  |                                                                    |
|  | Avemetatarsalia (dinosauriërs, pterosauriërs, vogels en verwanten) |
|  |                                                                    |

|             | Yonghesuchus |
|             | |
| Archosauria | \| \| Crurotarsi (krokodilachtigen en verwanten) \| \| \| \| \| \| Avemetatarsalia (dinosauriërs, pterosauriërs, vogels en verwanten) \| \| \| \| |
|             | \| \| Crurotarsi (krokodilachtigen en verwanten) \| \| \| \| \| \| Avemetatarsalia (dinosauriërs, pterosauriërs, vogels en verwanten) \| \| \| \| |
|             | Crurotarsi (krokodilachtigen en verwanten) |
|             | |
|             | Avemetatarsalia (dinosauriërs, pterosauriërs, vogels en verwanten)                                                                                |
|             | |

|  | Crurotarsi (krokodilachtigen en verwanten)                         |
|  |                                                                    |
|  | Avemetatarsalia (dinosauriërs, pterosauriërs, vogels en verwanten) |
|  |                                                                    |

|             | Yonghesuchus |
|             | |
| Archosauria | \| \| Crurotarsi (krokodilachtigen en verwanten) \| \| \| \| \| \| Avemetatarsalia (dinosauriërs, pterosauriërs, vogels en verwanten) \| \| \| \| |
|             | \| \| Crurotarsi (krokodilachtigen en verwanten) \| \| \| \| \| \| Avemetatarsalia (dinosauriërs, pterosauriërs, vogels en verwanten) \| \| \| \| |
|             | Crurotarsi (krokodilachtigen en verwanten) |
|             | |
|             | Avemetatarsalia (dinosauriërs, pterosauriërs, vogels en verwanten)                                                                                |
|             | |

|  | Crurotarsi (krokodilachtigen en verwanten)                         |
|  |                                                                    |
|  | Avemetatarsalia (dinosauriërs, pterosauriërs, vogels en verwanten) |
|  |                                                                    |

|             | Yonghesuchus |
|             | |
| Archosauria | \| \| Crurotarsi (krokodilachtigen en verwanten) \| \| \| \| \| \| Avemetatarsalia (dinosauriërs, pterosauriërs, vogels en verwanten) \| \| \| \| |
|             | \| \| Crurotarsi (krokodilachtigen en verwanten) \| \| \| \| \| \| Avemetatarsalia (dinosauriërs, pterosauriërs, vogels en verwanten) \| \| \| \| |
|             | Crurotarsi (krokodilachtigen en verwanten) |
|             | |
|             | Avemetatarsalia (dinosauriërs, pterosauriërs, vogels en verwanten)                                                                                |
|             | |

|  | Crurotarsi (krokodilachtigen en verwanten)                         |
|  |                                                                    |
|  | Avemetatarsalia (dinosauriërs, pterosauriërs, vogels en verwanten) |
|  |                                                                    |

|             | Yonghesuchus |
|             | |
| Archosauria | \| \| Crurotarsi (krokodilachtigen en verwanten) \| \| \| \| \| \| Avemetatarsalia (dinosauriërs, pterosauriërs, vogels en verwanten) \| \| \| \| |
|             | \| \| Crurotarsi (krokodilachtigen en verwanten) \| \| \| \| \| \| Avemetatarsalia (dinosauriërs, pterosauriërs, vogels en verwanten) \| \| \| \| |
|             | Crurotarsi (krokodilachtigen en verwanten) |
|             | |
|             | Avemetatarsalia (dinosauriërs, pterosauriërs, vogels en verwanten)                                                                                |
|             | |

|  | Crurotarsi (krokodilachtigen en verwanten)                         |
|  |                                                                    |
|  | Avemetatarsalia (dinosauriërs, pterosauriërs, vogels en verwanten) |
|  |                                                                    |

|             | Yonghesuchus |
|             | |
| Archosauria | \| \| Crurotarsi (krokodilachtigen en verwanten) \| \| \| \| \| \| Avemetatarsalia (dinosauriërs, pterosauriërs, vogels en verwanten) \| \| \| \| |
|             | \| \| Crurotarsi (krokodilachtigen en verwanten) \| \| \| \| \| \| Avemetatarsalia (dinosauriërs, pterosauriërs, vogels en verwanten) \| \| \| \| |
|             | Crurotarsi (krokodilachtigen en verwanten) |
|             | |
|             | Avemetatarsalia (dinosauriërs, pterosauriërs, vogels en verwanten)                                                                                |
|             | |

|  | Crurotarsi (krokodilachtigen en verwanten)                         |
|  |                                                                    |
|  | Avemetatarsalia (dinosauriërs, pterosauriërs, vogels en verwanten) |
|  |                                                                    |

|             | Yonghesuchus |
|             | |
| Archosauria | \| \| Crurotarsi (krokodilachtigen en verwanten) \| \| \| \| \| \| Avemetatarsalia (dinosauriërs, pterosauriërs, vogels en verwanten) \| \| \| \| |
|             | \| \| Crurotarsi (krokodilachtigen en verwanten) \| \| \| \| \| \| Avemetatarsalia (dinosauriërs, pterosauriërs, vogels en verwanten) \| \| \| \| |
|             | Crurotarsi (krokodilachtigen en verwanten) |
|             | |
|             | Avemetatarsalia (dinosauriërs, pterosauriërs, vogels en verwanten)                                                                                |
|             | |

|  | Crurotarsi (krokodilachtigen en verwanten)                         |
|  |                                                                    |
|  | Avemetatarsalia (dinosauriërs, pterosauriërs, vogels en verwanten) |
|  |                                                                    |

|             | Yonghesuchus |
|             | |
| Archosauria | \| \| Crurotarsi (krokodilachtigen en verwanten) \| \| \| \| \| \| Avemetatarsalia (dinosauriërs, pterosauriërs, vogels en verwanten) \| \| \| \| |
|             | \| \| Crurotarsi (krokodilachtigen en verwanten) \| \| \| \| \| \| Avemetatarsalia (dinosauriërs, pterosauriërs, vogels en verwanten) \| \| \| \| |
|             | Crurotarsi (krokodilachtigen en verwanten) |
|             | |
|             | Avemetatarsalia (dinosauriërs, pterosauriërs, vogels en verwanten)                                                                                |
|             | |

|  | Crurotarsi (krokodilachtigen en verwanten)                         |
|  |                                                                    |
|  | Avemetatarsalia (dinosauriërs, pterosauriërs, vogels en verwanten) |
|  |                                                                    |

|             | Yonghesuchus |
|             | |
| Archosauria | \| \| Crurotarsi (krokodilachtigen en verwanten) \| \| \| \| \| \| Avemetatarsalia (dinosauriërs, pterosauriërs, vogels en verwanten) \| \| \| \| |
|             | \| \| Crurotarsi (krokodilachtigen en verwanten) \| \| \| \| \| \| Avemetatarsalia (dinosauriërs, pterosauriërs, vogels en verwanten) \| \| \| \| |
|             | Crurotarsi (krokodilachtigen en verwanten) |
|             | |
|             | Avemetatarsalia (dinosauriërs, pterosauriërs, vogels en verwanten)                                                                                |
|             | |

|  | Crurotarsi (krokodilachtigen en verwanten)                         |
|  |                                                                    |
|  | Avemetatarsalia (dinosauriërs, pterosauriërs, vogels en verwanten) |
|  |                                                                    |

|             | Yonghesuchus |
|             | |
| Archosauria | \| \| Crurotarsi (krokodilachtigen en verwanten) \| \| \| \| \| \| Avemetatarsalia (dinosauriërs, pterosauriërs, vogels en verwanten) \| \| \| \| |
|             | \| \| Crurotarsi (krokodilachtigen en verwanten) \| \| \| \| \| \| Avemetatarsalia (dinosauriërs, pterosauriërs, vogels en verwanten) \| \| \| \| |
|             | Crurotarsi (krokodilachtigen en verwanten) |
|             | |
|             | Avemetatarsalia (dinosauriërs, pterosauriërs, vogels en verwanten)                                                                                |
|             | |

|  | Crurotarsi (krokodilachtigen en verwanten)                         |
|  |                                                                    |
|  | Avemetatarsalia (dinosauriërs, pterosauriërs, vogels en verwanten) |
|  |                                                                    |

|             | Yonghesuchus |
|             | |
| Archosauria | \| \| Crurotarsi (krokodilachtigen en verwanten) \| \| \| \| \| \| Avemetatarsalia (dinosauriërs, pterosauriërs, vogels en verwanten) \| \| \| \| |
|             | \| \| Crurotarsi (krokodilachtigen en verwanten) \| \| \| \| \| \| Avemetatarsalia (dinosauriërs, pterosauriërs, vogels en verwanten) \| \| \| \| |
|             | Crurotarsi (krokodilachtigen en verwanten) |
|             | |
|             | Avemetatarsalia (dinosauriërs, pterosauriërs, vogels en verwanten)                                                                                |
|             | |

|  | Crurotarsi (krokodilachtigen en verwanten)                         |
|  |                                                                    |
|  | Avemetatarsalia (dinosauriërs, pterosauriërs, vogels en verwanten) |
|  |                                                                    |

|             | Yonghesuchus |
|             | |
| Archosauria | \| \| Crurotarsi (krokodilachtigen en verwanten) \| \| \| \| \| \| Avemetatarsalia (dinosauriërs, pterosauriërs, vogels en verwanten) \| \| \| \| |
|             | \| \| Crurotarsi (krokodilachtigen en verwanten) \| \| \| \| \| \| Avemetatarsalia (dinosauriërs, pterosauriërs, vogels en verwanten) \| \| \| \| |
|             | Crurotarsi (krokodilachtigen en verwanten) |
|             | |
|             | Avemetatarsalia (dinosauriërs, pterosauriërs, vogels en verwanten)                                                                                |
|             | |

|  | Crurotarsi (krokodilachtigen en verwanten)                         |
|  |                                                                    |
|  | Avemetatarsalia (dinosauriërs, pterosauriërs, vogels en verwanten) |
|  |                                                                    |

|             | Yonghesuchus |
|             | |
| Archosauria | \| \| Crurotarsi (krokodilachtigen en verwanten) \| \| \| \| \| \| Avemetatarsalia (dinosauriërs, pterosauriërs, vogels en verwanten) \| \| \| \| |
|             | \| \| Crurotarsi (krokodilachtigen en verwanten) \| \| \| \| \| \| Avemetatarsalia (dinosauriërs, pterosauriërs, vogels en verwanten) \| \| \| \| |
|             | Crurotarsi (krokodilachtigen en verwanten) |
|             | |
|             | Avemetatarsalia (dinosauriërs, pterosauriërs, vogels en verwanten)                                                                                |
|             | |

|  | Crurotarsi (krokodilachtigen en verwanten)                         |
|  |                                                                    |
|  | Avemetatarsalia (dinosauriërs, pterosauriërs, vogels en verwanten) |
|  |                                                                    |

|             | Yonghesuchus |
|             | |
| Archosauria | \| \| Crurotarsi (krokodilachtigen en verwanten) \| \| \| \| \| \| Avemetatarsalia (dinosauriërs, pterosauriërs, vogels en verwanten) \| \| \| \| |
|             | \| \| Crurotarsi (krokodilachtigen en verwanten) \| \| \| \| \| \| Avemetatarsalia (dinosauriërs, pterosauriërs, vogels en verwanten) \| \| \| \| |
|             | Crurotarsi (krokodilachtigen en verwanten) |
|             | |
|             | Avemetatarsalia (dinosauriërs, pterosauriërs, vogels en verwanten)                                                                                |
|             | |

|  | Crurotarsi (krokodilachtigen en verwanten)                         |
|  |                                                                    |
|  | Avemetatarsalia (dinosauriërs, pterosauriërs, vogels en verwanten) |
|  |                                                                    |

|             | Yonghesuchus |
|             | |
| Archosauria | \| \| Crurotarsi (krokodilachtigen en verwanten) \| \| \| \| \| \| Avemetatarsalia (dinosauriërs, pterosauriërs, vogels en verwanten) \| \| \| \| |
|             | \| \| Crurotarsi (krokodilachtigen en verwanten) \| \| \| \| \| \| Avemetatarsalia (dinosauriërs, pterosauriërs, vogels en verwanten) \| \| \| \| |
|             | Crurotarsi (krokodilachtigen en verwanten) |
|             | |
|             | Avemetatarsalia (dinosauriërs, pterosauriërs, vogels en verwanten)                                                                                |
|             | |

|  | Crurotarsi (krokodilachtigen en verwanten)                         |
|  |                                                                    |
|  | Avemetatarsalia (dinosauriërs, pterosauriërs, vogels en verwanten) |
|  |                                                                    |

|             | Yonghesuchus |
|             | |
| Archosauria | \| \| Crurotarsi (krokodilachtigen en verwanten) \| \| \| \| \| \| Avemetatarsalia (dinosauriërs, pterosauriërs, vogels en verwanten) \| \| \| \| |
|             | \| \| Crurotarsi (krokodilachtigen en verwanten) \| \| \| \| \| \| Avemetatarsalia (dinosauriërs, pterosauriërs, vogels en verwanten) \| \| \| \| |
|             | Crurotarsi (krokodilachtigen en verwanten) |
|             | |
|             | Avemetatarsalia (dinosauriërs, pterosauriërs, vogels en verwanten)                                                                                |
|             | |

|  | Crurotarsi (krokodilachtigen en verwanten)                         |
|  |                                                                    |
|  | Avemetatarsalia (dinosauriërs, pterosauriërs, vogels en verwanten) |
|  |                                                                    |

|             | Yonghesuchus |
|             | |
| Archosauria | \| \| Crurotarsi (krokodilachtigen en verwanten) \| \| \| \| \| \| Avemetatarsalia (dinosauriërs, pterosauriërs, vogels en verwanten) \| \| \| \| |
|             | \| \| Crurotarsi (krokodilachtigen en verwanten) \| \| \| \| \| \| Avemetatarsalia (dinosauriërs, pterosauriërs, vogels en verwanten) \| \| \| \| |
|             | Crurotarsi (krokodilachtigen en verwanten) |
|             | |
|             | Avemetatarsalia (dinosauriërs, pterosauriërs, vogels en verwanten)                                                                                |
|             | |

|  | Crurotarsi (krokodilachtigen en verwanten)                         |
|  |                                                                    |
|  | Avemetatarsalia (dinosauriërs, pterosauriërs, vogels en verwanten) |
|  |                                                                    |

|             | Yonghesuchus |
|             | |
| Archosauria | \| \| Crurotarsi (krokodilachtigen en verwanten) \| \| \| \| \| \| Avemetatarsalia (dinosauriërs, pterosauriërs, vogels en verwanten) \| \| \| \| |
|             | \| \| Crurotarsi (krokodilachtigen en verwanten) \| \| \| \| \| \| Avemetatarsalia (dinosauriërs, pterosauriërs, vogels en verwanten) \| \| \| \| |
|             | Crurotarsi (krokodilachtigen en verwanten) |
|             | |
|             | Avemetatarsalia (dinosauriërs, pterosauriërs, vogels en verwanten)                                                                                |
|             | |

|  | Crurotarsi (krokodilachtigen en verwanten)                         |
|  |                                                                    |
|  | Avemetatarsalia (dinosauriërs, pterosauriërs, vogels en verwanten) |
|  |                                                                    |

|             | Yonghesuchus |
|             | |
| Archosauria | \| \| Crurotarsi (krokodilachtigen en verwanten) \| \| \| \| \| \| Avemetatarsalia (dinosauriërs, pterosauriërs, vogels en verwanten) \| \| \| \| |
|             | \| \| Crurotarsi (krokodilachtigen en verwanten) \| \| \| \| \| \| Avemetatarsalia (dinosauriërs, pterosauriërs, vogels en verwanten) \| \| \| \| |
|             | Crurotarsi (krokodilachtigen en verwanten) |
|             | |
|             | Avemetatarsalia (dinosauriërs, pterosauriërs, vogels en verwanten)                                                                                |
|             | |

|  | Crurotarsi (krokodilachtigen en verwanten)                         |
|  |                                                                    |
|  | Avemetatarsalia (dinosauriërs, pterosauriërs, vogels en verwanten) |
|  |                                                                    |

|             | Yonghesuchus |
|             | |
| Archosauria | \| \| Crurotarsi (krokodilachtigen en verwanten) \| \| \| \| \| \| Avemetatarsalia (dinosauriërs, pterosauriërs, vogels en verwanten) \| \| \| \| |
|             | \| \| Crurotarsi (krokodilachtigen en verwanten) \| \| \| \| \| \| Avemetatarsalia (dinosauriërs, pterosauriërs, vogels en verwanten) \| \| \| \| |
|             | Crurotarsi (krokodilachtigen en verwanten) |
|             | |
|             | Avemetatarsalia (dinosauriërs, pterosauriërs, vogels en verwanten)                                                                                |
|             | |

|  | Crurotarsi (krokodilachtigen en verwanten)                         |
|  |                                                                    |
|  | Avemetatarsalia (dinosauriërs, pterosauriërs, vogels en verwanten) |
|  |                                                                    |

|             | Yonghesuchus |
|             | |
| Archosauria | \| \| Crurotarsi (krokodilachtigen en verwanten) \| \| \| \| \| \| Avemetatarsalia (dinosauriërs, pterosauriërs, vogels en verwanten) \| \| \| \| |
|             | \| \| Crurotarsi (krokodilachtigen en verwanten) \| \| \| \| \| \| Avemetatarsalia (dinosauriërs, pterosauriërs, vogels en verwanten) \| \| \| \| |
|             | Crurotarsi (krokodilachtigen en verwanten) |
|             | |
|             | Avemetatarsalia (dinosauriërs, pterosauriërs, vogels en verwanten)                                                                                |
|             | |

|  | Crurotarsi (krokodilachtigen en verwanten)                         |
|  |                                                                    |
|  | Avemetatarsalia (dinosauriërs, pterosauriërs, vogels en verwanten) |
|  |                                                                    |

|             | Yonghesuchus |
|             | |
| Archosauria | \| \| Crurotarsi (krokodilachtigen en verwanten) \| \| \| \| \| \| Avemetatarsalia (dinosauriërs, pterosauriërs, vogels en verwanten) \| \| \| \| |
|             | \| \| Crurotarsi (krokodilachtigen en verwanten) \| \| \| \| \| \| Avemetatarsalia (dinosauriërs, pterosauriërs, vogels en verwanten) \| \| \| \| |
|             | Crurotarsi (krokodilachtigen en verwanten) |
|             | |
|             | Avemetatarsalia (dinosauriërs, pterosauriërs, vogels en verwanten)                                                                                |
|             | |

|  | Crurotarsi (krokodilachtigen en verwanten)                         |
|  |                                                                    |
|  | Avemetatarsalia (dinosauriërs, pterosauriërs, vogels en verwanten) |
|  |                                                                    |

|             | Yonghesuchus |
|             | |
| Archosauria | \| \| Crurotarsi (krokodilachtigen en verwanten) \| \| \| \| \| \| Avemetatarsalia (dinosauriërs, pterosauriërs, vogels en verwanten) \| \| \| \| |
|             | \| \| Crurotarsi (krokodilachtigen en verwanten) \| \| \| \| \| \| Avemetatarsalia (dinosauriërs, pterosauriërs, vogels en verwanten) \| \| \| \| |
|             | Crurotarsi (krokodilachtigen en verwanten) |
|             | |
|             | Avemetatarsalia (dinosauriërs, pterosauriërs, vogels en verwanten)                                                                                |
|             | |

|  | Crurotarsi (krokodilachtigen en verwanten)                         |
|  |                                                                    |
|  | Avemetatarsalia (dinosauriërs, pterosauriërs, vogels en verwanten) |
|  |                                                                    |

|             | Yonghesuchus |
|             | |
| Archosauria | \| \| Crurotarsi (krokodilachtigen en verwanten) \| \| \| \| \| \| Avemetatarsalia (dinosauriërs, pterosauriërs, vogels en verwanten) \| \| \| \| |
|             | \| \| Crurotarsi (krokodilachtigen en verwanten) \| \| \| \| \| \| Avemetatarsalia (dinosauriërs, pterosauriërs, vogels en verwanten) \| \| \| \| |
|             | Crurotarsi (krokodilachtigen en verwanten) |
|             | |
|             | Avemetatarsalia (dinosauriërs, pterosauriërs, vogels en verwanten)                                                                                |
|             | |

|  | Crurotarsi (krokodilachtigen en verwanten)                         |
|  |                                                                    |
|  | Avemetatarsalia (dinosauriërs, pterosauriërs, vogels en verwanten) |
|  |                                                                    |

|             | Yonghesuchus |
|             | |
| Archosauria | \| \| Crurotarsi (krokodilachtigen en verwanten) \| \| \| \| \| \| Avemetatarsalia (dinosauriërs, pterosauriërs, vogels en verwanten) \| \| \| \| |
|             | \| \| Crurotarsi (krokodilachtigen en verwanten) \| \| \| \| \| \| Avemetatarsalia (dinosauriërs, pterosauriërs, vogels en verwanten) \| \| \| \| |
|             | Crurotarsi (krokodilachtigen en verwanten) |
|             | |
|             | Avemetatarsalia (dinosauriërs, pterosauriërs, vogels en verwanten)                                                                                |
|             | |

|  | Crurotarsi (krokodilachtigen en verwanten)                         |
|  |                                                                    |
|  | Avemetatarsalia (dinosauriërs, pterosauriërs, vogels en verwanten) |
|  |                                                                    |

|             | Yonghesuchus |
|             | |
| Archosauria | \| \| Crurotarsi (krokodilachtigen en verwanten) \| \| \| \| \| \| Avemetatarsalia (dinosauriërs, pterosauriërs, vogels en verwanten) \| \| \| \| |
|             | \| \| Crurotarsi (krokodilachtigen en verwanten) \| \| \| \| \| \| Avemetatarsalia (dinosauriërs, pterosauriërs, vogels en verwanten) \| \| \| \| |
|             | Crurotarsi (krokodilachtigen en verwanten) |
|             | |
|             | Avemetatarsalia (dinosauriërs, pterosauriërs, vogels en verwanten)                                                                                |
|             | |

|  | Crurotarsi (krokodilachtigen en verwanten)                         |
|  |                                                                    |
|  | Avemetatarsalia (dinosauriërs, pterosauriërs, vogels en verwanten) |
|  |                                                                    |

|             | Yonghesuchus |
|             | |
| Archosauria | \| \| Crurotarsi (krokodilachtigen en verwanten) \| \| \| \| \| \| Avemetatarsalia (dinosauriërs, pterosauriërs, vogels en verwanten) \| \| \| \| |
|             | \| \| Crurotarsi (krokodilachtigen en verwanten) \| \| \| \| \| \| Avemetatarsalia (dinosauriërs, pterosauriërs, vogels en verwanten) \| \| \| \| |
|             | Crurotarsi (krokodilachtigen en verwanten) |
|             | |
|             | Avemetatarsalia (dinosauriërs, pterosauriërs, vogels en verwanten)                                                                                |
|             | |

|  | Crurotarsi (krokodilachtigen en verwanten)                         |
|  |                                                                    |
|  | Avemetatarsalia (dinosauriërs, pterosauriërs, vogels en verwanten) |
|  |                                                                    |

|             | Yonghesuchus |
|             | |
| Archosauria | \| \| Crurotarsi (krokodilachtigen en verwanten) \| \| \| \| \| \| Avemetatarsalia (dinosauriërs, pterosauriërs, vogels en verwanten) \| \| \| \| |
|             | \| \| Crurotarsi (krokodilachtigen en verwanten) \| \| \| \| \| \| Avemetatarsalia (dinosauriërs, pterosauriërs, vogels en verwanten) \| \| \| \| |
|             | Crurotarsi (krokodilachtigen en verwanten) |
|             | |
|             | Avemetatarsalia (dinosauriërs, pterosauriërs, vogels en verwanten)                                                                                |
|             | |

|  | Crurotarsi (krokodilachtigen en verwanten)                         |
|  |                                                                    |
|  | Avemetatarsalia (dinosauriërs, pterosauriërs, vogels en verwanten) |
|  |                                                                    |

|             | Yonghesuchus |
|             | |
| Archosauria | \| \| Crurotarsi (krokodilachtigen en verwanten) \| \| \| \| \| \| Avemetatarsalia (dinosauriërs, pterosauriërs, vogels en verwanten) \| \| \| \| |
|             | \| \| Crurotarsi (krokodilachtigen en verwanten) \| \| \| \| \| \| Avemetatarsalia (dinosauriërs, pterosauriërs, vogels en verwanten) \| \| \| \| |
|             | Crurotarsi (krokodilachtigen en verwanten) |
|             | |
|             | Avemetatarsalia (dinosauriërs, pterosauriërs, vogels en verwanten)                                                                                |
|             | |

|  | Crurotarsi (krokodilachtigen en verwanten)                         |
|  |                                                                    |
|  | Avemetatarsalia (dinosauriërs, pterosauriërs, vogels en verwanten) |
|  |                                                                    |

|             | Yonghesuchus |
|             | |
| Archosauria | \| \| Crurotarsi (krokodilachtigen en verwanten) \| \| \| \| \| \| Avemetatarsalia (dinosauriërs, pterosauriërs, vogels en verwanten) \| \| \| \| |
|             | \| \| Crurotarsi (krokodilachtigen en verwanten) \| \| \| \| \| \| Avemetatarsalia (dinosauriërs, pterosauriërs, vogels en verwanten) \| \| \| \| |
|             | Crurotarsi (krokodilachtigen en verwanten) |
|             | |
|             | Avemetatarsalia (dinosauriërs, pterosauriërs, vogels en verwanten)                                                                                |
|             | |

|  | Crurotarsi (krokodilachtigen en verwanten)                         |
|  |                                                                    |
|  | Avemetatarsalia (dinosauriërs, pterosauriërs, vogels en verwanten) |
|  |                                                                    |

|             | Yonghesuchus |
|             | |
| Archosauria | \| \| Crurotarsi (krokodilachtigen en verwanten) \| \| \| \| \| \| Avemetatarsalia (dinosauriërs, pterosauriërs, vogels en verwanten) \| \| \| \| |
|             | \| \| Crurotarsi (krokodilachtigen en verwanten) \| \| \| \| \| \| Avemetatarsalia (dinosauriërs, pterosauriërs, vogels en verwanten) \| \| \| \| |
|             | Crurotarsi (krokodilachtigen en verwanten) |
|             | |
|             | Avemetatarsalia (dinosauriërs, pterosauriërs, vogels en verwanten)                                                                                |
|             | |

|  | Crurotarsi (krokodilachtigen en verwanten)                         |
|  |                                                                    |
|  | Avemetatarsalia (dinosauriërs, pterosauriërs, vogels en verwanten) |
|  |                                                                    |

|             | Yonghesuchus |
|             | |
| Archosauria | \| \| Crurotarsi (krokodilachtigen en verwanten) \| \| \| \| \| \| Avemetatarsalia (dinosauriërs, pterosauriërs, vogels en verwanten) \| \| \| \| |
|             | \| \| Crurotarsi (krokodilachtigen en verwanten) \| \| \| \| \| \| Avemetatarsalia (dinosauriërs, pterosauriërs, vogels en verwanten) \| \| \| \| |
|             | Crurotarsi (krokodilachtigen en verwanten) |
|             | |
|             | Avemetatarsalia (dinosauriërs, pterosauriërs, vogels en verwanten)                                                                                |
|             | |

|  | Crurotarsi (krokodilachtigen en verwanten)                         |
|  |                                                                    |
|  | Avemetatarsalia (dinosauriërs, pterosauriërs, vogels en verwanten) |
|  |                                                                    |

|             | Yonghesuchus |
|             | |
| Archosauria | \| \| Crurotarsi (krokodilachtigen en verwanten) \| \| \| \| \| \| Avemetatarsalia (dinosauriërs, pterosauriërs, vogels en verwanten) \| \| \| \| |
|             | \| \| Crurotarsi (krokodilachtigen en verwanten) \| \| \| \| \| \| Avemetatarsalia (dinosauriërs, pterosauriërs, vogels en verwanten) \| \| \| \| |
|             | Crurotarsi (krokodilachtigen en verwanten) |
|             | |
|             | Avemetatarsalia (dinosauriërs, pterosauriërs, vogels en verwanten)                                                                                |
|             | |

|  | Crurotarsi (krokodilachtigen en verwanten)                         |
|  |                                                                    |
|  | Avemetatarsalia (dinosauriërs, pterosauriërs, vogels en verwanten) |
|  |                                                                    |

|             | Yonghesuchus |
|             | |
| Archosauria | \| \| Crurotarsi (krokodilachtigen en verwanten) \| \| \| \| \| \| Avemetatarsalia (dinosauriërs, pterosauriërs, vogels en verwanten) \| \| \| \| |
|             | \| \| Crurotarsi (krokodilachtigen en verwanten) \| \| \| \| \| \| Avemetatarsalia (dinosauriërs, pterosauriërs, vogels en verwanten) \| \| \| \| |
|             | Crurotarsi (krokodilachtigen en verwanten) |
|             | |
|             | Avemetatarsalia (dinosauriërs, pterosauriërs, vogels en verwanten)                                                                                |
|             | |

|  | Crurotarsi (krokodilachtigen en verwanten)                         |
|  |                                                                    |
|  | Avemetatarsalia (dinosauriërs, pterosauriërs, vogels en verwanten) |
|  |                                                                    |

|             | Yonghesuchus |
|             | |
| Archosauria | \| \| Crurotarsi (krokodilachtigen en verwanten) \| \| \| \| \| \| Avemetatarsalia (dinosauriërs, pterosauriërs, vogels en verwanten) \| \| \| \| |
|             | \| \| Crurotarsi (krokodilachtigen en verwanten) \| \| \| \| \| \| Avemetatarsalia (dinosauriërs, pterosauriërs, vogels en verwanten) \| \| \| \| |
|             | Crurotarsi (krokodilachtigen en verwanten) |
|             | |
|             | Avemetatarsalia (dinosauriërs, pterosauriërs, vogels en verwanten)                                                                                |
|             | |

|  | Crurotarsi (krokodilachtigen en verwanten)                         |
|  |                                                                    |
|  | Avemetatarsalia (dinosauriërs, pterosauriërs, vogels en verwanten) |
|  |                                                                    |

|             | Yonghesuchus |
|             | |
| Archosauria | \| \| Crurotarsi (krokodilachtigen en verwanten) \| \| \| \| \| \| Avemetatarsalia (dinosauriërs, pterosauriërs, vogels en verwanten) \| \| \| \| |
|             | \| \| Crurotarsi (krokodilachtigen en verwanten) \| \| \| \| \| \| Avemetatarsalia (dinosauriërs, pterosauriërs, vogels en verwanten) \| \| \| \| |
|             | Crurotarsi (krokodilachtigen en verwanten) |
|             | |
|             | Avemetatarsalia (dinosauriërs, pterosauriërs, vogels en verwanten)                                                                                |
|             | |

|  | Crurotarsi (krokodilachtigen en verwanten)                         |
|  |                                                                    |
|  | Avemetatarsalia (dinosauriërs, pterosauriërs, vogels en verwanten) |
|  |                                                                    |

|             | Yonghesuchus |
|             | |
| Archosauria | \| \| Crurotarsi (krokodilachtigen en verwanten) \| \| \| \| \| \| Avemetatarsalia (dinosauriërs, pterosauriërs, vogels en verwanten) \| \| \| \| |
|             | \| \| Crurotarsi (krokodilachtigen en verwanten) \| \| \| \| \| \| Avemetatarsalia (dinosauriërs, pterosauriërs, vogels en verwanten) \| \| \| \| |
|             | Crurotarsi (krokodilachtigen en verwanten) |
|             | |
|             | Avemetatarsalia (dinosauriërs, pterosauriërs, vogels en verwanten)                                                                                |
|             | |

|  | Crurotarsi (krokodilachtigen en verwanten)                         |
|  |                                                                    |
|  | Avemetatarsalia (dinosauriërs, pterosauriërs, vogels en verwanten) |
|  |                                                                    |

|             | Yonghesuchus |
|             | |
| Archosauria | \| \| Crurotarsi (krokodilachtigen en verwanten) \| \| \| \| \| \| Avemetatarsalia (dinosauriërs, pterosauriërs, vogels en verwanten) \| \| \| \| |
|             | \| \| Crurotarsi (krokodilachtigen en verwanten) \| \| \| \| \| \| Avemetatarsalia (dinosauriërs, pterosauriërs, vogels en verwanten) \| \| \| \| |
|             | Crurotarsi (krokodilachtigen en verwanten) |
|             | |
|             | Avemetatarsalia (dinosauriërs, pterosauriërs, vogels en verwanten)                                                                                |
|             | |

|  | Crurotarsi (krokodilachtigen en verwanten)                         |
|  |                                                                    |
|  | Avemetatarsalia (dinosauriërs, pterosauriërs, vogels en verwanten) |
|  |                                                                    |

|             | Yonghesuchus |
|             | |
| Archosauria | \| \| Crurotarsi (krokodilachtigen en verwanten) \| \| \| \| \| \| Avemetatarsalia (dinosauriërs, pterosauriërs, vogels en verwanten) \| \| \| \| |
|             | \| \| Crurotarsi (krokodilachtigen en verwanten) \| \| \| \| \| \| Avemetatarsalia (dinosauriërs, pterosauriërs, vogels en verwanten) \| \| \| \| |
|             | Crurotarsi (krokodilachtigen en verwanten) |
|             | |
|             | Avemetatarsalia (dinosauriërs, pterosauriërs, vogels en verwanten)                                                                                |
|             | |

|  | Crurotarsi (krokodilachtigen en verwanten)                         |
|  |                                                                    |
|  | Avemetatarsalia (dinosauriërs, pterosauriërs, vogels en verwanten) |
|  |                                                                    |

|             | Yonghesuchus |
|             | |
| Archosauria | \| \| Crurotarsi (krokodilachtigen en verwanten) \| \| \| \| \| \| Avemetatarsalia (dinosauriërs, pterosauriërs, vogels en verwanten) \| \| \| \| |
|             | \| \| Crurotarsi (krokodilachtigen en verwanten) \| \| \| \| \| \| Avemetatarsalia (dinosauriërs, pterosauriërs, vogels en verwanten) \| \| \| \| |
|             | Crurotarsi (krokodilachtigen en verwanten) |
|             | |
|             | Avemetatarsalia (dinosauriërs, pterosauriërs, vogels en verwanten)                                                                                |
|             | |

|  | Crurotarsi (krokodilachtigen en verwanten)                         |
|  |                                                                    |
|  | Avemetatarsalia (dinosauriërs, pterosauriërs, vogels en verwanten) |
|  |                                                                    |

|             | Yonghesuchus |
|             | |
| Archosauria | \| \| Crurotarsi (krokodilachtigen en verwanten) \| \| \| \| \| \| Avemetatarsalia (dinosauriërs, pterosauriërs, vogels en verwanten) \| \| \| \| |
|             | \| \| Crurotarsi (krokodilachtigen en verwanten) \| \| \| \| \| \| Avemetatarsalia (dinosauriërs, pterosauriërs, vogels en verwanten) \| \| \| \| |
|             | Crurotarsi (krokodilachtigen en verwanten) |
|             | |
|             | Avemetatarsalia (dinosauriërs, pterosauriërs, vogels en verwanten)                                                                                |
|             | |

|  | Crurotarsi (krokodilachtigen en verwanten)                         |
|  |                                                                    |
|  | Avemetatarsalia (dinosauriërs, pterosauriërs, vogels en verwanten) |
|  |                                                                    |

|             | Yonghesuchus |
|             | |
| Archosauria | \| \| Crurotarsi (krokodilachtigen en verwanten) \| \| \| \| \| \| Avemetatarsalia (dinosauriërs, pterosauriërs, vogels en verwanten) \| \| \| \| |
|             | \| \| Crurotarsi (krokodilachtigen en verwanten) \| \| \| \| \| \| Avemetatarsalia (dinosauriërs, pterosauriërs, vogels en verwanten) \| \| \| \| |
|             | Crurotarsi (krokodilachtigen en verwanten) |
|             | |
|             | Avemetatarsalia (dinosauriërs, pterosauriërs, vogels en verwanten)                                                                                |
|             | |

|  | Crurotarsi (krokodilachtigen en verwanten)                         |
|  |                                                                    |
|  | Avemetatarsalia (dinosauriërs, pterosauriërs, vogels en verwanten) |
|  |                                                                    |

|             | Yonghesuchus |
|             | |
| Archosauria | \| \| Crurotarsi (krokodilachtigen en verwanten) \| \| \| \| \| \| Avemetatarsalia (dinosauriërs, pterosauriërs, vogels en verwanten) \| \| \| \| |
|             | \| \| Crurotarsi (krokodilachtigen en verwanten) \| \| \| \| \| \| Avemetatarsalia (dinosauriërs, pterosauriërs, vogels en verwanten) \| \| \| \| |
|             | Crurotarsi (krokodilachtigen en verwanten) |
|             | |
|             | Avemetatarsalia (dinosauriërs, pterosauriërs, vogels en verwanten)                                                                                |
|             | |

|  | Crurotarsi (krokodilachtigen en verwanten)                         |
|  |                                                                    |
|  | Avemetatarsalia (dinosauriërs, pterosauriërs, vogels en verwanten) |
|  |                                                                    |

|             | Yonghesuchus |
|             | |
| Archosauria | \| \| Crurotarsi (krokodilachtigen en verwanten) \| \| \| \| \| \| Avemetatarsalia (dinosauriërs, pterosauriërs, vogels en verwanten) \| \| \| \| |
|             | \| \| Crurotarsi (krokodilachtigen en verwanten) \| \| \| \| \| \| Avemetatarsalia (dinosauriërs, pterosauriërs, vogels en verwanten) \| \| \| \| |
|             | Crurotarsi (krokodilachtigen en verwanten) |
|             | |
|             | Avemetatarsalia (dinosauriërs, pterosauriërs, vogels en verwanten)                                                                                |
|             | |

|  | Crurotarsi (krokodilachtigen en verwanten)                         |
|  |                                                                    |
|  | Avemetatarsalia (dinosauriërs, pterosauriërs, vogels en verwanten) |
|  |                                                                    |

|             | Yonghesuchus |
|             | |
| Archosauria | \| \| Crurotarsi (krokodilachtigen en verwanten) \| \| \| \| \| \| Avemetatarsalia (dinosauriërs, pterosauriërs, vogels en verwanten) \| \| \| \| |
|             | \| \| Crurotarsi (krokodilachtigen en verwanten) \| \| \| \| \| \| Avemetatarsalia (dinosauriërs, pterosauriërs, vogels en verwanten) \| \| \| \| |
|             | Crurotarsi (krokodilachtigen en verwanten) |
|             | |
|             | Avemetatarsalia (dinosauriërs, pterosauriërs, vogels en verwanten)                                                                                |
|             | |

|  | Crurotarsi (krokodilachtigen en verwanten)                         |
|  |                                                                    |
|  | Avemetatarsalia (dinosauriërs, pterosauriërs, vogels en verwanten) |
|  |                                                                    |

|             | Yonghesuchus |
|             | |
| Archosauria | \| \| Crurotarsi (krokodilachtigen en verwanten) \| \| \| \| \| \| Avemetatarsalia (dinosauriërs, pterosauriërs, vogels en verwanten) \| \| \| \| |
|             | \| \| Crurotarsi (krokodilachtigen en verwanten) \| \| \| \| \| \| Avemetatarsalia (dinosauriërs, pterosauriërs, vogels en verwanten) \| \| \| \| |
|             | Crurotarsi (krokodilachtigen en verwanten) |
|             | |
|             | Avemetatarsalia (dinosauriërs, pterosauriërs, vogels en verwanten)                                                                                |
|             | |

|  | Crurotarsi (krokodilachtigen en verwanten)                         |
|  |                                                                    |
|  | Avemetatarsalia (dinosauriërs, pterosauriërs, vogels en verwanten) |
|  |                                                                    |

|             | Yonghesuchus |
|             | |
| Archosauria | \| \| Crurotarsi (krokodilachtigen en verwanten) \| \| \| \| \| \| Avemetatarsalia (dinosauriërs, pterosauriërs, vogels en verwanten) \| \| \| \| |
|             | \| \| Crurotarsi (krokodilachtigen en verwanten) \| \| \| \| \| \| Avemetatarsalia (dinosauriërs, pterosauriërs, vogels en verwanten) \| \| \| \| |
|             | Crurotarsi (krokodilachtigen en verwanten) |
|             | |
|             | Avemetatarsalia (dinosauriërs, pterosauriërs, vogels en verwanten)                                                                                |
|             | |

|  | Crurotarsi (krokodilachtigen en verwanten)                         |
|  |                                                                    |
|  | Avemetatarsalia (dinosauriërs, pterosauriërs, vogels en verwanten) |
|  |                                                                    |

|             | Yonghesuchus |
|             | |
| Archosauria | \| \| Crurotarsi (krokodilachtigen en verwanten) \| \| \| \| \| \| Avemetatarsalia (dinosauriërs, pterosauriërs, vogels en verwanten) \| \| \| \| |
|             | \| \| Crurotarsi (krokodilachtigen en verwanten) \| \| \| \| \| \| Avemetatarsalia (dinosauriërs, pterosauriërs, vogels en verwanten) \| \| \| \| |
|             | Crurotarsi (krokodilachtigen en verwanten) |
|             | |
|             | Avemetatarsalia (dinosauriërs, pterosauriërs, vogels en verwanten)                                                                                |
|             | |

|  | Crurotarsi (krokodilachtigen en verwanten)                         |
|  |                                                                    |
|  | Avemetatarsalia (dinosauriërs, pterosauriërs, vogels en verwanten) |
|  |                                                                    |

|             | Yonghesuchus |
|             | |
| Archosauria | \| \| Crurotarsi (krokodilachtigen en verwanten) \| \| \| \| \| \| Avemetatarsalia (dinosauriërs, pterosauriërs, vogels en verwanten) \| \| \| \| |
|             | \| \| Crurotarsi (krokodilachtigen en verwanten) \| \| \| \| \| \| Avemetatarsalia (dinosauriërs, pterosauriërs, vogels en verwanten) \| \| \| \| |
|             | Crurotarsi (krokodilachtigen en verwanten) |
|             | |
|             | Avemetatarsalia (dinosauriërs, pterosauriërs, vogels en verwanten)                                                                                |
|             | |

|  | Crurotarsi (krokodilachtigen en verwanten)                         |
|  |                                                                    |
|  | Avemetatarsalia (dinosauriërs, pterosauriërs, vogels en verwanten) |
|  |                                                                    |

|             | Yonghesuchus |
|             | |
| Archosauria | \| \| Crurotarsi (krokodilachtigen en verwanten) \| \| \| \| \| \| Avemetatarsalia (dinosauriërs, pterosauriërs, vogels en verwanten) \| \| \| \| |
|             | \| \| Crurotarsi (krokodilachtigen en verwanten) \| \| \| \| \| \| Avemetatarsalia (dinosauriërs, pterosauriërs, vogels en verwanten) \| \| \| \| |
|             | Crurotarsi (krokodilachtigen en verwanten) |
|             | |
|             | Avemetatarsalia (dinosauriërs, pterosauriërs, vogels en verwanten)                                                                                |
|             | |

|  | Crurotarsi (krokodilachtigen en verwanten)                         |
|  |                                                                    |
|  | Avemetatarsalia (dinosauriërs, pterosauriërs, vogels en verwanten) |
|  |                                                                    |

|             | Yonghesuchus |
|             | |
| Archosauria | \| \| Crurotarsi (krokodilachtigen en verwanten) \| \| \| \| \| \| Avemetatarsalia (dinosauriërs, pterosauriërs, vogels en verwanten) \| \| \| \| |
|             | \| \| Crurotarsi (krokodilachtigen en verwanten) \| \| \| \| \| \| Avemetatarsalia (dinosauriërs, pterosauriërs, vogels en verwanten) \| \| \| \| |
|             | Crurotarsi (krokodilachtigen en verwanten) |
|             | |
|             | Avemetatarsalia (dinosauriërs, pterosauriërs, vogels en verwanten)                                                                                |
|             | |

|  | Crurotarsi (krokodilachtigen en verwanten)                         |
|  |                                                                    |
|  | Avemetatarsalia (dinosauriërs, pterosauriërs, vogels en verwanten) |
|  |                                                                    |

|             | Yonghesuchus |
|             | |
| Archosauria | \| \| Crurotarsi (krokodilachtigen en verwanten) \| \| \| \| \| \| Avemetatarsalia (dinosauriërs, pterosauriërs, vogels en verwanten) \| \| \| \| |
|             | \| \| Crurotarsi (krokodilachtigen en verwanten) \| \| \| \| \| \| Avemetatarsalia (dinosauriërs, pterosauriërs, vogels en verwanten) \| \| \| \| |
|             | Crurotarsi (krokodilachtigen en verwanten) |
|             | |
|             | Avemetatarsalia (dinosauriërs, pterosauriërs, vogels en verwanten)                                                                                |
|             | |

|  | Crurotarsi (krokodilachtigen en verwanten)                         |
|  |                                                                    |
|  | Avemetatarsalia (dinosauriërs, pterosauriërs, vogels en verwanten) |
|  |                                                                    |

|             | Yonghesuchus |
|             | |
| Archosauria | \| \| Crurotarsi (krokodilachtigen en verwanten) \| \| \| \| \| \| Avemetatarsalia (dinosauriërs, pterosauriërs, vogels en verwanten) \| \| \| \| |
|             | \| \| Crurotarsi (krokodilachtigen en verwanten) \| \| \| \| \| \| Avemetatarsalia (dinosauriërs, pterosauriërs, vogels en verwanten) \| \| \| \| |
|             | Crurotarsi (krokodilachtigen en verwanten) |
|             | |
|             | Avemetatarsalia (dinosauriërs, pterosauriërs, vogels en verwanten)                                                                                |
|             | |

|  | Crurotarsi (krokodilachtigen en verwanten)                         |
|  |                                                                    |
|  | Avemetatarsalia (dinosauriërs, pterosauriërs, vogels en verwanten) |
|  |                                                                    |

|             | Yonghesuchus |
|             | |
| Archosauria | \| \| Crurotarsi (krokodilachtigen en verwanten) \| \| \| \| \| \| Avemetatarsalia (dinosauriërs, pterosauriërs, vogels en verwanten) \| \| \| \| |
|             | \| \| Crurotarsi (krokodilachtigen en verwanten) \| \| \| \| \| \| Avemetatarsalia (dinosauriërs, pterosauriërs, vogels en verwanten) \| \| \| \| |
|             | Crurotarsi (krokodilachtigen en verwanten) |
|             | |
|             | Avemetatarsalia (dinosauriërs, pterosauriërs, vogels en verwanten)                                                                                |
|             | |

|  | Crurotarsi (krokodilachtigen en verwanten)                         |
|  |                                                                    |
|  | Avemetatarsalia (dinosauriërs, pterosauriërs, vogels en verwanten) |
|  |                                                                    |

|             | Yonghesuchus |
|             | |
| Archosauria | \| \| Crurotarsi (krokodilachtigen en verwanten) \| \| \| \| \| \| Avemetatarsalia (dinosauriërs, pterosauriërs, vogels en verwanten) \| \| \| \| |
|             | \| \| Crurotarsi (krokodilachtigen en verwanten) \| \| \| \| \| \| Avemetatarsalia (dinosauriërs, pterosauriërs, vogels en verwanten) \| \| \| \| |
|             | Crurotarsi (krokodilachtigen en verwanten) |
|             | |
|             | Avemetatarsalia (dinosauriërs, pterosauriërs, vogels en verwanten)                                                                                |
|             | |

|  | Crurotarsi (krokodilachtigen en verwanten)                         |
|  |                                                                    |
|  | Avemetatarsalia (dinosauriërs, pterosauriërs, vogels en verwanten) |
|  |                                                                    |

|             | Yonghesuchus |
|             | |
| Archosauria | \| \| Crurotarsi (krokodilachtigen en verwanten) \| \| \| \| \| \| Avemetatarsalia (dinosauriërs, pterosauriërs, vogels en verwanten) \| \| \| \| |
|             | \| \| Crurotarsi (krokodilachtigen en verwanten) \| \| \| \| \| \| Avemetatarsalia (dinosauriërs, pterosauriërs, vogels en verwanten) \| \| \| \| |
|             | Crurotarsi (krokodilachtigen en verwanten) |
|             | |
|             | Avemetatarsalia (dinosauriërs, pterosauriërs, vogels en verwanten)                                                                                |
|             | |

|  | Crurotarsi (krokodilachtigen en verwanten)                         |
|  |                                                                    |
|  | Avemetatarsalia (dinosauriërs, pterosauriërs, vogels en verwanten) |
|  |                                                                    |

|             | Yonghesuchus |
|             | |
| Archosauria | \| \| Crurotarsi (krokodilachtigen en verwanten) \| \| \| \| \| \| Avemetatarsalia (dinosauriërs, pterosauriërs, vogels en verwanten) \| \| \| \| |
|             | \| \| Crurotarsi (krokodilachtigen en verwanten) \| \| \| \| \| \| Avemetatarsalia (dinosauriërs, pterosauriërs, vogels en verwanten) \| \| \| \| |
|             | Crurotarsi (krokodilachtigen en verwanten) |
|             | |
|             | Avemetatarsalia (dinosauriërs, pterosauriërs, vogels en verwanten)                                                                                |
|             | |

|  | Crurotarsi (krokodilachtigen en verwanten)                         |
|  |                                                                    |
|  | Avemetatarsalia (dinosauriërs, pterosauriërs, vogels en verwanten) |
|  |                                                                    |

|             | Yonghesuchus |
|             | |
| Archosauria | \| \| Crurotarsi (krokodilachtigen en verwanten) \| \| \| \| \| \| Avemetatarsalia (dinosauriërs, pterosauriërs, vogels en verwanten) \| \| \| \| |
|             | \| \| Crurotarsi (krokodilachtigen en verwanten) \| \| \| \| \| \| Avemetatarsalia (dinosauriërs, pterosauriërs, vogels en verwanten) \| \| \| \| |
|             | Crurotarsi (krokodilachtigen en verwanten) |
|             | |
|             | Avemetatarsalia (dinosauriërs, pterosauriërs, vogels en verwanten)                                                                                |
|             | |

|  | Crurotarsi (krokodilachtigen en verwanten)                         |
|  |                                                                    |
|  | Avemetatarsalia (dinosauriërs, pterosauriërs, vogels en verwanten) |
|  |                                                                    |

|             | Yonghesuchus |
|             | |
| Archosauria | \| \| Crurotarsi (krokodilachtigen en verwanten) \| \| \| \| \| \| Avemetatarsalia (dinosauriërs, pterosauriërs, vogels en verwanten) \| \| \| \| |
|             | \| \| Crurotarsi (krokodilachtigen en verwanten) \| \| \| \| \| \| Avemetatarsalia (dinosauriërs, pterosauriërs, vogels en verwanten) \| \| \| \| |
|             | Crurotarsi (krokodilachtigen en verwanten) |
|             | |
|             | Avemetatarsalia (dinosauriërs, pterosauriërs, vogels en verwanten)                                                                                |
|             | |

|  | Crurotarsi (krokodilachtigen en verwanten)                         |
|  |                                                                    |
|  | Avemetatarsalia (dinosauriërs, pterosauriërs, vogels en verwanten) |
|  |                                                                    |

|             | Yonghesuchus |
|             | |
| Archosauria | \| \| Crurotarsi (krokodilachtigen en verwanten) \| \| \| \| \| \| Avemetatarsalia (dinosauriërs, pterosauriërs, vogels en verwanten) \| \| \| \| |
|             | \| \| Crurotarsi (krokodilachtigen en verwanten) \| \| \| \| \| \| Avemetatarsalia (dinosauriërs, pterosauriërs, vogels en verwanten) \| \| \| \| |
|             | Crurotarsi (krokodilachtigen en verwanten) |
|             | |
|             | Avemetatarsalia (dinosauriërs, pterosauriërs, vogels en verwanten)                                                                                |
|             | |

|  | Crurotarsi (krokodilachtigen en verwanten)                         |
|  |                                                                    |
|  | Avemetatarsalia (dinosauriërs, pterosauriërs, vogels en verwanten) |
|  |                                                                    |

|             | Yonghesuchus |
|             | |
| Archosauria | \| \| Crurotarsi (krokodilachtigen en verwanten) \| \| \| \| \| \| Avemetatarsalia (dinosauriërs, pterosauriërs, vogels en verwanten) \| \| \| \| |
|             | \| \| Crurotarsi (krokodilachtigen en verwanten) \| \| \| \| \| \| Avemetatarsalia (dinosauriërs, pterosauriërs, vogels en verwanten) \| \| \| \| |
|             | Crurotarsi (krokodilachtigen en verwanten) |
|             | |
|             | Avemetatarsalia (dinosauriërs, pterosauriërs, vogels en verwanten)                                                                                |
|             | |

|  | Crurotarsi (krokodilachtigen en verwanten)                         |
|  |                                                                    |
|  | Avemetatarsalia (dinosauriërs, pterosauriërs, vogels en verwanten) |
|  |                                                                    |

|             | Yonghesuchus |
|             | |
| Archosauria | \| \| Crurotarsi (krokodilachtigen en verwanten) \| \| \| \| \| \| Avemetatarsalia (dinosauriërs, pterosauriërs, vogels en verwanten) \| \| \| \| |
|             | \| \| Crurotarsi (krokodilachtigen en verwanten) \| \| \| \| \| \| Avemetatarsalia (dinosauriërs, pterosauriërs, vogels en verwanten) \| \| \| \| |
|             | Crurotarsi (krokodilachtigen en verwanten) |
|             | |
|             | Avemetatarsalia (dinosauriërs, pterosauriërs, vogels en verwanten)                                                                                |
|             | |

|  | Crurotarsi (krokodilachtigen en verwanten)                         |
|  |                                                                    |
|  | Avemetatarsalia (dinosauriërs, pterosauriërs, vogels en verwanten) |
|  |                                                                    |

|             | Yonghesuchus |
|             | |
| Archosauria | \| \| Crurotarsi (krokodilachtigen en verwanten) \| \| \| \| \| \| Avemetatarsalia (dinosauriërs, pterosauriërs, vogels en verwanten) \| \| \| \| |
|             | \| \| Crurotarsi (krokodilachtigen en verwanten) \| \| \| \| \| \| Avemetatarsalia (dinosauriërs, pterosauriërs, vogels en verwanten) \| \| \| \| |
|             | Crurotarsi (krokodilachtigen en verwanten) |
|             | |
|             | Avemetatarsalia (dinosauriërs, pterosauriërs, vogels en verwanten)                                                                                |
|             | |

|  | Crurotarsi (krokodilachtigen en verwanten)                         |
|  |                                                                    |
|  | Avemetatarsalia (dinosauriërs, pterosauriërs, vogels en verwanten) |
|  |                                                                    |

|             | Yonghesuchus |
|             | |
| Archosauria | \| \| Crurotarsi (krokodilachtigen en verwanten) \| \| \| \| \| \| Avemetatarsalia (dinosauriërs, pterosauriërs, vogels en verwanten) \| \| \| \| |
|             | \| \| Crurotarsi (krokodilachtigen en verwanten) \| \| \| \| \| \| Avemetatarsalia (dinosauriërs, pterosauriërs, vogels en verwanten) \| \| \| \| |
|             | Crurotarsi (krokodilachtigen en verwanten) |
|             | |
|             | Avemetatarsalia (dinosauriërs, pterosauriërs, vogels en verwanten)                                                                                |
|             | |

|  | Crurotarsi (krokodilachtigen en verwanten)                         |
|  |                                                                    |
|  | Avemetatarsalia (dinosauriërs, pterosauriërs, vogels en verwanten) |
|  |                                                                    |

|             | Yonghesuchus |
|             | |
| Archosauria | \| \| Crurotarsi (krokodilachtigen en verwanten) \| \| \| \| \| \| Avemetatarsalia (dinosauriërs, pterosauriërs, vogels en verwanten) \| \| \| \| |
|             | \| \| Crurotarsi (krokodilachtigen en verwanten) \| \| \| \| \| \| Avemetatarsalia (dinosauriërs, pterosauriërs, vogels en verwanten) \| \| \| \| |
|             | Crurotarsi (krokodilachtigen en verwanten) |
|             | |
|             | Avemetatarsalia (dinosauriërs, pterosauriërs, vogels en verwanten)                                                                                |
|             | |

|  | Crurotarsi (krokodilachtigen en verwanten)                         |
|  |                                                                    |
|  | Avemetatarsalia (dinosauriërs, pterosauriërs, vogels en verwanten) |
|  |                                                                    |

|             | Yonghesuchus |
|             | |
| Archosauria | \| \| Crurotarsi (krokodilachtigen en verwanten) \| \| \| \| \| \| Avemetatarsalia (dinosauriërs, pterosauriërs, vogels en verwanten) \| \| \| \| |
|             | \| \| Crurotarsi (krokodilachtigen en verwanten) \| \| \| \| \| \| Avemetatarsalia (dinosauriërs, pterosauriërs, vogels en verwanten) \| \| \| \| |
|             | Crurotarsi (krokodilachtigen en verwanten) |
|             | |
|             | Avemetatarsalia (dinosauriërs, pterosauriërs, vogels en verwanten)                                                                                |
|             | |

|  | Crurotarsi (krokodilachtigen en verwanten)                         |
|  |                                                                    |
|  | Avemetatarsalia (dinosauriërs, pterosauriërs, vogels en verwanten) |
|  |                                                                    |

|             | Yonghesuchus |
|             | |
| Archosauria | \| \| Crurotarsi (krokodilachtigen en verwanten) \| \| \| \| \| \| Avemetatarsalia (dinosauriërs, pterosauriërs, vogels en verwanten) \| \| \| \| |
|             | \| \| Crurotarsi (krokodilachtigen en verwanten) \| \| \| \| \| \| Avemetatarsalia (dinosauriërs, pterosauriërs, vogels en verwanten) \| \| \| \| |
|             | Crurotarsi (krokodilachtigen en verwanten) |
|             | |
|             | Avemetatarsalia (dinosauriërs, pterosauriërs, vogels en verwanten)                                                                                |
|             | |

|  | Crurotarsi (krokodilachtigen en verwanten)                         |
|  |                                                                    |
|  | Avemetatarsalia (dinosauriërs, pterosauriërs, vogels en verwanten) |
|  |                                                                    |

|             | Yonghesuchus |
|             | |
| Archosauria | \| \| Crurotarsi (krokodilachtigen en verwanten) \| \| \| \| \| \| Avemetatarsalia (dinosauriërs, pterosauriërs, vogels en verwanten) \| \| \| \| |
|             | \| \| Crurotarsi (krokodilachtigen en verwanten) \| \| \| \| \| \| Avemetatarsalia (dinosauriërs, pterosauriërs, vogels en verwanten) \| \| \| \| |
|             | Crurotarsi (krokodilachtigen en verwanten) |
|             | |
|             | Avemetatarsalia (dinosauriërs, pterosauriërs, vogels en verwanten)                                                                                |
|             | |

|  | Crurotarsi (krokodilachtigen en verwanten)                         |
|  |                                                                    |
|  | Avemetatarsalia (dinosauriërs, pterosauriërs, vogels en verwanten) |
|  |                                                                    |

|             | Yonghesuchus |
|             | |
| Archosauria | \| \| Crurotarsi (krokodilachtigen en verwanten) \| \| \| \| \| \| Avemetatarsalia (dinosauriërs, pterosauriërs, vogels en verwanten) \| \| \| \| |
|             | \| \| Crurotarsi (krokodilachtigen en verwanten) \| \| \| \| \| \| Avemetatarsalia (dinosauriërs, pterosauriërs, vogels en verwanten) \| \| \| \| |
|             | Crurotarsi (krokodilachtigen en verwanten) |
|             | |
|             | Avemetatarsalia (dinosauriërs, pterosauriërs, vogels en verwanten)                                                                                |
|             | |

|  | Crurotarsi (krokodilachtigen en verwanten)                         |
|  |                                                                    |
|  | Avemetatarsalia (dinosauriërs, pterosauriërs, vogels en verwanten) |
|  |                                                                    |

|             | Yonghesuchus |
|             | |
| Archosauria | \| \| Crurotarsi (krokodilachtigen en verwanten) \| \| \| \| \| \| Avemetatarsalia (dinosauriërs, pterosauriërs, vogels en verwanten) \| \| \| \| |
|             | \| \| Crurotarsi (krokodilachtigen en verwanten) \| \| \| \| \| \| Avemetatarsalia (dinosauriërs, pterosauriërs, vogels en verwanten) \| \| \| \| |
|             | Crurotarsi (krokodilachtigen en verwanten) |
|             | |
|             | Avemetatarsalia (dinosauriërs, pterosauriërs, vogels en verwanten)                                                                                |
|             | |

|  | Crurotarsi (krokodilachtigen en verwanten)                         |
|  |                                                                    |
|  | Avemetatarsalia (dinosauriërs, pterosauriërs, vogels en verwanten) |
|  |                                                                    |

|             | Yonghesuchus |
|             | |
| Archosauria | \| \| Crurotarsi (krokodilachtigen en verwanten) \| \| \| \| \| \| Avemetatarsalia (dinosauriërs, pterosauriërs, vogels en verwanten) \| \| \| \| |
|             | \| \| Crurotarsi (krokodilachtigen en verwanten) \| \| \| \| \| \| Avemetatarsalia (dinosauriërs, pterosauriërs, vogels en verwanten) \| \| \| \| |
|             | Crurotarsi (krokodilachtigen en verwanten) |
|             | |
|             | Avemetatarsalia (dinosauriërs, pterosauriërs, vogels en verwanten)                                                                                |
|             | |

|  | Crurotarsi (krokodilachtigen en verwanten)                         |
|  |                                                                    |
|  | Avemetatarsalia (dinosauriërs, pterosauriërs, vogels en verwanten) |
|  |                                                                    |

|             | Yonghesuchus |
|             | |
| Archosauria | \| \| Crurotarsi (krokodilachtigen en verwanten) \| \| \| \| \| \| Avemetatarsalia (dinosauriërs, pterosauriërs, vogels en verwanten) \| \| \| \| |
|             | \| \| Crurotarsi (krokodilachtigen en verwanten) \| \| \| \| \| \| Avemetatarsalia (dinosauriërs, pterosauriërs, vogels en verwanten) \| \| \| \| |
|             | Crurotarsi (krokodilachtigen en verwanten) |
|             | |
|             | Avemetatarsalia (dinosauriërs, pterosauriërs, vogels en verwanten)                                                                                |
|             | |

|  | Crurotarsi (krokodilachtigen en verwanten)                         |
|  |                                                                    |
|  | Avemetatarsalia (dinosauriërs, pterosauriërs, vogels en verwanten) |
|  |                                                                    |

|             | Yonghesuchus |
|             | |
| Archosauria | \| \| Crurotarsi (krokodilachtigen en verwanten) \| \| \| \| \| \| Avemetatarsalia (dinosauriërs, pterosauriërs, vogels en verwanten) \| \| \| \| |
|             | \| \| Crurotarsi (krokodilachtigen en verwanten) \| \| \| \| \| \| Avemetatarsalia (dinosauriërs, pterosauriërs, vogels en verwanten) \| \| \| \| |
|             | Crurotarsi (krokodilachtigen en verwanten) |
|             | |
|             | Avemetatarsalia (dinosauriërs, pterosauriërs, vogels en verwanten)                                                                                |
|             | |

|  | Crurotarsi (krokodilachtigen en verwanten)                         |
|  |                                                                    |
|  | Avemetatarsalia (dinosauriërs, pterosauriërs, vogels en verwanten) |
|  |                                                                    |

|             | Yonghesuchus |
|             | |
| Archosauria | \| \| Crurotarsi (krokodilachtigen en verwanten) \| \| \| \| \| \| Avemetatarsalia (dinosauriërs, pterosauriërs, vogels en verwanten) \| \| \| \| |
|             | \| \| Crurotarsi (krokodilachtigen en verwanten) \| \| \| \| \| \| Avemetatarsalia (dinosauriërs, pterosauriërs, vogels en verwanten) \| \| \| \| |
|             | Crurotarsi (krokodilachtigen en verwanten) |
|             | |
|             | Avemetatarsalia (dinosauriërs, pterosauriërs, vogels en verwanten)                                                                                |
|             | |

|  | Crurotarsi (krokodilachtigen en verwanten)                         |
|  |                                                                    |
|  | Avemetatarsalia (dinosauriërs, pterosauriërs, vogels en verwanten) |
|  |                                                                    |

|             | Yonghesuchus |
|             | |
| Archosauria | \| \| Crurotarsi (krokodilachtigen en verwanten) \| \| \| \| \| \| Avemetatarsalia (dinosauriërs, pterosauriërs, vogels en verwanten) \| \| \| \| |
|             | \| \| Crurotarsi (krokodilachtigen en verwanten) \| \| \| \| \| \| Avemetatarsalia (dinosauriërs, pterosauriërs, vogels en verwanten) \| \| \| \| |
|             | Crurotarsi (krokodilachtigen en verwanten) |
|             | |
|             | Avemetatarsalia (dinosauriërs, pterosauriërs, vogels en verwanten)                                                                                |
|             | |

|  | Crurotarsi (krokodilachtigen en verwanten)                         |
|  |                                                                    |
|  | Avemetatarsalia (dinosauriërs, pterosauriërs, vogels en verwanten) |
|  |                                                                    |

|             | Yonghesuchus |
|             | |
| Archosauria | \| \| Crurotarsi (krokodilachtigen en verwanten) \| \| \| \| \| \| Avemetatarsalia (dinosauriërs, pterosauriërs, vogels en verwanten) \| \| \| \| |
|             | \| \| Crurotarsi (krokodilachtigen en verwanten) \| \| \| \| \| \| Avemetatarsalia (dinosauriërs, pterosauriërs, vogels en verwanten) \| \| \| \| |
|             | Crurotarsi (krokodilachtigen en verwanten) |
|             | |
|             | Avemetatarsalia (dinosauriërs, pterosauriërs, vogels en verwanten)                                                                                |
|             | |

|  | Crurotarsi (krokodilachtigen en verwanten)                         |
|  |                                                                    |
|  | Avemetatarsalia (dinosauriërs, pterosauriërs, vogels en verwanten) |
|  |                                                                    |

|             | Yonghesuchus |
|             | |
| Archosauria | \| \| Crurotarsi (krokodilachtigen en verwanten) \| \| \| \| \| \| Avemetatarsalia (dinosauriërs, pterosauriërs, vogels en verwanten) \| \| \| \| |
|             | \| \| Crurotarsi (krokodilachtigen en verwanten) \| \| \| \| \| \| Avemetatarsalia (dinosauriërs, pterosauriërs, vogels en verwanten) \| \| \| \| |
|             | Crurotarsi (krokodilachtigen en verwanten) |
|             | |
|             | Avemetatarsalia (dinosauriërs, pterosauriërs, vogels en verwanten)                                                                                |
|             | |

|  | Crurotarsi (krokodilachtigen en verwanten)                         |
|  |                                                                    |
|  | Avemetatarsalia (dinosauriërs, pterosauriërs, vogels en verwanten) |
|  |                                                                    |

|             | Yonghesuchus |
|             | |
| Archosauria | \| \| Crurotarsi (krokodilachtigen en verwanten) \| \| \| \| \| \| Avemetatarsalia (dinosauriërs, pterosauriërs, vogels en verwanten) \| \| \| \| |
|             | \| \| Crurotarsi (krokodilachtigen en verwanten) \| \| \| \| \| \| Avemetatarsalia (dinosauriërs, pterosauriërs, vogels en verwanten) \| \| \| \| |
|             | Crurotarsi (krokodilachtigen en verwanten) |
|             | |
|             | Avemetatarsalia (dinosauriërs, pterosauriërs, vogels en verwanten)                                                                                |
|             | |

|  | Crurotarsi (krokodilachtigen en verwanten)                         |
|  |                                                                    |
|  | Avemetatarsalia (dinosauriërs, pterosauriërs, vogels en verwanten) |
|  |                                                                    |

|             | Yonghesuchus |
|             | |
| Archosauria | \| \| Crurotarsi (krokodilachtigen en verwanten) \| \| \| \| \| \| Avemetatarsalia (dinosauriërs, pterosauriërs, vogels en verwanten) \| \| \| \| |
|             | \| \| Crurotarsi (krokodilachtigen en verwanten) \| \| \| \| \| \| Avemetatarsalia (dinosauriërs, pterosauriërs, vogels en verwanten) \| \| \| \| |
|             | Crurotarsi (krokodilachtigen en verwanten) |
|             | |
|             | Avemetatarsalia (dinosauriërs, pterosauriërs, vogels en verwanten)                                                                                |
|             | |

|  | Crurotarsi (krokodilachtigen en verwanten)                         |
|  |                                                                    |
|  | Avemetatarsalia (dinosauriërs, pterosauriërs, vogels en verwanten) |
|  |                                                                    |

|             | Yonghesuchus |
|             | |
| Archosauria | \| \| Crurotarsi (krokodilachtigen en verwanten) \| \| \| \| \| \| Avemetatarsalia (dinosauriërs, pterosauriërs, vogels en verwanten) \| \| \| \| |
|             | \| \| Crurotarsi (krokodilachtigen en verwanten) \| \| \| \| \| \| Avemetatarsalia (dinosauriërs, pterosauriërs, vogels en verwanten) \| \| \| \| |
|             | Crurotarsi (krokodilachtigen en verwanten) |
|             | |
|             | Avemetatarsalia (dinosauriërs, pterosauriërs, vogels en verwanten)                                                                                |
|             | |

|  | Crurotarsi (krokodilachtigen en verwanten)                         |
|  |                                                                    |
|  | Avemetatarsalia (dinosauriërs, pterosauriërs, vogels en verwanten) |
|  |                                                                    |

|             | Yonghesuchus |
|             | |
| Archosauria | \| \| Crurotarsi (krokodilachtigen en verwanten) \| \| \| \| \| \| Avemetatarsalia (dinosauriërs, pterosauriërs, vogels en verwanten) \| \| \| \| |
|             | \| \| Crurotarsi (krokodilachtigen en verwanten) \| \| \| \| \| \| Avemetatarsalia (dinosauriërs, pterosauriërs, vogels en verwanten) \| \| \| \| |
|             | Crurotarsi (krokodilachtigen en verwanten) |
|             | |
|             | Avemetatarsalia (dinosauriërs, pterosauriërs, vogels en verwanten)                                                                                |
|             | |

|  | Crurotarsi (krokodilachtigen en verwanten)                         |
|  |                                                                    |
|  | Avemetatarsalia (dinosauriërs, pterosauriërs, vogels en verwanten) |
|  |                                                                    |

|             | Yonghesuchus |
|             | |
| Archosauria | \| \| Crurotarsi (krokodilachtigen en verwanten) \| \| \| \| \| \| Avemetatarsalia (dinosauriërs, pterosauriërs, vogels en verwanten) \| \| \| \| |
|             | \| \| Crurotarsi (krokodilachtigen en verwanten) \| \| \| \| \| \| Avemetatarsalia (dinosauriërs, pterosauriërs, vogels en verwanten) \| \| \| \| |
|             | Crurotarsi (krokodilachtigen en verwanten) |
|             | |
|             | Avemetatarsalia (dinosauriërs, pterosauriërs, vogels en verwanten)                                                                                |
|             | |

|  | Crurotarsi (krokodilachtigen en verwanten)                         |
|  |                                                                    |
|  | Avemetatarsalia (dinosauriërs, pterosauriërs, vogels en verwanten) |
|  |                                                                    |

|             | Yonghesuchus |
|             | |
| Archosauria | \| \| Crurotarsi (krokodilachtigen en verwanten) \| \| \| \| \| \| Avemetatarsalia (dinosauriërs, pterosauriërs, vogels en verwanten) \| \| \| \| |
|             | \| \| Crurotarsi (krokodilachtigen en verwanten) \| \| \| \| \| \| Avemetatarsalia (dinosauriërs, pterosauriërs, vogels en verwanten) \| \| \| \| |
|             | Crurotarsi (krokodilachtigen en verwanten) |
|             | |
|             | Avemetatarsalia (dinosauriërs, pterosauriërs, vogels en verwanten)                                                                                |
|             | |

|  | Crurotarsi (krokodilachtigen en verwanten)                         |
|  |                                                                    |
|  | Avemetatarsalia (dinosauriërs, pterosauriërs, vogels en verwanten) |
|  |                                                                    |

|             | Yonghesuchus |
|             | |
| Archosauria | \| \| Crurotarsi (krokodilachtigen en verwanten) \| \| \| \| \| \| Avemetatarsalia (dinosauriërs, pterosauriërs, vogels en verwanten) \| \| \| \| |
|             | \| \| Crurotarsi (krokodilachtigen en verwanten) \| \| \| \| \| \| Avemetatarsalia (dinosauriërs, pterosauriërs, vogels en verwanten) \| \| \| \| |
|             | Crurotarsi (krokodilachtigen en verwanten) |
|             | |
|             | Avemetatarsalia (dinosauriërs, pterosauriërs, vogels en verwanten)                                                                                |
|             | |

|  | Crurotarsi (krokodilachtigen en verwanten)                         |
|  |                                                                    |
|  | Avemetatarsalia (dinosauriërs, pterosauriërs, vogels en verwanten) |
|  |                                                                    |

|             | Yonghesuchus |
|             | |
| Archosauria | \| \| Crurotarsi (krokodilachtigen en verwanten) \| \| \| \| \| \| Avemetatarsalia (dinosauriërs, pterosauriërs, vogels en verwanten) \| \| \| \| |
|             | \| \| Crurotarsi (krokodilachtigen en verwanten) \| \| \| \| \| \| Avemetatarsalia (dinosauriërs, pterosauriërs, vogels en verwanten) \| \| \| \| |
|             | Crurotarsi (krokodilachtigen en verwanten) |
|             | |
|             | Avemetatarsalia (dinosauriërs, pterosauriërs, vogels en verwanten)                                                                                |
|             | |

|  | Crurotarsi (krokodilachtigen en verwanten)                         |
|  |                                                                    |
|  | Avemetatarsalia (dinosauriërs, pterosauriërs, vogels en verwanten) |
|  |                                                                    |

|             | Yonghesuchus |
|             | |
| Archosauria | \| \| Crurotarsi (krokodilachtigen en verwanten) \| \| \| \| \| \| Avemetatarsalia (dinosauriërs, pterosauriërs, vogels en verwanten) \| \| \| \| |
|             | \| \| Crurotarsi (krokodilachtigen en verwanten) \| \| \| \| \| \| Avemetatarsalia (dinosauriërs, pterosauriërs, vogels en verwanten) \| \| \| \| |
|             | Crurotarsi (krokodilachtigen en verwanten) |
|             | |
|             | Avemetatarsalia (dinosauriërs, pterosauriërs, vogels en verwanten)                                                                                |
|             | |

|  | Crurotarsi (krokodilachtigen en verwanten)                         |
|  |                                                                    |
|  | Avemetatarsalia (dinosauriërs, pterosauriërs, vogels en verwanten) |
|  |                                                                    |

|             | Yonghesuchus |
|             | |
| Archosauria | \| \| Crurotarsi (krokodilachtigen en verwanten) \| \| \| \| \| \| Avemetatarsalia (dinosauriërs, pterosauriërs, vogels en verwanten) \| \| \| \| |
|             | \| \| Crurotarsi (krokodilachtigen en verwanten) \| \| \| \| \| \| Avemetatarsalia (dinosauriërs, pterosauriërs, vogels en verwanten) \| \| \| \| |
|             | Crurotarsi (krokodilachtigen en verwanten) |
|             | |
|             | Avemetatarsalia (dinosauriërs, pterosauriërs, vogels en verwanten)                                                                                |
|             | |

|  | Crurotarsi (krokodilachtigen en verwanten)                         |
|  |                                                                    |
|  | Avemetatarsalia (dinosauriërs, pterosauriërs, vogels en verwanten) |
|  |                                                                    |

|             | Yonghesuchus |
|             | |
| Archosauria | \| \| Crurotarsi (krokodilachtigen en verwanten) \| \| \| \| \| \| Avemetatarsalia (dinosauriërs, pterosauriërs, vogels en verwanten) \| \| \| \| |
|             | \| \| Crurotarsi (krokodilachtigen en verwanten) \| \| \| \| \| \| Avemetatarsalia (dinosauriërs, pterosauriërs, vogels en verwanten) \| \| \| \| |
|             | Crurotarsi (krokodilachtigen en verwanten) |
|             | |
|             | Avemetatarsalia (dinosauriërs, pterosauriërs, vogels en verwanten)                                                                                |
|             | |

|  | Crurotarsi (krokodilachtigen en verwanten)                         |
|  |                                                                    |
|  | Avemetatarsalia (dinosauriërs, pterosauriërs, vogels en verwanten) |
|  |                                                                    |

|             | Yonghesuchus |
|             | |
| Archosauria | \| \| Crurotarsi (krokodilachtigen en verwanten) \| \| \| \| \| \| Avemetatarsalia (dinosauriërs, pterosauriërs, vogels en verwanten) \| \| \| \| |
|             | \| \| Crurotarsi (krokodilachtigen en verwanten) \| \| \| \| \| \| Avemetatarsalia (dinosauriërs, pterosauriërs, vogels en verwanten) \| \| \| \| |
|             | Crurotarsi (krokodilachtigen en verwanten) |
|             | |
|             | Avemetatarsalia (dinosauriërs, pterosauriërs, vogels en verwanten)                                                                                |
|             | |

|  | Crurotarsi (krokodilachtigen en verwanten)                         |
|  |                                                                    |
|  | Avemetatarsalia (dinosauriërs, pterosauriërs, vogels en verwanten) |
|  |                                                                    |

|             | Yonghesuchus |
|             | |
| Archosauria | \| \| Crurotarsi (krokodilachtigen en verwanten) \| \| \| \| \| \| Avemetatarsalia (dinosauriërs, pterosauriërs, vogels en verwanten) \| \| \| \| |
|             | \| \| Crurotarsi (krokodilachtigen en verwanten) \| \| \| \| \| \| Avemetatarsalia (dinosauriërs, pterosauriërs, vogels en verwanten) \| \| \| \| |
|             | Crurotarsi (krokodilachtigen en verwanten) |
|             | |
|             | Avemetatarsalia (dinosauriërs, pterosauriërs, vogels en verwanten)                                                                                |
|             | |

|  | Crurotarsi (krokodilachtigen en verwanten)                         |
|  |                                                                    |
|  | Avemetatarsalia (dinosauriërs, pterosauriërs, vogels en verwanten) |
|  |                                                                    |

|             | Yonghesuchus |
|             | |
| Archosauria | \| \| Crurotarsi (krokodilachtigen en verwanten) \| \| \| \| \| \| Avemetatarsalia (dinosauriërs, pterosauriërs, vogels en verwanten) \| \| \| \| |
|             | \| \| Crurotarsi (krokodilachtigen en verwanten) \| \| \| \| \| \| Avemetatarsalia (dinosauriërs, pterosauriërs, vogels en verwanten) \| \| \| \| |
|             | Crurotarsi (krokodilachtigen en verwanten) |
|             | |
|             | Avemetatarsalia (dinosauriërs, pterosauriërs, vogels en verwanten)                                                                                |
|             | |

|  | Crurotarsi (krokodilachtigen en verwanten)                         |
|  |                                                                    |
|  | Avemetatarsalia (dinosauriërs, pterosauriërs, vogels en verwanten) |
|  |                                                                    |

|             | Yonghesuchus |
|             | |
| Archosauria | \| \| Crurotarsi (krokodilachtigen en verwanten) \| \| \| \| \| \| Avemetatarsalia (dinosauriërs, pterosauriërs, vogels en verwanten) \| \| \| \| |
|             | \| \| Crurotarsi (krokodilachtigen en verwanten) \| \| \| \| \| \| Avemetatarsalia (dinosauriërs, pterosauriërs, vogels en verwanten) \| \| \| \| |
|             | Crurotarsi (krokodilachtigen en verwanten) |
|             | |
|             | Avemetatarsalia (dinosauriërs, pterosauriërs, vogels en verwanten)                                                                                |
|             | |

|  | Crurotarsi (krokodilachtigen en verwanten)                         |
|  |                                                                    |
|  | Avemetatarsalia (dinosauriërs, pterosauriërs, vogels en verwanten) |
|  |                                                                    |

|  | Rhynchosauria                                                    |
|  |                                                                  |
|  | Choristodera                                                     |
|  |                                                                  |
|  | \| \| ?Teraterpeton \| \| \| \| \| \| Trilophosauria \| \| \| \| |
|  |                                                                  |
|  | ?Teraterpeton                                                    |
|  |                                                                  |
|  | Trilophosauria                                                   |
|  |                                                                  |

|  | ?Teraterpeton  |
|  |                |
|  | Trilophosauria |
|  |                |

|             | Yonghesuchus |
|             | |
| Archosauria | \| \| Crurotarsi (krokodilachtigen en verwanten) \| \| \| \| \| \| Avemetatarsalia (dinosauriërs, pterosauriërs, vogels en verwanten) \| \| \| \| |
|             | \| \| Crurotarsi (krokodilachtigen en verwanten) \| \| \| \| \| \| Avemetatarsalia (dinosauriërs, pterosauriërs, vogels en verwanten) \| \| \| \| |
|             | Crurotarsi (krokodilachtigen en verwanten) |
|             | |
|             | Avemetatarsalia (dinosauriërs, pterosauriërs, vogels en verwanten)                                                                                |
|             | |

|  | Crurotarsi (krokodilachtigen en verwanten)                         |
|  |                                                                    |
|  | Avemetatarsalia (dinosauriërs, pterosauriërs, vogels en verwanten) |
|  |                                                                    |

|             | Yonghesuchus |
|             | |
| Archosauria | \| \| Crurotarsi (krokodilachtigen en verwanten) \| \| \| \| \| \| Avemetatarsalia (dinosauriërs, pterosauriërs, vogels en verwanten) \| \| \| \| |
|             | \| \| Crurotarsi (krokodilachtigen en verwanten) \| \| \| \| \| \| Avemetatarsalia (dinosauriërs, pterosauriërs, vogels en verwanten) \| \| \| \| |
|             | Crurotarsi (krokodilachtigen en verwanten) |
|             | |
|             | Avemetatarsalia (dinosauriërs, pterosauriërs, vogels en verwanten)                                                                                |
|             | |

|  | Crurotarsi (krokodilachtigen en verwanten)                         |
|  |                                                                    |
|  | Avemetatarsalia (dinosauriërs, pterosauriërs, vogels en verwanten) |
|  |                                                                    |

|             | Yonghesuchus |
|             | |
| Archosauria | \| \| Crurotarsi (krokodilachtigen en verwanten) \| \| \| \| \| \| Avemetatarsalia (dinosauriërs, pterosauriërs, vogels en verwanten) \| \| \| \| |
|             | \| \| Crurotarsi (krokodilachtigen en verwanten) \| \| \| \| \| \| Avemetatarsalia (dinosauriërs, pterosauriërs, vogels en verwanten) \| \| \| \| |
|             | Crurotarsi (krokodilachtigen en verwanten) |
|             | |
|             | Avemetatarsalia (dinosauriërs, pterosauriërs, vogels en verwanten)                                                                                |
|             | |

|  | Crurotarsi (krokodilachtigen en verwanten)                         |
|  |                                                                    |
|  | Avemetatarsalia (dinosauriërs, pterosauriërs, vogels en verwanten) |
|  |                                                                    |

|             | Yonghesuchus |
|             | |
| Archosauria | \| \| Crurotarsi (krokodilachtigen en verwanten) \| \| \| \| \| \| Avemetatarsalia (dinosauriërs, pterosauriërs, vogels en verwanten) \| \| \| \| |
|             | \| \| Crurotarsi (krokodilachtigen en verwanten) \| \| \| \| \| \| Avemetatarsalia (dinosauriërs, pterosauriërs, vogels en verwanten) \| \| \| \| |
|             | Crurotarsi (krokodilachtigen en verwanten) |
|             | |
|             | Avemetatarsalia (dinosauriërs, pterosauriërs, vogels en verwanten)                                                                                |
|             | |

|  | Crurotarsi (krokodilachtigen en verwanten)                         |
|  |                                                                    |
|  | Avemetatarsalia (dinosauriërs, pterosauriërs, vogels en verwanten) |
|  |                                                                    |

|             | Yonghesuchus |
|             | |
| Archosauria | \| \| Crurotarsi (krokodilachtigen en verwanten) \| \| \| \| \| \| Avemetatarsalia (dinosauriërs, pterosauriërs, vogels en verwanten) \| \| \| \| |
|             | \| \| Crurotarsi (krokodilachtigen en verwanten) \| \| \| \| \| \| Avemetatarsalia (dinosauriërs, pterosauriërs, vogels en verwanten) \| \| \| \| |
|             | Crurotarsi (krokodilachtigen en verwanten) |
|             | |
|             | Avemetatarsalia (dinosauriërs, pterosauriërs, vogels en verwanten)                                                                                |
|             | |

|  | Crurotarsi (krokodilachtigen en verwanten)                         |
|  |                                                                    |
|  | Avemetatarsalia (dinosauriërs, pterosauriërs, vogels en verwanten) |
|  |                                                                    |

|             | Yonghesuchus |
|             | |
| Archosauria | \| \| Crurotarsi (krokodilachtigen en verwanten) \| \| \| \| \| \| Avemetatarsalia (dinosauriërs, pterosauriërs, vogels en verwanten) \| \| \| \| |
|             | \| \| Crurotarsi (krokodilachtigen en verwanten) \| \| \| \| \| \| Avemetatarsalia (dinosauriërs, pterosauriërs, vogels en verwanten) \| \| \| \| |
|             | Crurotarsi (krokodilachtigen en verwanten) |
|             | |
|             | Avemetatarsalia (dinosauriërs, pterosauriërs, vogels en verwanten)                                                                                |
|             | |

|  | Crurotarsi (krokodilachtigen en verwanten)                         |
|  |                                                                    |
|  | Avemetatarsalia (dinosauriërs, pterosauriërs, vogels en verwanten) |
|  |                                                                    |

|             | Yonghesuchus |
|             | |
| Archosauria | \| \| Crurotarsi (krokodilachtigen en verwanten) \| \| \| \| \| \| Avemetatarsalia (dinosauriërs, pterosauriërs, vogels en verwanten) \| \| \| \| |
|             | \| \| Crurotarsi (krokodilachtigen en verwanten) \| \| \| \| \| \| Avemetatarsalia (dinosauriërs, pterosauriërs, vogels en verwanten) \| \| \| \| |
|             | Crurotarsi (krokodilachtigen en verwanten) |
|             | |
|             | Avemetatarsalia (dinosauriërs, pterosauriërs, vogels en verwanten)                                                                                |
|             | |

|  | Crurotarsi (krokodilachtigen en verwanten)                         |
|  |                                                                    |
|  | Avemetatarsalia (dinosauriërs, pterosauriërs, vogels en verwanten) |
|  |                                                                    |

|             | Yonghesuchus |
|             | |
| Archosauria | \| \| Crurotarsi (krokodilachtigen en verwanten) \| \| \| \| \| \| Avemetatarsalia (dinosauriërs, pterosauriërs, vogels en verwanten) \| \| \| \| |
|             | \| \| Crurotarsi (krokodilachtigen en verwanten) \| \| \| \| \| \| Avemetatarsalia (dinosauriërs, pterosauriërs, vogels en verwanten) \| \| \| \| |
|             | Crurotarsi (krokodilachtigen en verwanten) |
|             | |
|             | Avemetatarsalia (dinosauriërs, pterosauriërs, vogels en verwanten)                                                                                |
|             | |

|  | Crurotarsi (krokodilachtigen en verwanten)                         |
|  |                                                                    |
|  | Avemetatarsalia (dinosauriërs, pterosauriërs, vogels en verwanten) |
|  |                                                                    |

|             | Yonghesuchus |
|             | |
| Archosauria | \| \| Crurotarsi (krokodilachtigen en verwanten) \| \| \| \| \| \| Avemetatarsalia (dinosauriërs, pterosauriërs, vogels en verwanten) \| \| \| \| |
|             | \| \| Crurotarsi (krokodilachtigen en verwanten) \| \| \| \| \| \| Avemetatarsalia (dinosauriërs, pterosauriërs, vogels en verwanten) \| \| \| \| |
|             | Crurotarsi (krokodilachtigen en verwanten) |
|             | |
|             | Avemetatarsalia (dinosauriërs, pterosauriërs, vogels en verwanten)                                                                                |
|             | |

|  | Crurotarsi (krokodilachtigen en verwanten)                         |
|  |                                                                    |
|  | Avemetatarsalia (dinosauriërs, pterosauriërs, vogels en verwanten) |
|  |                                                                    |

|             | Yonghesuchus |
|             | |
| Archosauria | \| \| Crurotarsi (krokodilachtigen en verwanten) \| \| \| \| \| \| Avemetatarsalia (dinosauriërs, pterosauriërs, vogels en verwanten) \| \| \| \| |
|             | \| \| Crurotarsi (krokodilachtigen en verwanten) \| \| \| \| \| \| Avemetatarsalia (dinosauriërs, pterosauriërs, vogels en verwanten) \| \| \| \| |
|             | Crurotarsi (krokodilachtigen en verwanten) |
|             | |
|             | Avemetatarsalia (dinosauriërs, pterosauriërs, vogels en verwanten)                                                                                |
|             | |

|  | Crurotarsi (krokodilachtigen en verwanten)                         |
|  |                                                                    |
|  | Avemetatarsalia (dinosauriërs, pterosauriërs, vogels en verwanten) |
|  |                                                                    |

|             | Yonghesuchus |
|             | |
| Archosauria | \| \| Crurotarsi (krokodilachtigen en verwanten) \| \| \| \| \| \| Avemetatarsalia (dinosauriërs, pterosauriërs, vogels en verwanten) \| \| \| \| |
|             | \| \| Crurotarsi (krokodilachtigen en verwanten) \| \| \| \| \| \| Avemetatarsalia (dinosauriërs, pterosauriërs, vogels en verwanten) \| \| \| \| |
|             | Crurotarsi (krokodilachtigen en verwanten) |
|             | |
|             | Avemetatarsalia (dinosauriërs, pterosauriërs, vogels en verwanten)                                                                                |
|             | |

|  | Crurotarsi (krokodilachtigen en verwanten)                         |
|  |                                                                    |
|  | Avemetatarsalia (dinosauriërs, pterosauriërs, vogels en verwanten) |
|  |                                                                    |

|             | Yonghesuchus |
|             | |
| Archosauria | \| \| Crurotarsi (krokodilachtigen en verwanten) \| \| \| \| \| \| Avemetatarsalia (dinosauriërs, pterosauriërs, vogels en verwanten) \| \| \| \| |
|             | \| \| Crurotarsi (krokodilachtigen en verwanten) \| \| \| \| \| \| Avemetatarsalia (dinosauriërs, pterosauriërs, vogels en verwanten) \| \| \| \| |
|             | Crurotarsi (krokodilachtigen en verwanten) |
|             | |
|             | Avemetatarsalia (dinosauriërs, pterosauriërs, vogels en verwanten)                                                                                |
|             | |

|  | Crurotarsi (krokodilachtigen en verwanten)                         |
|  |                                                                    |
|  | Avemetatarsalia (dinosauriërs, pterosauriërs, vogels en verwanten) |
|  |                                                                    |

|             | Yonghesuchus |
|             | |
| Archosauria | \| \| Crurotarsi (krokodilachtigen en verwanten) \| \| \| \| \| \| Avemetatarsalia (dinosauriërs, pterosauriërs, vogels en verwanten) \| \| \| \| |
|             | \| \| Crurotarsi (krokodilachtigen en verwanten) \| \| \| \| \| \| Avemetatarsalia (dinosauriërs, pterosauriërs, vogels en verwanten) \| \| \| \| |
|             | Crurotarsi (krokodilachtigen en verwanten) |
|             | |
|             | Avemetatarsalia (dinosauriërs, pterosauriërs, vogels en verwanten)                                                                                |
|             | |

|  | Crurotarsi (krokodilachtigen en verwanten)                         |
|  |                                                                    |
|  | Avemetatarsalia (dinosauriërs, pterosauriërs, vogels en verwanten) |
|  |                                                                    |

|             | Yonghesuchus |
|             | |
| Archosauria | \| \| Crurotarsi (krokodilachtigen en verwanten) \| \| \| \| \| \| Avemetatarsalia (dinosauriërs, pterosauriërs, vogels en verwanten) \| \| \| \| |
|             | \| \| Crurotarsi (krokodilachtigen en verwanten) \| \| \| \| \| \| Avemetatarsalia (dinosauriërs, pterosauriërs, vogels en verwanten) \| \| \| \| |
|             | Crurotarsi (krokodilachtigen en verwanten) |
|             | |
|             | Avemetatarsalia (dinosauriërs, pterosauriërs, vogels en verwanten)                                                                                |
|             | |

|  | Crurotarsi (krokodilachtigen en verwanten)                         |
|  |                                                                    |
|  | Avemetatarsalia (dinosauriërs, pterosauriërs, vogels en verwanten) |
|  |                                                                    |

|             | Yonghesuchus |
|             | |
| Archosauria | \| \| Crurotarsi (krokodilachtigen en verwanten) \| \| \| \| \| \| Avemetatarsalia (dinosauriërs, pterosauriërs, vogels en verwanten) \| \| \| \| |
|             | \| \| Crurotarsi (krokodilachtigen en verwanten) \| \| \| \| \| \| Avemetatarsalia (dinosauriërs, pterosauriërs, vogels en verwanten) \| \| \| \| |
|             | Crurotarsi (krokodilachtigen en verwanten) |
|             | |
|             | Avemetatarsalia (dinosauriërs, pterosauriërs, vogels en verwanten)                                                                                |
|             | |

|  | Crurotarsi (krokodilachtigen en verwanten)                         |
|  |                                                                    |
|  | Avemetatarsalia (dinosauriërs, pterosauriërs, vogels en verwanten) |
|  |                                                                    |

|             | Yonghesuchus |
|             | |
| Archosauria | \| \| Crurotarsi (krokodilachtigen en verwanten) \| \| \| \| \| \| Avemetatarsalia (dinosauriërs, pterosauriërs, vogels en verwanten) \| \| \| \| |
|             | \| \| Crurotarsi (krokodilachtigen en verwanten) \| \| \| \| \| \| Avemetatarsalia (dinosauriërs, pterosauriërs, vogels en verwanten) \| \| \| \| |
|             | Crurotarsi (krokodilachtigen en verwanten) |
|             | |
|             | Avemetatarsalia (dinosauriërs, pterosauriërs, vogels en verwanten)                                                                                |
|             | |

|  | Crurotarsi (krokodilachtigen en verwanten)                         |
|  |                                                                    |
|  | Avemetatarsalia (dinosauriërs, pterosauriërs, vogels en verwanten) |
|  |                                                                    |

|             | Yonghesuchus |
|             | |
| Archosauria | \| \| Crurotarsi (krokodilachtigen en verwanten) \| \| \| \| \| \| Avemetatarsalia (dinosauriërs, pterosauriërs, vogels en verwanten) \| \| \| \| |
|             | \| \| Crurotarsi (krokodilachtigen en verwanten) \| \| \| \| \| \| Avemetatarsalia (dinosauriërs, pterosauriërs, vogels en verwanten) \| \| \| \| |
|             | Crurotarsi (krokodilachtigen en verwanten) |
|             | |
|             | Avemetatarsalia (dinosauriërs, pterosauriërs, vogels en verwanten)                                                                                |
|             | |

|  | Crurotarsi (krokodilachtigen en verwanten)                         |
|  |                                                                    |
|  | Avemetatarsalia (dinosauriërs, pterosauriërs, vogels en verwanten) |
|  |                                                                    |

|             | Yonghesuchus |
|             | |
| Archosauria | \| \| Crurotarsi (krokodilachtigen en verwanten) \| \| \| \| \| \| Avemetatarsalia (dinosauriërs, pterosauriërs, vogels en verwanten) \| \| \| \| |
|             | \| \| Crurotarsi (krokodilachtigen en verwanten) \| \| \| \| \| \| Avemetatarsalia (dinosauriërs, pterosauriërs, vogels en verwanten) \| \| \| \| |
|             | Crurotarsi (krokodilachtigen en verwanten) |
|             | |
|             | Avemetatarsalia (dinosauriërs, pterosauriërs, vogels en verwanten)                                                                                |
|             | |

|  | Crurotarsi (krokodilachtigen en verwanten)                         |
|  |                                                                    |
|  | Avemetatarsalia (dinosauriërs, pterosauriërs, vogels en verwanten) |
|  |                                                                    |

|             | Yonghesuchus |
|             | |
| Archosauria | \| \| Crurotarsi (krokodilachtigen en verwanten) \| \| \| \| \| \| Avemetatarsalia (dinosauriërs, pterosauriërs, vogels en verwanten) \| \| \| \| |
|             | \| \| Crurotarsi (krokodilachtigen en verwanten) \| \| \| \| \| \| Avemetatarsalia (dinosauriërs, pterosauriërs, vogels en verwanten) \| \| \| \| |
|             | Crurotarsi (krokodilachtigen en verwanten) |
|             | |
|             | Avemetatarsalia (dinosauriërs, pterosauriërs, vogels en verwanten)                                                                                |
|             | |

|  | Crurotarsi (krokodilachtigen en verwanten)                         |
|  |                                                                    |
|  | Avemetatarsalia (dinosauriërs, pterosauriërs, vogels en verwanten) |
|  |                                                                    |

|             | Yonghesuchus |
|             | |
| Archosauria | \| \| Crurotarsi (krokodilachtigen en verwanten) \| \| \| \| \| \| Avemetatarsalia (dinosauriërs, pterosauriërs, vogels en verwanten) \| \| \| \| |
|             | \| \| Crurotarsi (krokodilachtigen en verwanten) \| \| \| \| \| \| Avemetatarsalia (dinosauriërs, pterosauriërs, vogels en verwanten) \| \| \| \| |
|             | Crurotarsi (krokodilachtigen en verwanten) |
|             | |
|             | Avemetatarsalia (dinosauriërs, pterosauriërs, vogels en verwanten)                                                                                |
|             | |

|  | Crurotarsi (krokodilachtigen en verwanten)                         |
|  |                                                                    |
|  | Avemetatarsalia (dinosauriërs, pterosauriërs, vogels en verwanten) |
|  |                                                                    |

|             | Yonghesuchus |
|             | |
| Archosauria | \| \| Crurotarsi (krokodilachtigen en verwanten) \| \| \| \| \| \| Avemetatarsalia (dinosauriërs, pterosauriërs, vogels en verwanten) \| \| \| \| |
|             | \| \| Crurotarsi (krokodilachtigen en verwanten) \| \| \| \| \| \| Avemetatarsalia (dinosauriërs, pterosauriërs, vogels en verwanten) \| \| \| \| |
|             | Crurotarsi (krokodilachtigen en verwanten) |
|             | |
|             | Avemetatarsalia (dinosauriërs, pterosauriërs, vogels en verwanten)                                                                                |
|             | |

|  | Crurotarsi (krokodilachtigen en verwanten)                         |
|  |                                                                    |
|  | Avemetatarsalia (dinosauriërs, pterosauriërs, vogels en verwanten) |
|  |                                                                    |

|             | Yonghesuchus |
|             | |
| Archosauria | \| \| Crurotarsi (krokodilachtigen en verwanten) \| \| \| \| \| \| Avemetatarsalia (dinosauriërs, pterosauriërs, vogels en verwanten) \| \| \| \| |
|             | \| \| Crurotarsi (krokodilachtigen en verwanten) \| \| \| \| \| \| Avemetatarsalia (dinosauriërs, pterosauriërs, vogels en verwanten) \| \| \| \| |
|             | Crurotarsi (krokodilachtigen en verwanten) |
|             | |
|             | Avemetatarsalia (dinosauriërs, pterosauriërs, vogels en verwanten)                                                                                |
|             | |

|  | Crurotarsi (krokodilachtigen en verwanten)                         |
|  |                                                                    |
|  | Avemetatarsalia (dinosauriërs, pterosauriërs, vogels en verwanten) |
|  |                                                                    |

|             | Yonghesuchus |
|             | |
| Archosauria | \| \| Crurotarsi (krokodilachtigen en verwanten) \| \| \| \| \| \| Avemetatarsalia (dinosauriërs, pterosauriërs, vogels en verwanten) \| \| \| \| |
|             | \| \| Crurotarsi (krokodilachtigen en verwanten) \| \| \| \| \| \| Avemetatarsalia (dinosauriërs, pterosauriërs, vogels en verwanten) \| \| \| \| |
|             | Crurotarsi (krokodilachtigen en verwanten) |
|             | |
|             | Avemetatarsalia (dinosauriërs, pterosauriërs, vogels en verwanten)                                                                                |
|             | |

|  | Crurotarsi (krokodilachtigen en verwanten)                         |
|  |                                                                    |
|  | Avemetatarsalia (dinosauriërs, pterosauriërs, vogels en verwanten) |
|  |                                                                    |

|             | Yonghesuchus |
|             | |
| Archosauria | \| \| Crurotarsi (krokodilachtigen en verwanten) \| \| \| \| \| \| Avemetatarsalia (dinosauriërs, pterosauriërs, vogels en verwanten) \| \| \| \| |
|             | \| \| Crurotarsi (krokodilachtigen en verwanten) \| \| \| \| \| \| Avemetatarsalia (dinosauriërs, pterosauriërs, vogels en verwanten) \| \| \| \| |
|             | Crurotarsi (krokodilachtigen en verwanten) |
|             | |
|             | Avemetatarsalia (dinosauriërs, pterosauriërs, vogels en verwanten)                                                                                |
|             | |

|  | Crurotarsi (krokodilachtigen en verwanten)                         |
|  |                                                                    |
|  | Avemetatarsalia (dinosauriërs, pterosauriërs, vogels en verwanten) |
|  |                                                                    |

|             | Yonghesuchus |
|             | |
| Archosauria | \| \| Crurotarsi (krokodilachtigen en verwanten) \| \| \| \| \| \| Avemetatarsalia (dinosauriërs, pterosauriërs, vogels en verwanten) \| \| \| \| |
|             | \| \| Crurotarsi (krokodilachtigen en verwanten) \| \| \| \| \| \| Avemetatarsalia (dinosauriërs, pterosauriërs, vogels en verwanten) \| \| \| \| |
|             | Crurotarsi (krokodilachtigen en verwanten) |
|             | |
|             | Avemetatarsalia (dinosauriërs, pterosauriërs, vogels en verwanten)                                                                                |
|             | |

|  | Crurotarsi (krokodilachtigen en verwanten)                         |
|  |                                                                    |
|  | Avemetatarsalia (dinosauriërs, pterosauriërs, vogels en verwanten) |
|  |                                                                    |

|             | Yonghesuchus |
|             | |
| Archosauria | \| \| Crurotarsi (krokodilachtigen en verwanten) \| \| \| \| \| \| Avemetatarsalia (dinosauriërs, pterosauriërs, vogels en verwanten) \| \| \| \| |
|             | \| \| Crurotarsi (krokodilachtigen en verwanten) \| \| \| \| \| \| Avemetatarsalia (dinosauriërs, pterosauriërs, vogels en verwanten) \| \| \| \| |
|             | Crurotarsi (krokodilachtigen en verwanten) |
|             | |
|             | Avemetatarsalia (dinosauriërs, pterosauriërs, vogels en verwanten)                                                                                |
|             | |

|  | Crurotarsi (krokodilachtigen en verwanten)                         |
|  |                                                                    |
|  | Avemetatarsalia (dinosauriërs, pterosauriërs, vogels en verwanten) |
|  |                                                                    |

|             | Yonghesuchus |
|             | |
| Archosauria | \| \| Crurotarsi (krokodilachtigen en verwanten) \| \| \| \| \| \| Avemetatarsalia (dinosauriërs, pterosauriërs, vogels en verwanten) \| \| \| \| |
|             | \| \| Crurotarsi (krokodilachtigen en verwanten) \| \| \| \| \| \| Avemetatarsalia (dinosauriërs, pterosauriërs, vogels en verwanten) \| \| \| \| |
|             | Crurotarsi (krokodilachtigen en verwanten) |
|             | |
|             | Avemetatarsalia (dinosauriërs, pterosauriërs, vogels en verwanten)                                                                                |
|             | |

|  | Crurotarsi (krokodilachtigen en verwanten)                         |
|  |                                                                    |
|  | Avemetatarsalia (dinosauriërs, pterosauriërs, vogels en verwanten) |
|  |                                                                    |

|             | Yonghesuchus |
|             | |
| Archosauria | \| \| Crurotarsi (krokodilachtigen en verwanten) \| \| \| \| \| \| Avemetatarsalia (dinosauriërs, pterosauriërs, vogels en verwanten) \| \| \| \| |
|             | \| \| Crurotarsi (krokodilachtigen en verwanten) \| \| \| \| \| \| Avemetatarsalia (dinosauriërs, pterosauriërs, vogels en verwanten) \| \| \| \| |
|             | Crurotarsi (krokodilachtigen en verwanten) |
|             | |
|             | Avemetatarsalia (dinosauriërs, pterosauriërs, vogels en verwanten)                                                                                |
|             | |

|  | Crurotarsi (krokodilachtigen en verwanten)                         |
|  |                                                                    |
|  | Avemetatarsalia (dinosauriërs, pterosauriërs, vogels en verwanten) |
|  |                                                                    |

|             | Yonghesuchus |
|             | |
| Archosauria | \| \| Crurotarsi (krokodilachtigen en verwanten) \| \| \| \| \| \| Avemetatarsalia (dinosauriërs, pterosauriërs, vogels en verwanten) \| \| \| \| |
|             | \| \| Crurotarsi (krokodilachtigen en verwanten) \| \| \| \| \| \| Avemetatarsalia (dinosauriërs, pterosauriërs, vogels en verwanten) \| \| \| \| |
|             | Crurotarsi (krokodilachtigen en verwanten) |
|             | |
|             | Avemetatarsalia (dinosauriërs, pterosauriërs, vogels en verwanten)                                                                                |
|             | |

|  | Crurotarsi (krokodilachtigen en verwanten)                         |
|  |                                                                    |
|  | Avemetatarsalia (dinosauriërs, pterosauriërs, vogels en verwanten) |
|  |                                                                    |

|             | Yonghesuchus |
|             | |
| Archosauria | \| \| Crurotarsi (krokodilachtigen en verwanten) \| \| \| \| \| \| Avemetatarsalia (dinosauriërs, pterosauriërs, vogels en verwanten) \| \| \| \| |
|             | \| \| Crurotarsi (krokodilachtigen en verwanten) \| \| \| \| \| \| Avemetatarsalia (dinosauriërs, pterosauriërs, vogels en verwanten) \| \| \| \| |
|             | Crurotarsi (krokodilachtigen en verwanten) |
|             | |
|             | Avemetatarsalia (dinosauriërs, pterosauriërs, vogels en verwanten)                                                                                |
|             | |

|  | Crurotarsi (krokodilachtigen en verwanten)                         |
|  |                                                                    |
|  | Avemetatarsalia (dinosauriërs, pterosauriërs, vogels en verwanten) |
|  |                                                                    |

|             | Yonghesuchus |
|             | |
| Archosauria | \| \| Crurotarsi (krokodilachtigen en verwanten) \| \| \| \| \| \| Avemetatarsalia (dinosauriërs, pterosauriërs, vogels en verwanten) \| \| \| \| |
|             | \| \| Crurotarsi (krokodilachtigen en verwanten) \| \| \| \| \| \| Avemetatarsalia (dinosauriërs, pterosauriërs, vogels en verwanten) \| \| \| \| |
|             | Crurotarsi (krokodilachtigen en verwanten) |
|             | |
|             | Avemetatarsalia (dinosauriërs, pterosauriërs, vogels en verwanten)                                                                                |
|             | |

|  | Crurotarsi (krokodilachtigen en verwanten)                         |
|  |                                                                    |
|  | Avemetatarsalia (dinosauriërs, pterosauriërs, vogels en verwanten) |
|  |                                                                    |

|             | Yonghesuchus |
|             | |
| Archosauria | \| \| Crurotarsi (krokodilachtigen en verwanten) \| \| \| \| \| \| Avemetatarsalia (dinosauriërs, pterosauriërs, vogels en verwanten) \| \| \| \| |
|             | \| \| Crurotarsi (krokodilachtigen en verwanten) \| \| \| \| \| \| Avemetatarsalia (dinosauriërs, pterosauriërs, vogels en verwanten) \| \| \| \| |
|             | Crurotarsi (krokodilachtigen en verwanten) |
|             | |
|             | Avemetatarsalia (dinosauriërs, pterosauriërs, vogels en verwanten)                                                                                |
|             | |

|  | Crurotarsi (krokodilachtigen en verwanten)                         |
|  |                                                                    |
|  | Avemetatarsalia (dinosauriërs, pterosauriërs, vogels en verwanten) |
|  |                                                                    |

|             | Yonghesuchus |
|             | |
| Archosauria | \| \| Crurotarsi (krokodilachtigen en verwanten) \| \| \| \| \| \| Avemetatarsalia (dinosauriërs, pterosauriërs, vogels en verwanten) \| \| \| \| |
|             | \| \| Crurotarsi (krokodilachtigen en verwanten) \| \| \| \| \| \| Avemetatarsalia (dinosauriërs, pterosauriërs, vogels en verwanten) \| \| \| \| |
|             | Crurotarsi (krokodilachtigen en verwanten) |
|             | |
|             | Avemetatarsalia (dinosauriërs, pterosauriërs, vogels en verwanten)                                                                                |
|             | |

|  | Crurotarsi (krokodilachtigen en verwanten)                         |
|  |                                                                    |
|  | Avemetatarsalia (dinosauriërs, pterosauriërs, vogels en verwanten) |
|  |                                                                    |

|             | Yonghesuchus |
|             | |
| Archosauria | \| \| Crurotarsi (krokodilachtigen en verwanten) \| \| \| \| \| \| Avemetatarsalia (dinosauriërs, pterosauriërs, vogels en verwanten) \| \| \| \| |
|             | \| \| Crurotarsi (krokodilachtigen en verwanten) \| \| \| \| \| \| Avemetatarsalia (dinosauriërs, pterosauriërs, vogels en verwanten) \| \| \| \| |
|             | Crurotarsi (krokodilachtigen en verwanten) |
|             | |
|             | Avemetatarsalia (dinosauriërs, pterosauriërs, vogels en verwanten)                                                                                |
|             | |

|  | Crurotarsi (krokodilachtigen en verwanten)                         |
|  |                                                                    |
|  | Avemetatarsalia (dinosauriërs, pterosauriërs, vogels en verwanten) |
|  |                                                                    |

|             | Yonghesuchus |
|             | |
| Archosauria | \| \| Crurotarsi (krokodilachtigen en verwanten) \| \| \| \| \| \| Avemetatarsalia (dinosauriërs, pterosauriërs, vogels en verwanten) \| \| \| \| |
|             | \| \| Crurotarsi (krokodilachtigen en verwanten) \| \| \| \| \| \| Avemetatarsalia (dinosauriërs, pterosauriërs, vogels en verwanten) \| \| \| \| |
|             | Crurotarsi (krokodilachtigen en verwanten) |
|             | |
|             | Avemetatarsalia (dinosauriërs, pterosauriërs, vogels en verwanten)                                                                                |
|             | |

|  | Crurotarsi (krokodilachtigen en verwanten)                         |
|  |                                                                    |
|  | Avemetatarsalia (dinosauriërs, pterosauriërs, vogels en verwanten) |
|  |                                                                    |

|             | Yonghesuchus |
|             | |
| Archosauria | \| \| Crurotarsi (krokodilachtigen en verwanten) \| \| \| \| \| \| Avemetatarsalia (dinosauriërs, pterosauriërs, vogels en verwanten) \| \| \| \| |
|             | \| \| Crurotarsi (krokodilachtigen en verwanten) \| \| \| \| \| \| Avemetatarsalia (dinosauriërs, pterosauriërs, vogels en verwanten) \| \| \| \| |
|             | Crurotarsi (krokodilachtigen en verwanten) |
|             | |
|             | Avemetatarsalia (dinosauriërs, pterosauriërs, vogels en verwanten)                                                                                |
|             | |

|  | Crurotarsi (krokodilachtigen en verwanten)                         |
|  |                                                                    |
|  | Avemetatarsalia (dinosauriërs, pterosauriërs, vogels en verwanten) |
|  |                                                                    |

|             | Yonghesuchus |
|             | |
| Archosauria | \| \| Crurotarsi (krokodilachtigen en verwanten) \| \| \| \| \| \| Avemetatarsalia (dinosauriërs, pterosauriërs, vogels en verwanten) \| \| \| \| |
|             | \| \| Crurotarsi (krokodilachtigen en verwanten) \| \| \| \| \| \| Avemetatarsalia (dinosauriërs, pterosauriërs, vogels en verwanten) \| \| \| \| |
|             | Crurotarsi (krokodilachtigen en verwanten) |
|             | |
|             | Avemetatarsalia (dinosauriërs, pterosauriërs, vogels en verwanten)                                                                                |
|             | |

|  | Crurotarsi (krokodilachtigen en verwanten)                         |
|  |                                                                    |
|  | Avemetatarsalia (dinosauriërs, pterosauriërs, vogels en verwanten) |
|  |                                                                    |

|             | Yonghesuchus |
|             | |
| Archosauria | \| \| Crurotarsi (krokodilachtigen en verwanten) \| \| \| \| \| \| Avemetatarsalia (dinosauriërs, pterosauriërs, vogels en verwanten) \| \| \| \| |
|             | \| \| Crurotarsi (krokodilachtigen en verwanten) \| \| \| \| \| \| Avemetatarsalia (dinosauriërs, pterosauriërs, vogels en verwanten) \| \| \| \| |
|             | Crurotarsi (krokodilachtigen en verwanten) |
|             | |
|             | Avemetatarsalia (dinosauriërs, pterosauriërs, vogels en verwanten)                                                                                |
|             | |

|  | Crurotarsi (krokodilachtigen en verwanten)                         |
|  |                                                                    |
|  | Avemetatarsalia (dinosauriërs, pterosauriërs, vogels en verwanten) |
|  |                                                                    |

|             | Yonghesuchus |
|             | |
| Archosauria | \| \| Crurotarsi (krokodilachtigen en verwanten) \| \| \| \| \| \| Avemetatarsalia (dinosauriërs, pterosauriërs, vogels en verwanten) \| \| \| \| |
|             | \| \| Crurotarsi (krokodilachtigen en verwanten) \| \| \| \| \| \| Avemetatarsalia (dinosauriërs, pterosauriërs, vogels en verwanten) \| \| \| \| |
|             | Crurotarsi (krokodilachtigen en verwanten) |
|             | |
|             | Avemetatarsalia (dinosauriërs, pterosauriërs, vogels en verwanten)                                                                                |
|             | |

|  | Crurotarsi (krokodilachtigen en verwanten)                         |
|  |                                                                    |
|  | Avemetatarsalia (dinosauriërs, pterosauriërs, vogels en verwanten) |
|  |                                                                    |

|             | Yonghesuchus |
|             | |
| Archosauria | \| \| Crurotarsi (krokodilachtigen en verwanten) \| \| \| \| \| \| Avemetatarsalia (dinosauriërs, pterosauriërs, vogels en verwanten) \| \| \| \| |
|             | \| \| Crurotarsi (krokodilachtigen en verwanten) \| \| \| \| \| \| Avemetatarsalia (dinosauriërs, pterosauriërs, vogels en verwanten) \| \| \| \| |
|             | Crurotarsi (krokodilachtigen en verwanten) |
|             | |
|             | Avemetatarsalia (dinosauriërs, pterosauriërs, vogels en verwanten)                                                                                |
|             | |

|  | Crurotarsi (krokodilachtigen en verwanten)                         |
|  |                                                                    |
|  | Avemetatarsalia (dinosauriërs, pterosauriërs, vogels en verwanten) |
|  |                                                                    |

|             | Yonghesuchus |
|             | |
| Archosauria | \| \| Crurotarsi (krokodilachtigen en verwanten) \| \| \| \| \| \| Avemetatarsalia (dinosauriërs, pterosauriërs, vogels en verwanten) \| \| \| \| |
|             | \| \| Crurotarsi (krokodilachtigen en verwanten) \| \| \| \| \| \| Avemetatarsalia (dinosauriërs, pterosauriërs, vogels en verwanten) \| \| \| \| |
|             | Crurotarsi (krokodilachtigen en verwanten) |
|             | |
|             | Avemetatarsalia (dinosauriërs, pterosauriërs, vogels en verwanten)                                                                                |
|             | |

|  | Crurotarsi (krokodilachtigen en verwanten)                         |
|  |                                                                    |
|  | Avemetatarsalia (dinosauriërs, pterosauriërs, vogels en verwanten) |
|  |                                                                    |

|             | Yonghesuchus |
|             | |
| Archosauria | \| \| Crurotarsi (krokodilachtigen en verwanten) \| \| \| \| \| \| Avemetatarsalia (dinosauriërs, pterosauriërs, vogels en verwanten) \| \| \| \| |
|             | \| \| Crurotarsi (krokodilachtigen en verwanten) \| \| \| \| \| \| Avemetatarsalia (dinosauriërs, pterosauriërs, vogels en verwanten) \| \| \| \| |
|             | Crurotarsi (krokodilachtigen en verwanten) |
|             | |
|             | Avemetatarsalia (dinosauriërs, pterosauriërs, vogels en verwanten)                                                                                |
|             | |

|  | Crurotarsi (krokodilachtigen en verwanten)                         |
|  |                                                                    |
|  | Avemetatarsalia (dinosauriërs, pterosauriërs, vogels en verwanten) |
|  |                                                                    |

|             | Yonghesuchus |
|             | |
| Archosauria | \| \| Crurotarsi (krokodilachtigen en verwanten) \| \| \| \| \| \| Avemetatarsalia (dinosauriërs, pterosauriërs, vogels en verwanten) \| \| \| \| |
|             | \| \| Crurotarsi (krokodilachtigen en verwanten) \| \| \| \| \| \| Avemetatarsalia (dinosauriërs, pterosauriërs, vogels en verwanten) \| \| \| \| |
|             | Crurotarsi (krokodilachtigen en verwanten) |
|             | |
|             | Avemetatarsalia (dinosauriërs, pterosauriërs, vogels en verwanten)                                                                                |
|             | |

|  | Crurotarsi (krokodilachtigen en verwanten)                         |
|  |                                                                    |
|  | Avemetatarsalia (dinosauriërs, pterosauriërs, vogels en verwanten) |
|  |                                                                    |

|             | Yonghesuchus |
|             | |
| Archosauria | \| \| Crurotarsi (krokodilachtigen en verwanten) \| \| \| \| \| \| Avemetatarsalia (dinosauriërs, pterosauriërs, vogels en verwanten) \| \| \| \| |
|             | \| \| Crurotarsi (krokodilachtigen en verwanten) \| \| \| \| \| \| Avemetatarsalia (dinosauriërs, pterosauriërs, vogels en verwanten) \| \| \| \| |
|             | Crurotarsi (krokodilachtigen en verwanten) |
|             | |
|             | Avemetatarsalia (dinosauriërs, pterosauriërs, vogels en verwanten)                                                                                |
|             | |

|  | Crurotarsi (krokodilachtigen en verwanten)                         |
|  |                                                                    |
|  | Avemetatarsalia (dinosauriërs, pterosauriërs, vogels en verwanten) |
|  |                                                                    |

|             | Yonghesuchus |
|             | |
| Archosauria | \| \| Crurotarsi (krokodilachtigen en verwanten) \| \| \| \| \| \| Avemetatarsalia (dinosauriërs, pterosauriërs, vogels en verwanten) \| \| \| \| |
|             | \| \| Crurotarsi (krokodilachtigen en verwanten) \| \| \| \| \| \| Avemetatarsalia (dinosauriërs, pterosauriërs, vogels en verwanten) \| \| \| \| |
|             | Crurotarsi (krokodilachtigen en verwanten) |
|             | |
|             | Avemetatarsalia (dinosauriërs, pterosauriërs, vogels en verwanten)                                                                                |
|             | |

|  | Crurotarsi (krokodilachtigen en verwanten)                         |
|  |                                                                    |
|  | Avemetatarsalia (dinosauriërs, pterosauriërs, vogels en verwanten) |
|  |                                                                    |

|             | Yonghesuchus |
|             | |
| Archosauria | \| \| Crurotarsi (krokodilachtigen en verwanten) \| \| \| \| \| \| Avemetatarsalia (dinosauriërs, pterosauriërs, vogels en verwanten) \| \| \| \| |
|             | \| \| Crurotarsi (krokodilachtigen en verwanten) \| \| \| \| \| \| Avemetatarsalia (dinosauriërs, pterosauriërs, vogels en verwanten) \| \| \| \| |
|             | Crurotarsi (krokodilachtigen en verwanten) |
|             | |
|             | Avemetatarsalia (dinosauriërs, pterosauriërs, vogels en verwanten)                                                                                |
|             | |

|  | Crurotarsi (krokodilachtigen en verwanten)                         |
|  |                                                                    |
|  | Avemetatarsalia (dinosauriërs, pterosauriërs, vogels en verwanten) |
|  |                                                                    |

|             | Yonghesuchus |
|             | |
| Archosauria | \| \| Crurotarsi (krokodilachtigen en verwanten) \| \| \| \| \| \| Avemetatarsalia (dinosauriërs, pterosauriërs, vogels en verwanten) \| \| \| \| |
|             | \| \| Crurotarsi (krokodilachtigen en verwanten) \| \| \| \| \| \| Avemetatarsalia (dinosauriërs, pterosauriërs, vogels en verwanten) \| \| \| \| |
|             | Crurotarsi (krokodilachtigen en verwanten) |
|             | |
|             | Avemetatarsalia (dinosauriërs, pterosauriërs, vogels en verwanten)                                                                                |
|             | |

|  | Crurotarsi (krokodilachtigen en verwanten)                         |
|  |                                                                    |
|  | Avemetatarsalia (dinosauriërs, pterosauriërs, vogels en verwanten) |
|  |                                                                    |

|             | Yonghesuchus |
|             | |
| Archosauria | \| \| Crurotarsi (krokodilachtigen en verwanten) \| \| \| \| \| \| Avemetatarsalia (dinosauriërs, pterosauriërs, vogels en verwanten) \| \| \| \| |
|             | \| \| Crurotarsi (krokodilachtigen en verwanten) \| \| \| \| \| \| Avemetatarsalia (dinosauriërs, pterosauriërs, vogels en verwanten) \| \| \| \| |
|             | Crurotarsi (krokodilachtigen en verwanten) |
|             | |
|             | Avemetatarsalia (dinosauriërs, pterosauriërs, vogels en verwanten)                                                                                |
|             | |

|  | Crurotarsi (krokodilachtigen en verwanten)                         |
|  |                                                                    |
|  | Avemetatarsalia (dinosauriërs, pterosauriërs, vogels en verwanten) |
|  |                                                                    |

|             | Yonghesuchus |
|             | |
| Archosauria | \| \| Crurotarsi (krokodilachtigen en verwanten) \| \| \| \| \| \| Avemetatarsalia (dinosauriërs, pterosauriërs, vogels en verwanten) \| \| \| \| |
|             | \| \| Crurotarsi (krokodilachtigen en verwanten) \| \| \| \| \| \| Avemetatarsalia (dinosauriërs, pterosauriërs, vogels en verwanten) \| \| \| \| |
|             | Crurotarsi (krokodilachtigen en verwanten) |
|             | |
|             | Avemetatarsalia (dinosauriërs, pterosauriërs, vogels en verwanten)                                                                                |
|             | |

|  | Crurotarsi (krokodilachtigen en verwanten)                         |
|  |                                                                    |
|  | Avemetatarsalia (dinosauriërs, pterosauriërs, vogels en verwanten) |
|  |                                                                    |

|             | Yonghesuchus |
|             | |
| Archosauria | \| \| Crurotarsi (krokodilachtigen en verwanten) \| \| \| \| \| \| Avemetatarsalia (dinosauriërs, pterosauriërs, vogels en verwanten) \| \| \| \| |
|             | \| \| Crurotarsi (krokodilachtigen en verwanten) \| \| \| \| \| \| Avemetatarsalia (dinosauriërs, pterosauriërs, vogels en verwanten) \| \| \| \| |
|             | Crurotarsi (krokodilachtigen en verwanten) |
|             | |
|             | Avemetatarsalia (dinosauriërs, pterosauriërs, vogels en verwanten)                                                                                |
|             | |

|  | Crurotarsi (krokodilachtigen en verwanten)                         |
|  |                                                                    |
|  | Avemetatarsalia (dinosauriërs, pterosauriërs, vogels en verwanten) |
|  |                                                                    |

|             | Yonghesuchus |
|             | |
| Archosauria | \| \| Crurotarsi (krokodilachtigen en verwanten) \| \| \| \| \| \| Avemetatarsalia (dinosauriërs, pterosauriërs, vogels en verwanten) \| \| \| \| |
|             | \| \| Crurotarsi (krokodilachtigen en verwanten) \| \| \| \| \| \| Avemetatarsalia (dinosauriërs, pterosauriërs, vogels en verwanten) \| \| \| \| |
|             | Crurotarsi (krokodilachtigen en verwanten) |
|             | |
|             | Avemetatarsalia (dinosauriërs, pterosauriërs, vogels en verwanten)                                                                                |
|             | |

|  | Crurotarsi (krokodilachtigen en verwanten)                         |
|  |                                                                    |
|  | Avemetatarsalia (dinosauriërs, pterosauriërs, vogels en verwanten) |
|  |                                                                    |

|             | Yonghesuchus |
|             | |
| Archosauria | \| \| Crurotarsi (krokodilachtigen en verwanten) \| \| \| \| \| \| Avemetatarsalia (dinosauriërs, pterosauriërs, vogels en verwanten) \| \| \| \| |
|             | \| \| Crurotarsi (krokodilachtigen en verwanten) \| \| \| \| \| \| Avemetatarsalia (dinosauriërs, pterosauriërs, vogels en verwanten) \| \| \| \| |
|             | Crurotarsi (krokodilachtigen en verwanten) |
|             | |
|             | Avemetatarsalia (dinosauriërs, pterosauriërs, vogels en verwanten)                                                                                |
|             | |

|  | Crurotarsi (krokodilachtigen en verwanten)                         |
|  |                                                                    |
|  | Avemetatarsalia (dinosauriërs, pterosauriërs, vogels en verwanten) |
|  |                                                                    |

|             | Yonghesuchus |
|             | |
| Archosauria | \| \| Crurotarsi (krokodilachtigen en verwanten) \| \| \| \| \| \| Avemetatarsalia (dinosauriërs, pterosauriërs, vogels en verwanten) \| \| \| \| |
|             | \| \| Crurotarsi (krokodilachtigen en verwanten) \| \| \| \| \| \| Avemetatarsalia (dinosauriërs, pterosauriërs, vogels en verwanten) \| \| \| \| |
|             | Crurotarsi (krokodilachtigen en verwanten) |
|             | |
|             | Avemetatarsalia (dinosauriërs, pterosauriërs, vogels en verwanten)                                                                                |
|             | |

|  | Crurotarsi (krokodilachtigen en verwanten)                         |
|  |                                                                    |
|  | Avemetatarsalia (dinosauriërs, pterosauriërs, vogels en verwanten) |
|  |                                                                    |

|             | Yonghesuchus |
|             | |
| Archosauria | \| \| Crurotarsi (krokodilachtigen en verwanten) \| \| \| \| \| \| Avemetatarsalia (dinosauriërs, pterosauriërs, vogels en verwanten) \| \| \| \| |
|             | \| \| Crurotarsi (krokodilachtigen en verwanten) \| \| \| \| \| \| Avemetatarsalia (dinosauriërs, pterosauriërs, vogels en verwanten) \| \| \| \| |
|             | Crurotarsi (krokodilachtigen en verwanten) |
|             | |
|             | Avemetatarsalia (dinosauriërs, pterosauriërs, vogels en verwanten)                                                                                |
|             | |

|  | Crurotarsi (krokodilachtigen en verwanten)                         |
|  |                                                                    |
|  | Avemetatarsalia (dinosauriërs, pterosauriërs, vogels en verwanten) |
|  |                                                                    |

|             | Yonghesuchus |
|             | |
| Archosauria | \| \| Crurotarsi (krokodilachtigen en verwanten) \| \| \| \| \| \| Avemetatarsalia (dinosauriërs, pterosauriërs, vogels en verwanten) \| \| \| \| |
|             | \| \| Crurotarsi (krokodilachtigen en verwanten) \| \| \| \| \| \| Avemetatarsalia (dinosauriërs, pterosauriërs, vogels en verwanten) \| \| \| \| |
|             | Crurotarsi (krokodilachtigen en verwanten) |
|             | |
|             | Avemetatarsalia (dinosauriërs, pterosauriërs, vogels en verwanten)                                                                                |
|             | |

|  | Crurotarsi (krokodilachtigen en verwanten)                         |
|  |                                                                    |
|  | Avemetatarsalia (dinosauriërs, pterosauriërs, vogels en verwanten) |
|  |                                                                    |

|             | Yonghesuchus |
|             | |
| Archosauria | \| \| Crurotarsi (krokodilachtigen en verwanten) \| \| \| \| \| \| Avemetatarsalia (dinosauriërs, pterosauriërs, vogels en verwanten) \| \| \| \| |
|             | \| \| Crurotarsi (krokodilachtigen en verwanten) \| \| \| \| \| \| Avemetatarsalia (dinosauriërs, pterosauriërs, vogels en verwanten) \| \| \| \| |
|             | Crurotarsi (krokodilachtigen en verwanten) |
|             | |
|             | Avemetatarsalia (dinosauriërs, pterosauriërs, vogels en verwanten)                                                                                |
|             | |

|  | Crurotarsi (krokodilachtigen en verwanten)                         |
|  |                                                                    |
|  | Avemetatarsalia (dinosauriërs, pterosauriërs, vogels en verwanten) |
|  |                                                                    |

|             | Yonghesuchus |
|             | |
| Archosauria | \| \| Crurotarsi (krokodilachtigen en verwanten) \| \| \| \| \| \| Avemetatarsalia (dinosauriërs, pterosauriërs, vogels en verwanten) \| \| \| \| |
|             | \| \| Crurotarsi (krokodilachtigen en verwanten) \| \| \| \| \| \| Avemetatarsalia (dinosauriërs, pterosauriërs, vogels en verwanten) \| \| \| \| |
|             | Crurotarsi (krokodilachtigen en verwanten) |
|             | |
|             | Avemetatarsalia (dinosauriërs, pterosauriërs, vogels en verwanten)                                                                                |
|             | |

|  | Crurotarsi (krokodilachtigen en verwanten)                         |
|  |                                                                    |
|  | Avemetatarsalia (dinosauriërs, pterosauriërs, vogels en verwanten) |
|  |                                                                    |

|             | Yonghesuchus |
|             | |
| Archosauria | \| \| Crurotarsi (krokodilachtigen en verwanten) \| \| \| \| \| \| Avemetatarsalia (dinosauriërs, pterosauriërs, vogels en verwanten) \| \| \| \| |
|             | \| \| Crurotarsi (krokodilachtigen en verwanten) \| \| \| \| \| \| Avemetatarsalia (dinosauriërs, pterosauriërs, vogels en verwanten) \| \| \| \| |
|             | Crurotarsi (krokodilachtigen en verwanten) |
|             | |
|             | Avemetatarsalia (dinosauriërs, pterosauriërs, vogels en verwanten)                                                                                |
|             | |

|  | Crurotarsi (krokodilachtigen en verwanten)                         |
|  |                                                                    |
|  | Avemetatarsalia (dinosauriërs, pterosauriërs, vogels en verwanten) |
|  |                                                                    |

|             | Yonghesuchus |
|             | |
| Archosauria | \| \| Crurotarsi (krokodilachtigen en verwanten) \| \| \| \| \| \| Avemetatarsalia (dinosauriërs, pterosauriërs, vogels en verwanten) \| \| \| \| |
|             | \| \| Crurotarsi (krokodilachtigen en verwanten) \| \| \| \| \| \| Avemetatarsalia (dinosauriërs, pterosauriërs, vogels en verwanten) \| \| \| \| |
|             | Crurotarsi (krokodilachtigen en verwanten) |
|             | |
|             | Avemetatarsalia (dinosauriërs, pterosauriërs, vogels en verwanten)                                                                                |
|             | |

|  | Crurotarsi (krokodilachtigen en verwanten)                         |
|  |                                                                    |
|  | Avemetatarsalia (dinosauriërs, pterosauriërs, vogels en verwanten) |
|  |                                                                    |

|             | Yonghesuchus |
|             | |
| Archosauria | \| \| Crurotarsi (krokodilachtigen en verwanten) \| \| \| \| \| \| Avemetatarsalia (dinosauriërs, pterosauriërs, vogels en verwanten) \| \| \| \| |
|             | \| \| Crurotarsi (krokodilachtigen en verwanten) \| \| \| \| \| \| Avemetatarsalia (dinosauriërs, pterosauriërs, vogels en verwanten) \| \| \| \| |
|             | Crurotarsi (krokodilachtigen en verwanten) |
|             | |
|             | Avemetatarsalia (dinosauriërs, pterosauriërs, vogels en verwanten)                                                                                |
|             | |

|  | Crurotarsi (krokodilachtigen en verwanten)                         |
|  |                                                                    |
|  | Avemetatarsalia (dinosauriërs, pterosauriërs, vogels en verwanten) |
|  |                                                                    |

|             | Yonghesuchus |
|             | |
| Archosauria | \| \| Crurotarsi (krokodilachtigen en verwanten) \| \| \| \| \| \| Avemetatarsalia (dinosauriërs, pterosauriërs, vogels en verwanten) \| \| \| \| |
|             | \| \| Crurotarsi (krokodilachtigen en verwanten) \| \| \| \| \| \| Avemetatarsalia (dinosauriërs, pterosauriërs, vogels en verwanten) \| \| \| \| |
|             | Crurotarsi (krokodilachtigen en verwanten) |
|             | |
|             | Avemetatarsalia (dinosauriërs, pterosauriërs, vogels en verwanten)                                                                                |
|             | |

|  | Crurotarsi (krokodilachtigen en verwanten)                         |
|  |                                                                    |
|  | Avemetatarsalia (dinosauriërs, pterosauriërs, vogels en verwanten) |
|  |                                                                    |

|             | Yonghesuchus |
|             | |
| Archosauria | \| \| Crurotarsi (krokodilachtigen en verwanten) \| \| \| \| \| \| Avemetatarsalia (dinosauriërs, pterosauriërs, vogels en verwanten) \| \| \| \| |
|             | \| \| Crurotarsi (krokodilachtigen en verwanten) \| \| \| \| \| \| Avemetatarsalia (dinosauriërs, pterosauriërs, vogels en verwanten) \| \| \| \| |
|             | Crurotarsi (krokodilachtigen en verwanten) |
|             | |
|             | Avemetatarsalia (dinosauriërs, pterosauriërs, vogels en verwanten)                                                                                |
|             | |

|  | Crurotarsi (krokodilachtigen en verwanten)                         |
|  |                                                                    |
|  | Avemetatarsalia (dinosauriërs, pterosauriërs, vogels en verwanten) |
|  |                                                                    |

|             | Yonghesuchus |
|             | |
| Archosauria | \| \| Crurotarsi (krokodilachtigen en verwanten) \| \| \| \| \| \| Avemetatarsalia (dinosauriërs, pterosauriërs, vogels en verwanten) \| \| \| \| |
|             | \| \| Crurotarsi (krokodilachtigen en verwanten) \| \| \| \| \| \| Avemetatarsalia (dinosauriërs, pterosauriërs, vogels en verwanten) \| \| \| \| |
|             | Crurotarsi (krokodilachtigen en verwanten) |
|             | |
|             | Avemetatarsalia (dinosauriërs, pterosauriërs, vogels en verwanten)                                                                                |
|             | |

|  | Crurotarsi (krokodilachtigen en verwanten)                         |
|  |                                                                    |
|  | Avemetatarsalia (dinosauriërs, pterosauriërs, vogels en verwanten) |
|  |                                                                    |

|             | Yonghesuchus |
|             | |
| Archosauria | \| \| Crurotarsi (krokodilachtigen en verwanten) \| \| \| \| \| \| Avemetatarsalia (dinosauriërs, pterosauriërs, vogels en verwanten) \| \| \| \| |
|             | \| \| Crurotarsi (krokodilachtigen en verwanten) \| \| \| \| \| \| Avemetatarsalia (dinosauriërs, pterosauriërs, vogels en verwanten) \| \| \| \| |
|             | Crurotarsi (krokodilachtigen en verwanten) |
|             | |
|             | Avemetatarsalia (dinosauriërs, pterosauriërs, vogels en verwanten)                                                                                |
|             | |

|  | Crurotarsi (krokodilachtigen en verwanten)                         |
|  |                                                                    |
|  | Avemetatarsalia (dinosauriërs, pterosauriërs, vogels en verwanten) |
|  |                                                                    |

|             | Yonghesuchus |
|             | |
| Archosauria | \| \| Crurotarsi (krokodilachtigen en verwanten) \| \| \| \| \| \| Avemetatarsalia (dinosauriërs, pterosauriërs, vogels en verwanten) \| \| \| \| |
|             | \| \| Crurotarsi (krokodilachtigen en verwanten) \| \| \| \| \| \| Avemetatarsalia (dinosauriërs, pterosauriërs, vogels en verwanten) \| \| \| \| |
|             | Crurotarsi (krokodilachtigen en verwanten) |
|             | |
|             | Avemetatarsalia (dinosauriërs, pterosauriërs, vogels en verwanten)                                                                                |
|             | |

|  | Crurotarsi (krokodilachtigen en verwanten)                         |
|  |                                                                    |
|  | Avemetatarsalia (dinosauriërs, pterosauriërs, vogels en verwanten) |
|  |                                                                    |

|             | Yonghesuchus |
|             | |
| Archosauria | \| \| Crurotarsi (krokodilachtigen en verwanten) \| \| \| \| \| \| Avemetatarsalia (dinosauriërs, pterosauriërs, vogels en verwanten) \| \| \| \| |
|             | \| \| Crurotarsi (krokodilachtigen en verwanten) \| \| \| \| \| \| Avemetatarsalia (dinosauriërs, pterosauriërs, vogels en verwanten) \| \| \| \| |
|             | Crurotarsi (krokodilachtigen en verwanten) |
|             | |
|             | Avemetatarsalia (dinosauriërs, pterosauriërs, vogels en verwanten)                                                                                |
|             | |

|  | Crurotarsi (krokodilachtigen en verwanten)                         |
|  |                                                                    |
|  | Avemetatarsalia (dinosauriërs, pterosauriërs, vogels en verwanten) |
|  |                                                                    |

|             | Yonghesuchus |
|             | |
| Archosauria | \| \| Crurotarsi (krokodilachtigen en verwanten) \| \| \| \| \| \| Avemetatarsalia (dinosauriërs, pterosauriërs, vogels en verwanten) \| \| \| \| |
|             | \| \| Crurotarsi (krokodilachtigen en verwanten) \| \| \| \| \| \| Avemetatarsalia (dinosauriërs, pterosauriërs, vogels en verwanten) \| \| \| \| |
|             | Crurotarsi (krokodilachtigen en verwanten) |
|             | |
|             | Avemetatarsalia (dinosauriërs, pterosauriërs, vogels en verwanten)                                                                                |
|             | |

|  | Crurotarsi (krokodilachtigen en verwanten)                         |
|  |                                                                    |
|  | Avemetatarsalia (dinosauriërs, pterosauriërs, vogels en verwanten) |
|  |                                                                    |

|             | Yonghesuchus |
|             | |
| Archosauria | \| \| Crurotarsi (krokodilachtigen en verwanten) \| \| \| \| \| \| Avemetatarsalia (dinosauriërs, pterosauriërs, vogels en verwanten) \| \| \| \| |
|             | \| \| Crurotarsi (krokodilachtigen en verwanten) \| \| \| \| \| \| Avemetatarsalia (dinosauriërs, pterosauriërs, vogels en verwanten) \| \| \| \| |
|             | Crurotarsi (krokodilachtigen en verwanten) |
|             | |
|             | Avemetatarsalia (dinosauriërs, pterosauriërs, vogels en verwanten)                                                                                |
|             | |

|  | Crurotarsi (krokodilachtigen en verwanten)                         |
|  |                                                                    |
|  | Avemetatarsalia (dinosauriërs, pterosauriërs, vogels en verwanten) |
|  |                                                                    |

|             | Yonghesuchus |
|             | |
| Archosauria | \| \| Crurotarsi (krokodilachtigen en verwanten) \| \| \| \| \| \| Avemetatarsalia (dinosauriërs, pterosauriërs, vogels en verwanten) \| \| \| \| |
|             | \| \| Crurotarsi (krokodilachtigen en verwanten) \| \| \| \| \| \| Avemetatarsalia (dinosauriërs, pterosauriërs, vogels en verwanten) \| \| \| \| |
|             | Crurotarsi (krokodilachtigen en verwanten) |
|             | |
|             | Avemetatarsalia (dinosauriërs, pterosauriërs, vogels en verwanten)                                                                                |
|             | |

|  | Crurotarsi (krokodilachtigen en verwanten)                         |
|  |                                                                    |
|  | Avemetatarsalia (dinosauriërs, pterosauriërs, vogels en verwanten) |
|  |                                                                    |

|             | Yonghesuchus |
|             | |
| Archosauria | \| \| Crurotarsi (krokodilachtigen en verwanten) \| \| \| \| \| \| Avemetatarsalia (dinosauriërs, pterosauriërs, vogels en verwanten) \| \| \| \| |
|             | \| \| Crurotarsi (krokodilachtigen en verwanten) \| \| \| \| \| \| Avemetatarsalia (dinosauriërs, pterosauriërs, vogels en verwanten) \| \| \| \| |
|             | Crurotarsi (krokodilachtigen en verwanten) |
|             | |
|             | Avemetatarsalia (dinosauriërs, pterosauriërs, vogels en verwanten)                                                                                |
|             | |

|  | Crurotarsi (krokodilachtigen en verwanten)                         |
|  |                                                                    |
|  | Avemetatarsalia (dinosauriërs, pterosauriërs, vogels en verwanten) |
|  |                                                                    |

|             | Yonghesuchus |
|             | |
| Archosauria | \| \| Crurotarsi (krokodilachtigen en verwanten) \| \| \| \| \| \| Avemetatarsalia (dinosauriërs, pterosauriërs, vogels en verwanten) \| \| \| \| |
|             | \| \| Crurotarsi (krokodilachtigen en verwanten) \| \| \| \| \| \| Avemetatarsalia (dinosauriërs, pterosauriërs, vogels en verwanten) \| \| \| \| |
|             | Crurotarsi (krokodilachtigen en verwanten) |
|             | |
|             | Avemetatarsalia (dinosauriërs, pterosauriërs, vogels en verwanten)                                                                                |
|             | |

|  | Crurotarsi (krokodilachtigen en verwanten)                         |
|  |                                                                    |
|  | Avemetatarsalia (dinosauriërs, pterosauriërs, vogels en verwanten) |
|  |                                                                    |

|             | Yonghesuchus |
|             | |
| Archosauria | \| \| Crurotarsi (krokodilachtigen en verwanten) \| \| \| \| \| \| Avemetatarsalia (dinosauriërs, pterosauriërs, vogels en verwanten) \| \| \| \| |
|             | \| \| Crurotarsi (krokodilachtigen en verwanten) \| \| \| \| \| \| Avemetatarsalia (dinosauriërs, pterosauriërs, vogels en verwanten) \| \| \| \| |
|             | Crurotarsi (krokodilachtigen en verwanten) |
|             | |
|             | Avemetatarsalia (dinosauriërs, pterosauriërs, vogels en verwanten)                                                                                |
|             | |

|  | Crurotarsi (krokodilachtigen en verwanten)                         |
|  |                                                                    |
|  | Avemetatarsalia (dinosauriërs, pterosauriërs, vogels en verwanten) |
|  |                                                                    |

|             | Yonghesuchus |
|             | |
| Archosauria | \| \| Crurotarsi (krokodilachtigen en verwanten) \| \| \| \| \| \| Avemetatarsalia (dinosauriërs, pterosauriërs, vogels en verwanten) \| \| \| \| |
|             | \| \| Crurotarsi (krokodilachtigen en verwanten) \| \| \| \| \| \| Avemetatarsalia (dinosauriërs, pterosauriërs, vogels en verwanten) \| \| \| \| |
|             | Crurotarsi (krokodilachtigen en verwanten) |
|             | |
|             | Avemetatarsalia (dinosauriërs, pterosauriërs, vogels en verwanten)                                                                                |
|             | |

|  | Crurotarsi (krokodilachtigen en verwanten)                         |
|  |                                                                    |
|  | Avemetatarsalia (dinosauriërs, pterosauriërs, vogels en verwanten) |
|  |                                                                    |

|             | Yonghesuchus |
|             | |
| Archosauria | \| \| Crurotarsi (krokodilachtigen en verwanten) \| \| \| \| \| \| Avemetatarsalia (dinosauriërs, pterosauriërs, vogels en verwanten) \| \| \| \| |
|             | \| \| Crurotarsi (krokodilachtigen en verwanten) \| \| \| \| \| \| Avemetatarsalia (dinosauriërs, pterosauriërs, vogels en verwanten) \| \| \| \| |
|             | Crurotarsi (krokodilachtigen en verwanten) |
|             | |
|             | Avemetatarsalia (dinosauriërs, pterosauriërs, vogels en verwanten)                                                                                |
|             | |

|  | Crurotarsi (krokodilachtigen en verwanten)                         |
|  |                                                                    |
|  | Avemetatarsalia (dinosauriërs, pterosauriërs, vogels en verwanten) |
|  |                                                                    |

|             | Yonghesuchus |
|             | |
| Archosauria | \| \| Crurotarsi (krokodilachtigen en verwanten) \| \| \| \| \| \| Avemetatarsalia (dinosauriërs, pterosauriërs, vogels en verwanten) \| \| \| \| |
|             | \| \| Crurotarsi (krokodilachtigen en verwanten) \| \| \| \| \| \| Avemetatarsalia (dinosauriërs, pterosauriërs, vogels en verwanten) \| \| \| \| |
|             | Crurotarsi (krokodilachtigen en verwanten) |
|             | |
|             | Avemetatarsalia (dinosauriërs, pterosauriërs, vogels en verwanten)                                                                                |
|             | |

|  | Crurotarsi (krokodilachtigen en verwanten)                         |
|  |                                                                    |
|  | Avemetatarsalia (dinosauriërs, pterosauriërs, vogels en verwanten) |
|  |                                                                    |

|             | Yonghesuchus |
|             | |
| Archosauria | \| \| Crurotarsi (krokodilachtigen en verwanten) \| \| \| \| \| \| Avemetatarsalia (dinosauriërs, pterosauriërs, vogels en verwanten) \| \| \| \| |
|             | \| \| Crurotarsi (krokodilachtigen en verwanten) \| \| \| \| \| \| Avemetatarsalia (dinosauriërs, pterosauriërs, vogels en verwanten) \| \| \| \| |
|             | Crurotarsi (krokodilachtigen en verwanten) |
|             | |
|             | Avemetatarsalia (dinosauriërs, pterosauriërs, vogels en verwanten)                                                                                |
|             | |

|  | Crurotarsi (krokodilachtigen en verwanten)                         |
|  |                                                                    |
|  | Avemetatarsalia (dinosauriërs, pterosauriërs, vogels en verwanten) |
|  |                                                                    |

|             | Yonghesuchus |
|             | |
| Archosauria | \| \| Crurotarsi (krokodilachtigen en verwanten) \| \| \| \| \| \| Avemetatarsalia (dinosauriërs, pterosauriërs, vogels en verwanten) \| \| \| \| |
|             | \| \| Crurotarsi (krokodilachtigen en verwanten) \| \| \| \| \| \| Avemetatarsalia (dinosauriërs, pterosauriërs, vogels en verwanten) \| \| \| \| |
|             | Crurotarsi (krokodilachtigen en verwanten) |
|             | |
|             | Avemetatarsalia (dinosauriërs, pterosauriërs, vogels en verwanten)                                                                                |
|             | |

|  | Crurotarsi (krokodilachtigen en verwanten)                         |
|  |                                                                    |
|  | Avemetatarsalia (dinosauriërs, pterosauriërs, vogels en verwanten) |
|  |                                                                    |

|             | Yonghesuchus |
|             | |
| Archosauria | \| \| Crurotarsi (krokodilachtigen en verwanten) \| \| \| \| \| \| Avemetatarsalia (dinosauriërs, pterosauriërs, vogels en verwanten) \| \| \| \| |
|             | \| \| Crurotarsi (krokodilachtigen en verwanten) \| \| \| \| \| \| Avemetatarsalia (dinosauriërs, pterosauriërs, vogels en verwanten) \| \| \| \| |
|             | Crurotarsi (krokodilachtigen en verwanten) |
|             | |
|             | Avemetatarsalia (dinosauriërs, pterosauriërs, vogels en verwanten)                                                                                |
|             | |

|  | Crurotarsi (krokodilachtigen en verwanten)                         |
|  |                                                                    |
|  | Avemetatarsalia (dinosauriërs, pterosauriërs, vogels en verwanten) |
|  |                                                                    |

|             | Yonghesuchus |
|             | |
| Archosauria | \| \| Crurotarsi (krokodilachtigen en verwanten) \| \| \| \| \| \| Avemetatarsalia (dinosauriërs, pterosauriërs, vogels en verwanten) \| \| \| \| |
|             | \| \| Crurotarsi (krokodilachtigen en verwanten) \| \| \| \| \| \| Avemetatarsalia (dinosauriërs, pterosauriërs, vogels en verwanten) \| \| \| \| |
|             | Crurotarsi (krokodilachtigen en verwanten) |
|             | |
|             | Avemetatarsalia (dinosauriërs, pterosauriërs, vogels en verwanten)                                                                                |
|             | |

|  | Crurotarsi (krokodilachtigen en verwanten)                         |
|  |                                                                    |
|  | Avemetatarsalia (dinosauriërs, pterosauriërs, vogels en verwanten) |
|  |                                                                    |

|             | Yonghesuchus |
|             | |
| Archosauria | \| \| Crurotarsi (krokodilachtigen en verwanten) \| \| \| \| \| \| Avemetatarsalia (dinosauriërs, pterosauriërs, vogels en verwanten) \| \| \| \| |
|             | \| \| Crurotarsi (krokodilachtigen en verwanten) \| \| \| \| \| \| Avemetatarsalia (dinosauriërs, pterosauriërs, vogels en verwanten) \| \| \| \| |
|             | Crurotarsi (krokodilachtigen en verwanten) |
|             | |
|             | Avemetatarsalia (dinosauriërs, pterosauriërs, vogels en verwanten)                                                                                |
|             | |

|  | Crurotarsi (krokodilachtigen en verwanten)                         |
|  |                                                                    |
|  | Avemetatarsalia (dinosauriërs, pterosauriërs, vogels en verwanten) |
|  |                                                                    |

|             | Yonghesuchus |
|             | |
| Archosauria | \| \| Crurotarsi (krokodilachtigen en verwanten) \| \| \| \| \| \| Avemetatarsalia (dinosauriërs, pterosauriërs, vogels en verwanten) \| \| \| \| |
|             | \| \| Crurotarsi (krokodilachtigen en verwanten) \| \| \| \| \| \| Avemetatarsalia (dinosauriërs, pterosauriërs, vogels en verwanten) \| \| \| \| |
|             | Crurotarsi (krokodilachtigen en verwanten) |
|             | |
|             | Avemetatarsalia (dinosauriërs, pterosauriërs, vogels en verwanten)                                                                                |
|             | |

|  | Crurotarsi (krokodilachtigen en verwanten)                         |
|  |                                                                    |
|  | Avemetatarsalia (dinosauriërs, pterosauriërs, vogels en verwanten) |
|  |                                                                    |

|             | Yonghesuchus |
|             | |
| Archosauria | \| \| Crurotarsi (krokodilachtigen en verwanten) \| \| \| \| \| \| Avemetatarsalia (dinosauriërs, pterosauriërs, vogels en verwanten) \| \| \| \| |
|             | \| \| Crurotarsi (krokodilachtigen en verwanten) \| \| \| \| \| \| Avemetatarsalia (dinosauriërs, pterosauriërs, vogels en verwanten) \| \| \| \| |
|             | Crurotarsi (krokodilachtigen en verwanten) |
|             | |
|             | Avemetatarsalia (dinosauriërs, pterosauriërs, vogels en verwanten)                                                                                |
|             | |

|  | Crurotarsi (krokodilachtigen en verwanten)                         |
|  |                                                                    |
|  | Avemetatarsalia (dinosauriërs, pterosauriërs, vogels en verwanten) |
|  |                                                                    |

|             | Yonghesuchus |
|             | |
| Archosauria | \| \| Crurotarsi (krokodilachtigen en verwanten) \| \| \| \| \| \| Avemetatarsalia (dinosauriërs, pterosauriërs, vogels en verwanten) \| \| \| \| |
|             | \| \| Crurotarsi (krokodilachtigen en verwanten) \| \| \| \| \| \| Avemetatarsalia (dinosauriërs, pterosauriërs, vogels en verwanten) \| \| \| \| |
|             | Crurotarsi (krokodilachtigen en verwanten) |
|             | |
|             | Avemetatarsalia (dinosauriërs, pterosauriërs, vogels en verwanten)                                                                                |
|             | |

|  | Crurotarsi (krokodilachtigen en verwanten)                         |
|  |                                                                    |
|  | Avemetatarsalia (dinosauriërs, pterosauriërs, vogels en verwanten) |
|  |                                                                    |

|             | Yonghesuchus |
|             | |
| Archosauria | \| \| Crurotarsi (krokodilachtigen en verwanten) \| \| \| \| \| \| Avemetatarsalia (dinosauriërs, pterosauriërs, vogels en verwanten) \| \| \| \| |
|             | \| \| Crurotarsi (krokodilachtigen en verwanten) \| \| \| \| \| \| Avemetatarsalia (dinosauriërs, pterosauriërs, vogels en verwanten) \| \| \| \| |
|             | Crurotarsi (krokodilachtigen en verwanten) |
|             | |
|             | Avemetatarsalia (dinosauriërs, pterosauriërs, vogels en verwanten)                                                                                |
|             | |

|  | Crurotarsi (krokodilachtigen en verwanten)                         |
|  |                                                                    |
|  | Avemetatarsalia (dinosauriërs, pterosauriërs, vogels en verwanten) |
|  |                                                                    |

|             | Yonghesuchus |
|             | |
| Archosauria | \| \| Crurotarsi (krokodilachtigen en verwanten) \| \| \| \| \| \| Avemetatarsalia (dinosauriërs, pterosauriërs, vogels en verwanten) \| \| \| \| |
|             | \| \| Crurotarsi (krokodilachtigen en verwanten) \| \| \| \| \| \| Avemetatarsalia (dinosauriërs, pterosauriërs, vogels en verwanten) \| \| \| \| |
|             | Crurotarsi (krokodilachtigen en verwanten) |
|             | |
|             | Avemetatarsalia (dinosauriërs, pterosauriërs, vogels en verwanten)                                                                                |
|             | |

|  | Crurotarsi (krokodilachtigen en verwanten)                         |
|  |                                                                    |
|  | Avemetatarsalia (dinosauriërs, pterosauriërs, vogels en verwanten) |
|  |                                                                    |

|             | Yonghesuchus |
|             | |
| Archosauria | \| \| Crurotarsi (krokodilachtigen en verwanten) \| \| \| \| \| \| Avemetatarsalia (dinosauriërs, pterosauriërs, vogels en verwanten) \| \| \| \| |
|             | \| \| Crurotarsi (krokodilachtigen en verwanten) \| \| \| \| \| \| Avemetatarsalia (dinosauriërs, pterosauriërs, vogels en verwanten) \| \| \| \| |
|             | Crurotarsi (krokodilachtigen en verwanten) |
|             | |
|             | Avemetatarsalia (dinosauriërs, pterosauriërs, vogels en verwanten)                                                                                |
|             | |

|  | Crurotarsi (krokodilachtigen en verwanten)                         |
|  |                                                                    |
|  | Avemetatarsalia (dinosauriërs, pterosauriërs, vogels en verwanten) |
|  |                                                                    |

|             | Yonghesuchus |
|             | |
| Archosauria | \| \| Crurotarsi (krokodilachtigen en verwanten) \| \| \| \| \| \| Avemetatarsalia (dinosauriërs, pterosauriërs, vogels en verwanten) \| \| \| \| |
|             | \| \| Crurotarsi (krokodilachtigen en verwanten) \| \| \| \| \| \| Avemetatarsalia (dinosauriërs, pterosauriërs, vogels en verwanten) \| \| \| \| |
|             | Crurotarsi (krokodilachtigen en verwanten) |
|             | |
|             | Avemetatarsalia (dinosauriërs, pterosauriërs, vogels en verwanten)                                                                                |
|             | |

|  | Crurotarsi (krokodilachtigen en verwanten)                         |
|  |                                                                    |
|  | Avemetatarsalia (dinosauriërs, pterosauriërs, vogels en verwanten) |
|  |                                                                    |

|             | Yonghesuchus |
|             | |
| Archosauria | \| \| Crurotarsi (krokodilachtigen en verwanten) \| \| \| \| \| \| Avemetatarsalia (dinosauriërs, pterosauriërs, vogels en verwanten) \| \| \| \| |
|             | \| \| Crurotarsi (krokodilachtigen en verwanten) \| \| \| \| \| \| Avemetatarsalia (dinosauriërs, pterosauriërs, vogels en verwanten) \| \| \| \| |
|             | Crurotarsi (krokodilachtigen en verwanten) |
|             | |
|             | Avemetatarsalia (dinosauriërs, pterosauriërs, vogels en verwanten)                                                                                |
|             | |

|  | Crurotarsi (krokodilachtigen en verwanten)                         |
|  |                                                                    |
|  | Avemetatarsalia (dinosauriërs, pterosauriërs, vogels en verwanten) |
|  |                                                                    |

|             | Yonghesuchus |
|             | |
| Archosauria | \| \| Crurotarsi (krokodilachtigen en verwanten) \| \| \| \| \| \| Avemetatarsalia (dinosauriërs, pterosauriërs, vogels en verwanten) \| \| \| \| |
|             | \| \| Crurotarsi (krokodilachtigen en verwanten) \| \| \| \| \| \| Avemetatarsalia (dinosauriërs, pterosauriërs, vogels en verwanten) \| \| \| \| |
|             | Crurotarsi (krokodilachtigen en verwanten) |
|             | |
|             | Avemetatarsalia (dinosauriërs, pterosauriërs, vogels en verwanten)                                                                                |
|             | |

|  | Crurotarsi (krokodilachtigen en verwanten)                         |
|  |                                                                    |
|  | Avemetatarsalia (dinosauriërs, pterosauriërs, vogels en verwanten) |
|  |                                                                    |

|             | Yonghesuchus |
|             | |
| Archosauria | \| \| Crurotarsi (krokodilachtigen en verwanten) \| \| \| \| \| \| Avemetatarsalia (dinosauriërs, pterosauriërs, vogels en verwanten) \| \| \| \| |
|             | \| \| Crurotarsi (krokodilachtigen en verwanten) \| \| \| \| \| \| Avemetatarsalia (dinosauriërs, pterosauriërs, vogels en verwanten) \| \| \| \| |
|             | Crurotarsi (krokodilachtigen en verwanten) |
|             | |
|             | Avemetatarsalia (dinosauriërs, pterosauriërs, vogels en verwanten)                                                                                |
|             | |

|  | Crurotarsi (krokodilachtigen en verwanten)                         |
|  |                                                                    |
|  | Avemetatarsalia (dinosauriërs, pterosauriërs, vogels en verwanten) |
|  |                                                                    |

|             | Yonghesuchus |
|             | |
| Archosauria | \| \| Crurotarsi (krokodilachtigen en verwanten) \| \| \| \| \| \| Avemetatarsalia (dinosauriërs, pterosauriërs, vogels en verwanten) \| \| \| \| |
|             | \| \| Crurotarsi (krokodilachtigen en verwanten) \| \| \| \| \| \| Avemetatarsalia (dinosauriërs, pterosauriërs, vogels en verwanten) \| \| \| \| |
|             | Crurotarsi (krokodilachtigen en verwanten) |
|             | |
|             | Avemetatarsalia (dinosauriërs, pterosauriërs, vogels en verwanten)                                                                                |
|             | |

|  | Crurotarsi (krokodilachtigen en verwanten)                         |
|  |                                                                    |
|  | Avemetatarsalia (dinosauriërs, pterosauriërs, vogels en verwanten) |
|  |                                                                    |

|             | Yonghesuchus |
|             | |
| Archosauria | \| \| Crurotarsi (krokodilachtigen en verwanten) \| \| \| \| \| \| Avemetatarsalia (dinosauriërs, pterosauriërs, vogels en verwanten) \| \| \| \| |
|             | \| \| Crurotarsi (krokodilachtigen en verwanten) \| \| \| \| \| \| Avemetatarsalia (dinosauriërs, pterosauriërs, vogels en verwanten) \| \| \| \| |
|             | Crurotarsi (krokodilachtigen en verwanten) |
|             | |
|             | Avemetatarsalia (dinosauriërs, pterosauriërs, vogels en verwanten)                                                                                |
|             | |

|  | Crurotarsi (krokodilachtigen en verwanten)                         |
|  |                                                                    |
|  | Avemetatarsalia (dinosauriërs, pterosauriërs, vogels en verwanten) |
|  |                                                                    |

|             | Yonghesuchus |
|             | |
| Archosauria | \| \| Crurotarsi (krokodilachtigen en verwanten) \| \| \| \| \| \| Avemetatarsalia (dinosauriërs, pterosauriërs, vogels en verwanten) \| \| \| \| |
|             | \| \| Crurotarsi (krokodilachtigen en verwanten) \| \| \| \| \| \| Avemetatarsalia (dinosauriërs, pterosauriërs, vogels en verwanten) \| \| \| \| |
|             | Crurotarsi (krokodilachtigen en verwanten) |
|             | |
|             | Avemetatarsalia (dinosauriërs, pterosauriërs, vogels en verwanten)                                                                                |
|             | |

|  | Crurotarsi (krokodilachtigen en verwanten)                         |
|  |                                                                    |
|  | Avemetatarsalia (dinosauriërs, pterosauriërs, vogels en verwanten) |
|  |                                                                    |

|             | Yonghesuchus |
|             | |
| Archosauria | \| \| Crurotarsi (krokodilachtigen en verwanten) \| \| \| \| \| \| Avemetatarsalia (dinosauriërs, pterosauriërs, vogels en verwanten) \| \| \| \| |
|             | \| \| Crurotarsi (krokodilachtigen en verwanten) \| \| \| \| \| \| Avemetatarsalia (dinosauriërs, pterosauriërs, vogels en verwanten) \| \| \| \| |
|             | Crurotarsi (krokodilachtigen en verwanten) |
|             | |
|             | Avemetatarsalia (dinosauriërs, pterosauriërs, vogels en verwanten)                                                                                |
|             | |

|  | Crurotarsi (krokodilachtigen en verwanten)                         |
|  |                                                                    |
|  | Avemetatarsalia (dinosauriërs, pterosauriërs, vogels en verwanten) |
|  |                                                                    |

|             | Yonghesuchus |
|             | |
| Archosauria | \| \| Crurotarsi (krokodilachtigen en verwanten) \| \| \| \| \| \| Avemetatarsalia (dinosauriërs, pterosauriërs, vogels en verwanten) \| \| \| \| |
|             | \| \| Crurotarsi (krokodilachtigen en verwanten) \| \| \| \| \| \| Avemetatarsalia (dinosauriërs, pterosauriërs, vogels en verwanten) \| \| \| \| |
|             | Crurotarsi (krokodilachtigen en verwanten) |
|             | |
|             | Avemetatarsalia (dinosauriërs, pterosauriërs, vogels en verwanten)                                                                                |
|             | |

|  | Crurotarsi (krokodilachtigen en verwanten)                         |
|  |                                                                    |
|  | Avemetatarsalia (dinosauriërs, pterosauriërs, vogels en verwanten) |
|  |                                                                    |

|             | Yonghesuchus |
|             | |
| Archosauria | \| \| Crurotarsi (krokodilachtigen en verwanten) \| \| \| \| \| \| Avemetatarsalia (dinosauriërs, pterosauriërs, vogels en verwanten) \| \| \| \| |
|             | \| \| Crurotarsi (krokodilachtigen en verwanten) \| \| \| \| \| \| Avemetatarsalia (dinosauriërs, pterosauriërs, vogels en verwanten) \| \| \| \| |
|             | Crurotarsi (krokodilachtigen en verwanten) |
|             | |
|             | Avemetatarsalia (dinosauriërs, pterosauriërs, vogels en verwanten)                                                                                |
|             | |

|  | Crurotarsi (krokodilachtigen en verwanten)                         |
|  |                                                                    |
|  | Avemetatarsalia (dinosauriërs, pterosauriërs, vogels en verwanten) |
|  |                                                                    |

|             | Yonghesuchus |
|             | |
| Archosauria | \| \| Crurotarsi (krokodilachtigen en verwanten) \| \| \| \| \| \| Avemetatarsalia (dinosauriërs, pterosauriërs, vogels en verwanten) \| \| \| \| |
|             | \| \| Crurotarsi (krokodilachtigen en verwanten) \| \| \| \| \| \| Avemetatarsalia (dinosauriërs, pterosauriërs, vogels en verwanten) \| \| \| \| |
|             | Crurotarsi (krokodilachtigen en verwanten) |
|             | |
|             | Avemetatarsalia (dinosauriërs, pterosauriërs, vogels en verwanten)                                                                                |
|             | |

|  | Crurotarsi (krokodilachtigen en verwanten)                         |
|  |                                                                    |
|  | Avemetatarsalia (dinosauriërs, pterosauriërs, vogels en verwanten) |
|  |                                                                    |

|             | Yonghesuchus |
|             | |
| Archosauria | \| \| Crurotarsi (krokodilachtigen en verwanten) \| \| \| \| \| \| Avemetatarsalia (dinosauriërs, pterosauriërs, vogels en verwanten) \| \| \| \| |
|             | \| \| Crurotarsi (krokodilachtigen en verwanten) \| \| \| \| \| \| Avemetatarsalia (dinosauriërs, pterosauriërs, vogels en verwanten) \| \| \| \| |
|             | Crurotarsi (krokodilachtigen en verwanten) |
|             | |
|             | Avemetatarsalia (dinosauriërs, pterosauriërs, vogels en verwanten)                                                                                |
|             | |

|  | Crurotarsi (krokodilachtigen en verwanten)                         |
|  |                                                                    |
|  | Avemetatarsalia (dinosauriërs, pterosauriërs, vogels en verwanten) |
|  |                                                                    |

|             | Yonghesuchus |
|             | |
| Archosauria | \| \| Crurotarsi (krokodilachtigen en verwanten) \| \| \| \| \| \| Avemetatarsalia (dinosauriërs, pterosauriërs, vogels en verwanten) \| \| \| \| |
|             | \| \| Crurotarsi (krokodilachtigen en verwanten) \| \| \| \| \| \| Avemetatarsalia (dinosauriërs, pterosauriërs, vogels en verwanten) \| \| \| \| |
|             | Crurotarsi (krokodilachtigen en verwanten) |
|             | |
|             | Avemetatarsalia (dinosauriërs, pterosauriërs, vogels en verwanten)                                                                                |
|             | |

|  | Crurotarsi (krokodilachtigen en verwanten)                         |
|  |                                                                    |
|  | Avemetatarsalia (dinosauriërs, pterosauriërs, vogels en verwanten) |
|  |                                                                    |

|             | Yonghesuchus |
|             | |
| Archosauria | \| \| Crurotarsi (krokodilachtigen en verwanten) \| \| \| \| \| \| Avemetatarsalia (dinosauriërs, pterosauriërs, vogels en verwanten) \| \| \| \| |
|             | \| \| Crurotarsi (krokodilachtigen en verwanten) \| \| \| \| \| \| Avemetatarsalia (dinosauriërs, pterosauriërs, vogels en verwanten) \| \| \| \| |
|             | Crurotarsi (krokodilachtigen en verwanten) |
|             | |
|             | Avemetatarsalia (dinosauriërs, pterosauriërs, vogels en verwanten)                                                                                |
|             | |

|  | Crurotarsi (krokodilachtigen en verwanten)                         |
|  |                                                                    |
|  | Avemetatarsalia (dinosauriërs, pterosauriërs, vogels en verwanten) |
|  |                                                                    |

|             | Yonghesuchus |
|             | |
| Archosauria | \| \| Crurotarsi (krokodilachtigen en verwanten) \| \| \| \| \| \| Avemetatarsalia (dinosauriërs, pterosauriërs, vogels en verwanten) \| \| \| \| |
|             | \| \| Crurotarsi (krokodilachtigen en verwanten) \| \| \| \| \| \| Avemetatarsalia (dinosauriërs, pterosauriërs, vogels en verwanten) \| \| \| \| |
|             | Crurotarsi (krokodilachtigen en verwanten) |
|             | |
|             | Avemetatarsalia (dinosauriërs, pterosauriërs, vogels en verwanten)                                                                                |
|             | |

|  | Crurotarsi (krokodilachtigen en verwanten)                         |
|  |                                                                    |
|  | Avemetatarsalia (dinosauriërs, pterosauriërs, vogels en verwanten) |
|  |                                                                    |

|             | Yonghesuchus |
|             | |
| Archosauria | \| \| Crurotarsi (krokodilachtigen en verwanten) \| \| \| \| \| \| Avemetatarsalia (dinosauriërs, pterosauriërs, vogels en verwanten) \| \| \| \| |
|             | \| \| Crurotarsi (krokodilachtigen en verwanten) \| \| \| \| \| \| Avemetatarsalia (dinosauriërs, pterosauriërs, vogels en verwanten) \| \| \| \| |
|             | Crurotarsi (krokodilachtigen en verwanten) |
|             | |
|             | Avemetatarsalia (dinosauriërs, pterosauriërs, vogels en verwanten)                                                                                |
|             | |

|  | Crurotarsi (krokodilachtigen en verwanten)                         |
|  |                                                                    |
|  | Avemetatarsalia (dinosauriërs, pterosauriërs, vogels en verwanten) |
|  |                                                                    |

|             | Yonghesuchus |
|             | |
| Archosauria | \| \| Crurotarsi (krokodilachtigen en verwanten) \| \| \| \| \| \| Avemetatarsalia (dinosauriërs, pterosauriërs, vogels en verwanten) \| \| \| \| |
|             | \| \| Crurotarsi (krokodilachtigen en verwanten) \| \| \| \| \| \| Avemetatarsalia (dinosauriërs, pterosauriërs, vogels en verwanten) \| \| \| \| |
|             | Crurotarsi (krokodilachtigen en verwanten) |
|             | |
|             | Avemetatarsalia (dinosauriërs, pterosauriërs, vogels en verwanten)                                                                                |
|             | |

|  | Crurotarsi (krokodilachtigen en verwanten)                         |
|  |                                                                    |
|  | Avemetatarsalia (dinosauriërs, pterosauriërs, vogels en verwanten) |
|  |                                                                    |

|             | Yonghesuchus |
|             | |
| Archosauria | \| \| Crurotarsi (krokodilachtigen en verwanten) \| \| \| \| \| \| Avemetatarsalia (dinosauriërs, pterosauriërs, vogels en verwanten) \| \| \| \| |
|             | \| \| Crurotarsi (krokodilachtigen en verwanten) \| \| \| \| \| \| Avemetatarsalia (dinosauriërs, pterosauriërs, vogels en verwanten) \| \| \| \| |
|             | Crurotarsi (krokodilachtigen en verwanten) |
|             | |
|             | Avemetatarsalia (dinosauriërs, pterosauriërs, vogels en verwanten)                                                                                |
|             | |

|  | Crurotarsi (krokodilachtigen en verwanten)                         |
|  |                                                                    |
|  | Avemetatarsalia (dinosauriërs, pterosauriërs, vogels en verwanten) |
|  |                                                                    |

|             | Yonghesuchus |
|             | |
| Archosauria | \| \| Crurotarsi (krokodilachtigen en verwanten) \| \| \| \| \| \| Avemetatarsalia (dinosauriërs, pterosauriërs, vogels en verwanten) \| \| \| \| |
|             | \| \| Crurotarsi (krokodilachtigen en verwanten) \| \| \| \| \| \| Avemetatarsalia (dinosauriërs, pterosauriërs, vogels en verwanten) \| \| \| \| |
|             | Crurotarsi (krokodilachtigen en verwanten) |
|             | |
|             | Avemetatarsalia (dinosauriërs, pterosauriërs, vogels en verwanten)                                                                                |
|             | |

|  | Crurotarsi (krokodilachtigen en verwanten)                         |
|  |                                                                    |
|  | Avemetatarsalia (dinosauriërs, pterosauriërs, vogels en verwanten) |
|  |                                                                    |

|             | Yonghesuchus |
|             | |
| Archosauria | \| \| Crurotarsi (krokodilachtigen en verwanten) \| \| \| \| \| \| Avemetatarsalia (dinosauriërs, pterosauriërs, vogels en verwanten) \| \| \| \| |
|             | \| \| Crurotarsi (krokodilachtigen en verwanten) \| \| \| \| \| \| Avemetatarsalia (dinosauriërs, pterosauriërs, vogels en verwanten) \| \| \| \| |
|             | Crurotarsi (krokodilachtigen en verwanten) |
|             | |
|             | Avemetatarsalia (dinosauriërs, pterosauriërs, vogels en verwanten)                                                                                |
|             | |

|  | Crurotarsi (krokodilachtigen en verwanten)                         |
|  |                                                                    |
|  | Avemetatarsalia (dinosauriërs, pterosauriërs, vogels en verwanten) |
|  |                                                                    |

|             | Yonghesuchus |
|             | |
| Archosauria | \| \| Crurotarsi (krokodilachtigen en verwanten) \| \| \| \| \| \| Avemetatarsalia (dinosauriërs, pterosauriërs, vogels en verwanten) \| \| \| \| |
|             | \| \| Crurotarsi (krokodilachtigen en verwanten) \| \| \| \| \| \| Avemetatarsalia (dinosauriërs, pterosauriërs, vogels en verwanten) \| \| \| \| |
|             | Crurotarsi (krokodilachtigen en verwanten) |
|             | |
|             | Avemetatarsalia (dinosauriërs, pterosauriërs, vogels en verwanten)                                                                                |
|             | |

|  | Crurotarsi (krokodilachtigen en verwanten)                         |
|  |                                                                    |
|  | Avemetatarsalia (dinosauriërs, pterosauriërs, vogels en verwanten) |
|  |                                                                    |

|             | Yonghesuchus |
|             | |
| Archosauria | \| \| Crurotarsi (krokodilachtigen en verwanten) \| \| \| \| \| \| Avemetatarsalia (dinosauriërs, pterosauriërs, vogels en verwanten) \| \| \| \| |
|             | \| \| Crurotarsi (krokodilachtigen en verwanten) \| \| \| \| \| \| Avemetatarsalia (dinosauriërs, pterosauriërs, vogels en verwanten) \| \| \| \| |
|             | Crurotarsi (krokodilachtigen en verwanten) |
|             | |
|             | Avemetatarsalia (dinosauriërs, pterosauriërs, vogels en verwanten)                                                                                |
|             | |

|  | Crurotarsi (krokodilachtigen en verwanten)                         |
|  |                                                                    |
|  | Avemetatarsalia (dinosauriërs, pterosauriërs, vogels en verwanten) |
|  |                                                                    |

|             | Yonghesuchus |
|             | |
| Archosauria | \| \| Crurotarsi (krokodilachtigen en verwanten) \| \| \| \| \| \| Avemetatarsalia (dinosauriërs, pterosauriërs, vogels en verwanten) \| \| \| \| |
|             | \| \| Crurotarsi (krokodilachtigen en verwanten) \| \| \| \| \| \| Avemetatarsalia (dinosauriërs, pterosauriërs, vogels en verwanten) \| \| \| \| |
|             | Crurotarsi (krokodilachtigen en verwanten) |
|             | |
|             | Avemetatarsalia (dinosauriërs, pterosauriërs, vogels en verwanten)                                                                                |
|             | |

|  | Crurotarsi (krokodilachtigen en verwanten)                         |
|  |                                                                    |
|  | Avemetatarsalia (dinosauriërs, pterosauriërs, vogels en verwanten) |
|  |                                                                    |

|             | Yonghesuchus |
|             | |
| Archosauria | \| \| Crurotarsi (krokodilachtigen en verwanten) \| \| \| \| \| \| Avemetatarsalia (dinosauriërs, pterosauriërs, vogels en verwanten) \| \| \| \| |
|             | \| \| Crurotarsi (krokodilachtigen en verwanten) \| \| \| \| \| \| Avemetatarsalia (dinosauriërs, pterosauriërs, vogels en verwanten) \| \| \| \| |
|             | Crurotarsi (krokodilachtigen en verwanten) |
|             | |
|             | Avemetatarsalia (dinosauriërs, pterosauriërs, vogels en verwanten)                                                                                |
|             | |

|  | Crurotarsi (krokodilachtigen en verwanten)                         |
|  |                                                                    |
|  | Avemetatarsalia (dinosauriërs, pterosauriërs, vogels en verwanten) |
|  |                                                                    |

|             | Yonghesuchus |
|             | |
| Archosauria | \| \| Crurotarsi (krokodilachtigen en verwanten) \| \| \| \| \| \| Avemetatarsalia (dinosauriërs, pterosauriërs, vogels en verwanten) \| \| \| \| |
|             | \| \| Crurotarsi (krokodilachtigen en verwanten) \| \| \| \| \| \| Avemetatarsalia (dinosauriërs, pterosauriërs, vogels en verwanten) \| \| \| \| |
|             | Crurotarsi (krokodilachtigen en verwanten) |
|             | |
|             | Avemetatarsalia (dinosauriërs, pterosauriërs, vogels en verwanten)                                                                                |
|             | |

|  | Crurotarsi (krokodilachtigen en verwanten)                         |
|  |                                                                    |
|  | Avemetatarsalia (dinosauriërs, pterosauriërs, vogels en verwanten) |
|  |                                                                    |

|             | Yonghesuchus |
|             | |
| Archosauria | \| \| Crurotarsi (krokodilachtigen en verwanten) \| \| \| \| \| \| Avemetatarsalia (dinosauriërs, pterosauriërs, vogels en verwanten) \| \| \| \| |
|             | \| \| Crurotarsi (krokodilachtigen en verwanten) \| \| \| \| \| \| Avemetatarsalia (dinosauriërs, pterosauriërs, vogels en verwanten) \| \| \| \| |
|             | Crurotarsi (krokodilachtigen en verwanten) |
|             | |
|             | Avemetatarsalia (dinosauriërs, pterosauriërs, vogels en verwanten)                                                                                |
|             | |

|  | Crurotarsi (krokodilachtigen en verwanten)                         |
|  |                                                                    |
|  | Avemetatarsalia (dinosauriërs, pterosauriërs, vogels en verwanten) |
|  |                                                                    |

|             | Yonghesuchus |
|             | |
| Archosauria | \| \| Crurotarsi (krokodilachtigen en verwanten) \| \| \| \| \| \| Avemetatarsalia (dinosauriërs, pterosauriërs, vogels en verwanten) \| \| \| \| |
|             | \| \| Crurotarsi (krokodilachtigen en verwanten) \| \| \| \| \| \| Avemetatarsalia (dinosauriërs, pterosauriërs, vogels en verwanten) \| \| \| \| |
|             | Crurotarsi (krokodilachtigen en verwanten) |
|             | |
|             | Avemetatarsalia (dinosauriërs, pterosauriërs, vogels en verwanten)                                                                                |
|             | |

|  | Crurotarsi (krokodilachtigen en verwanten)                         |
|  |                                                                    |
|  | Avemetatarsalia (dinosauriërs, pterosauriërs, vogels en verwanten) |
|  |                                                                    |

|             | Yonghesuchus |
|             | |
| Archosauria | \| \| Crurotarsi (krokodilachtigen en verwanten) \| \| \| \| \| \| Avemetatarsalia (dinosauriërs, pterosauriërs, vogels en verwanten) \| \| \| \| |
|             | \| \| Crurotarsi (krokodilachtigen en verwanten) \| \| \| \| \| \| Avemetatarsalia (dinosauriërs, pterosauriërs, vogels en verwanten) \| \| \| \| |
|             | Crurotarsi (krokodilachtigen en verwanten) |
|             | |
|             | Avemetatarsalia (dinosauriërs, pterosauriërs, vogels en verwanten)                                                                                |
|             | |

|  | Crurotarsi (krokodilachtigen en verwanten)                         |
|  |                                                                    |
|  | Avemetatarsalia (dinosauriërs, pterosauriërs, vogels en verwanten) |
|  |                                                                    |

|             | Yonghesuchus |
|             | |
| Archosauria | \| \| Crurotarsi (krokodilachtigen en verwanten) \| \| \| \| \| \| Avemetatarsalia (dinosauriërs, pterosauriërs, vogels en verwanten) \| \| \| \| |
|             | \| \| Crurotarsi (krokodilachtigen en verwanten) \| \| \| \| \| \| Avemetatarsalia (dinosauriërs, pterosauriërs, vogels en verwanten) \| \| \| \| |
|             | Crurotarsi (krokodilachtigen en verwanten) |
|             | |
|             | Avemetatarsalia (dinosauriërs, pterosauriërs, vogels en verwanten)                                                                                |
|             | |

|  | Crurotarsi (krokodilachtigen en verwanten)                         |
|  |                                                                    |
|  | Avemetatarsalia (dinosauriërs, pterosauriërs, vogels en verwanten) |
|  |                                                                    |

|             | Yonghesuchus |
|             | |
| Archosauria | \| \| Crurotarsi (krokodilachtigen en verwanten) \| \| \| \| \| \| Avemetatarsalia (dinosauriërs, pterosauriërs, vogels en verwanten) \| \| \| \| |
|             | \| \| Crurotarsi (krokodilachtigen en verwanten) \| \| \| \| \| \| Avemetatarsalia (dinosauriërs, pterosauriërs, vogels en verwanten) \| \| \| \| |
|             | Crurotarsi (krokodilachtigen en verwanten) |
|             | |
|             | Avemetatarsalia (dinosauriërs, pterosauriërs, vogels en verwanten)                                                                                |
|             | |

|  | Crurotarsi (krokodilachtigen en verwanten)                         |
|  |                                                                    |
|  | Avemetatarsalia (dinosauriërs, pterosauriërs, vogels en verwanten) |
|  |                                                                    |

|             | Yonghesuchus |
|             | |
| Archosauria | \| \| Crurotarsi (krokodilachtigen en verwanten) \| \| \| \| \| \| Avemetatarsalia (dinosauriërs, pterosauriërs, vogels en verwanten) \| \| \| \| |
|             | \| \| Crurotarsi (krokodilachtigen en verwanten) \| \| \| \| \| \| Avemetatarsalia (dinosauriërs, pterosauriërs, vogels en verwanten) \| \| \| \| |
|             | Crurotarsi (krokodilachtigen en verwanten) |
|             | |
|             | Avemetatarsalia (dinosauriërs, pterosauriërs, vogels en verwanten)                                                                                |
|             | |

|  | Crurotarsi (krokodilachtigen en verwanten)                         |
|  |                                                                    |
|  | Avemetatarsalia (dinosauriërs, pterosauriërs, vogels en verwanten) |
|  |                                                                    |

|             | Yonghesuchus |
|             | |
| Archosauria | \| \| Crurotarsi (krokodilachtigen en verwanten) \| \| \| \| \| \| Avemetatarsalia (dinosauriërs, pterosauriërs, vogels en verwanten) \| \| \| \| |
|             | \| \| Crurotarsi (krokodilachtigen en verwanten) \| \| \| \| \| \| Avemetatarsalia (dinosauriërs, pterosauriërs, vogels en verwanten) \| \| \| \| |
|             | Crurotarsi (krokodilachtigen en verwanten) |
|             | |
|             | Avemetatarsalia (dinosauriërs, pterosauriërs, vogels en verwanten)                                                                                |
|             | |

|  | Crurotarsi (krokodilachtigen en verwanten)                         |
|  |                                                                    |
|  | Avemetatarsalia (dinosauriërs, pterosauriërs, vogels en verwanten) |
|  |                                                                    |

|             | Yonghesuchus |
|             | |
| Archosauria | \| \| Crurotarsi (krokodilachtigen en verwanten) \| \| \| \| \| \| Avemetatarsalia (dinosauriërs, pterosauriërs, vogels en verwanten) \| \| \| \| |
|             | \| \| Crurotarsi (krokodilachtigen en verwanten) \| \| \| \| \| \| Avemetatarsalia (dinosauriërs, pterosauriërs, vogels en verwanten) \| \| \| \| |
|             | Crurotarsi (krokodilachtigen en verwanten) |
|             | |
|             | Avemetatarsalia (dinosauriërs, pterosauriërs, vogels en verwanten)                                                                                |
|             | |

|  | Crurotarsi (krokodilachtigen en verwanten)                         |
|  |                                                                    |
|  | Avemetatarsalia (dinosauriërs, pterosauriërs, vogels en verwanten) |
|  |                                                                    |

|             | Yonghesuchus |
|             | |
| Archosauria | \| \| Crurotarsi (krokodilachtigen en verwanten) \| \| \| \| \| \| Avemetatarsalia (dinosauriërs, pterosauriërs, vogels en verwanten) \| \| \| \| |
|             | \| \| Crurotarsi (krokodilachtigen en verwanten) \| \| \| \| \| \| Avemetatarsalia (dinosauriërs, pterosauriërs, vogels en verwanten) \| \| \| \| |
|             | Crurotarsi (krokodilachtigen en verwanten) |
|             | |
|             | Avemetatarsalia (dinosauriërs, pterosauriërs, vogels en verwanten)                                                                                |
|             | |

|  | Crurotarsi (krokodilachtigen en verwanten)                         |
|  |                                                                    |
|  | Avemetatarsalia (dinosauriërs, pterosauriërs, vogels en verwanten) |
|  |                                                                    |

|             | Yonghesuchus |
|             | |
| Archosauria | \| \| Crurotarsi (krokodilachtigen en verwanten) \| \| \| \| \| \| Avemetatarsalia (dinosauriërs, pterosauriërs, vogels en verwanten) \| \| \| \| |
|             | \| \| Crurotarsi (krokodilachtigen en verwanten) \| \| \| \| \| \| Avemetatarsalia (dinosauriërs, pterosauriërs, vogels en verwanten) \| \| \| \| |
|             | Crurotarsi (krokodilachtigen en verwanten) |
|             | |
|             | Avemetatarsalia (dinosauriërs, pterosauriërs, vogels en verwanten)                                                                                |
|             | |

|  | Crurotarsi (krokodilachtigen en verwanten)                         |
|  |                                                                    |
|  | Avemetatarsalia (dinosauriërs, pterosauriërs, vogels en verwanten) |
|  |                                                                    |

|             | Yonghesuchus |
|             | |
| Archosauria | \| \| Crurotarsi (krokodilachtigen en verwanten) \| \| \| \| \| \| Avemetatarsalia (dinosauriërs, pterosauriërs, vogels en verwanten) \| \| \| \| |
|             | \| \| Crurotarsi (krokodilachtigen en verwanten) \| \| \| \| \| \| Avemetatarsalia (dinosauriërs, pterosauriërs, vogels en verwanten) \| \| \| \| |
|             | Crurotarsi (krokodilachtigen en verwanten) |
|             | |
|             | Avemetatarsalia (dinosauriërs, pterosauriërs, vogels en verwanten)                                                                                |
|             | |

|  | Crurotarsi (krokodilachtigen en verwanten)                         |
|  |                                                                    |
|  | Avemetatarsalia (dinosauriërs, pterosauriërs, vogels en verwanten) |
|  |                                                                    |

|             | Yonghesuchus |
|             | |
| Archosauria | \| \| Crurotarsi (krokodilachtigen en verwanten) \| \| \| \| \| \| Avemetatarsalia (dinosauriërs, pterosauriërs, vogels en verwanten) \| \| \| \| |
|             | \| \| Crurotarsi (krokodilachtigen en verwanten) \| \| \| \| \| \| Avemetatarsalia (dinosauriërs, pterosauriërs, vogels en verwanten) \| \| \| \| |
|             | Crurotarsi (krokodilachtigen en verwanten) |
|             | |
|             | Avemetatarsalia (dinosauriërs, pterosauriërs, vogels en verwanten)                                                                                |
|             | |

|  | Crurotarsi (krokodilachtigen en verwanten)                         |
|  |                                                                    |
|  | Avemetatarsalia (dinosauriërs, pterosauriërs, vogels en verwanten) |
|  |                                                                    |

|             | Yonghesuchus |
|             | |
| Archosauria | \| \| Crurotarsi (krokodilachtigen en verwanten) \| \| \| \| \| \| Avemetatarsalia (dinosauriërs, pterosauriërs, vogels en verwanten) \| \| \| \| |
|             | \| \| Crurotarsi (krokodilachtigen en verwanten) \| \| \| \| \| \| Avemetatarsalia (dinosauriërs, pterosauriërs, vogels en verwanten) \| \| \| \| |
|             | Crurotarsi (krokodilachtigen en verwanten) |
|             | |
|             | Avemetatarsalia (dinosauriërs, pterosauriërs, vogels en verwanten)                                                                                |
|             | |

|  | Crurotarsi (krokodilachtigen en verwanten)                         |
|  |                                                                    |
|  | Avemetatarsalia (dinosauriërs, pterosauriërs, vogels en verwanten) |
|  |                                                                    |

|             | Yonghesuchus |
|             | |
| Archosauria | \| \| Crurotarsi (krokodilachtigen en verwanten) \| \| \| \| \| \| Avemetatarsalia (dinosauriërs, pterosauriërs, vogels en verwanten) \| \| \| \| |
|             | \| \| Crurotarsi (krokodilachtigen en verwanten) \| \| \| \| \| \| Avemetatarsalia (dinosauriërs, pterosauriërs, vogels en verwanten) \| \| \| \| |
|             | Crurotarsi (krokodilachtigen en verwanten) |
|             | |
|             | Avemetatarsalia (dinosauriërs, pterosauriërs, vogels en verwanten)                                                                                |
|             | |

|  | Crurotarsi (krokodilachtigen en verwanten)                         |
|  |                                                                    |
|  | Avemetatarsalia (dinosauriërs, pterosauriërs, vogels en verwanten) |
|  |                                                                    |

|             | Yonghesuchus |
|             | |
| Archosauria | \| \| Crurotarsi (krokodilachtigen en verwanten) \| \| \| \| \| \| Avemetatarsalia (dinosauriërs, pterosauriërs, vogels en verwanten) \| \| \| \| |
|             | \| \| Crurotarsi (krokodilachtigen en verwanten) \| \| \| \| \| \| Avemetatarsalia (dinosauriërs, pterosauriërs, vogels en verwanten) \| \| \| \| |
|             | Crurotarsi (krokodilachtigen en verwanten) |
|             | |
|             | Avemetatarsalia (dinosauriërs, pterosauriërs, vogels en verwanten)                                                                                |
|             | |

|  | Crurotarsi (krokodilachtigen en verwanten)                         |
|  |                                                                    |
|  | Avemetatarsalia (dinosauriërs, pterosauriërs, vogels en verwanten) |
|  |                                                                    |

|             | Yonghesuchus |
|             | |
| Archosauria | \| \| Crurotarsi (krokodilachtigen en verwanten) \| \| \| \| \| \| Avemetatarsalia (dinosauriërs, pterosauriërs, vogels en verwanten) \| \| \| \| |
|             | \| \| Crurotarsi (krokodilachtigen en verwanten) \| \| \| \| \| \| Avemetatarsalia (dinosauriërs, pterosauriërs, vogels en verwanten) \| \| \| \| |
|             | Crurotarsi (krokodilachtigen en verwanten) |
|             | |
|             | Avemetatarsalia (dinosauriërs, pterosauriërs, vogels en verwanten)                                                                                |
|             | |

|  | Crurotarsi (krokodilachtigen en verwanten)                         |
|  |                                                                    |
|  | Avemetatarsalia (dinosauriërs, pterosauriërs, vogels en verwanten) |
|  |                                                                    |

|             | Yonghesuchus |
|             | |
| Archosauria | \| \| Crurotarsi (krokodilachtigen en verwanten) \| \| \| \| \| \| Avemetatarsalia (dinosauriërs, pterosauriërs, vogels en verwanten) \| \| \| \| |
|             | \| \| Crurotarsi (krokodilachtigen en verwanten) \| \| \| \| \| \| Avemetatarsalia (dinosauriërs, pterosauriërs, vogels en verwanten) \| \| \| \| |
|             | Crurotarsi (krokodilachtigen en verwanten) |
|             | |
|             | Avemetatarsalia (dinosauriërs, pterosauriërs, vogels en verwanten)                                                                                |
|             | |

|  | Crurotarsi (krokodilachtigen en verwanten)                         |
|  |                                                                    |
|  | Avemetatarsalia (dinosauriërs, pterosauriërs, vogels en verwanten) |
|  |                                                                    |